# Краснодар
Краснода́р (до 1920 года — Екатеринода́р) — город на юго-западе России, административный центр Краснодарского края и историко-географического региона Кубань. Вместе с прилегающими сельскими населёнными пунктами образует городской округ город Краснодар.
Основан в 1793 году черноморскими казаками на правом берегу реки Кубань. Расположен на юго-востоке Восточно-Европейской равнины, в Кубано-Приазовской низменности.
Один из ведущих экономических и культурных центров Юга России. Во время Гражданской войны был центром власти Кубанского казачества и Белого юга России. Неофициально именуется «столицей Кубани», а также «столицей Юга России» (наряду с Ростовом-на-Дону).
Краснодар — один из самых быстрорастущих городов России. По данным Росстата на 1 января 2025 года население города составляет ↗1 154 885 чел.: десятый по численности населения город РФ и самый многонаселённый в ЮФО. В пределах Краснодарской агломерации проживает 1 773 786 чел. — восьмая по численности населения агломерация страны.

## Этимология
В 1775 году Екатериной II была упразднена Запорожская сечь, на основе которой затем было создано Черноморское казачье войско. За победу в русско-турецкой войне и в память о запорожцах как отважных воинах войску были «дарованы новые земли», на которых в 1793 году была основана крепость под названием Новая Сечь (укр. Нова Січ). Позже крепость переименовали в Екатеринодар как «дар императрицы». В 1920 году город был переименован в Краснодар, где элемент красно- имеет символическое «революционное» значение.
У адыгского населения город получил название адыг. Бжъэдыгъу къал — «бжедугская крепость». У армян устаревшее название города Гадендар, где гаден — госпожа.

## География

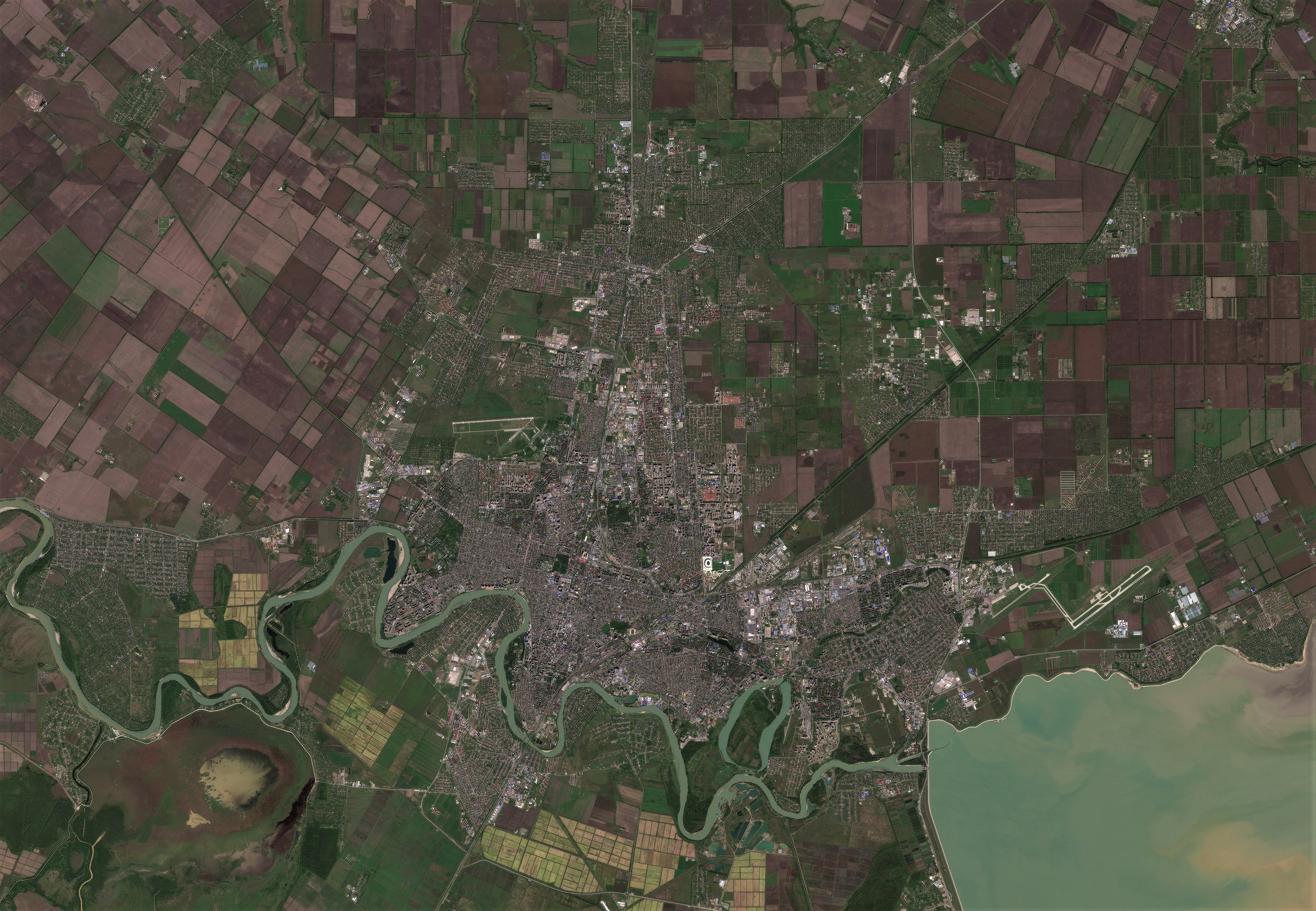
Космический снимок Краснодара, спутник Sentinel-2, 18 сентября 2018 года

Краснодар находится в южной части Восточно-Европейской равнины на Кубано-Приазовской низменности, в 1300 км к югу от Москвы, на юге граничит с Адыгеей. Расположен почти в центре Краснодарского края, в южной части Прикубанской равнины, в долине реки Кубани (на правом, высоком берегу), то есть, геоморфологически, на пойме и надпойменной террасе. Рельеф Краснодара спокойный, ровный, имеет ровный уклон к северо-западу. Высота над уровнем моря колеблется от 19 до 32 метров. Сама река Кубань, огибая город с юга и юго-запада, образует в этом месте широкую (до 15 км) трапецеидальную форму; правый берег крутой и высокий (до 12 м), левый — низкий, пологий. Ширина русла Кубани в черте города около 150 метров, глубина — от 1,5 до 6,5 м.
Географические координаты: 45°02′ северной широты, 38°59′ восточной долготы. С севера на юг (в границах городской черты) Краснодар протянулся на 20,6 км, а с востока на запад — на 30,1 км. Занимаемая площадь — 294,91 км².
Краснодар расположен в зоне сейсмической активности. Нередко эпицентр землетрясения находится в Чёрном море, а сейсмические волны достигают прибрежных городов и даже Краснодара. За всю историю наблюдений сильных землетрясений в городе зафиксировано не было, однако, в 1978 и в 2002 годах наблюдались землетрясения интенсивностью от 4 до 5 баллов.
Краснодар располагается недалеко от двух тёплых морей и занимает выгодное экономико-географическое положение. Расстояние до Чёрного моря по прямой — 78 км, до Азовского — 95 км.
| С-З | Славянск-на-Кубани ~ 85 км               | Ростов-на-Дону ~ 268 км       | Волгодонск ~ 495 км | С-В |
| З   | Анапа ~ 159 км                           | Роза ветров                   | Ставрополь ~ 265 км | В   |
| Ю-З | Новороссийск ~ 144 км Геленджик ~ 200 км | Туапсе ~ 169 км Сочи ~ 293 км | Майкоп ~ 120 км     | Ю-В |

### Часовой пояс
Краснодар находится в часовой зоне МСК (московское время). Смещение применяемого времени относительно UTC составляет +3:00.
В соответствии с применяемым временем и географической долготой средний солнечный полдень в Краснодаре наступает в 12:24.

### Климат
Краснодар находится на южной границе умеренных широт и имеет переходный от умеренно континентального к субтропическому климату (Cfa согласно классификации климата Кёппена). Температурный режим схож с такими городами, как Нью-Йорк и Филадельфия. Лето в Краснодаре — самый длинный сезон (5,5 месяцев с мая по сентябрь). Зима в Краснодаре короткая и мягкая без устойчивого снежного покрова, средняя продолжительность — 40 дней, примерно с середины января до конца февраля. Самые нестабильные сезоны — это осень и весна.
Самый грозовой город-миллионник России. В среднем, в столице Кубани гроз 39 дней в году.
| Показатель                    | Янв. | Фев. | Март  | Апр. | Май  | Июнь | Июль | Авг. | Сен. | Окт. | Нояб. | Дек. | Год  |
| ----------------------------- | ---- | ---- | ----- | ---- | ---- | ---- | ---- | ---- | ---- | ---- | ----- | ---- | ---- |
| Абсолютный максимум, °C       | 20,8 | 23,1 | 29,9  | 34,7 | 35,1 | 39,3 | 40,7 | 42,0 | 38,5 | 33,9 | 30,0  | 23,0 | 42,0 |
| Средний суточный максимум, °C | 4,5  | 6,7  | 11,8  | 18,6 | 23,8 | 28,2 | 31,1 | 31,4 | 25,6 | 19,0 | 11,2  | 6,4  | 18,2 |
| Средняя температура, °C       | 0,8  | 1,9  | 6,5   | 12,4 | 17,9 | 22,2 | 24,9 | 24,7 | 19,2 | 12,9 | 6,3   | 2,4  | 12,7 |
| Средний суточный минимум, °C  | −1,9 | −1,5 | 2,7   | 7,4  | 12,9 | 17,0 | 19,4 | 18,9 | 13,8 | 8,4  | 2,9   | −0,4 | 8,3  |
| Абсолютный минимум, °C        | −36  | −33  | −25,5 | −10  | −2   | 4,2  | 8,0  | 3,9  | −2,2 | −9,9 | −23   | −29  | −36  |
| Норма осадков, мм             | 65   | 53   | 65    | 49   | 65   | 80   | 66   | 41   | 51   | 61   | 66    | 69   | 736  |
| Источник: Погода и климат     |      |      |       |      |      |      |      |      |      |      |       |      |      |

### Гидрография
Через город протекает Кубань — самая крупная река Северного Кавказа. Её длина — 870 км, а площадь бассейна составляет 57 900 км². В районе города Кубань характеризуется извилистостью русла. В процессе своего естественного движения, река прорывала местами шейки петель, спрямляя своё русло. Прежнее колено образовывало пойменные озёра — старицы. Примером старицы является озеро Старая Кубань у Краснодара.
Вследствие значительного уклона русла Кубань отличается быстрым течением и, как следствие, большой разрушительной силой при паводках и половодьях. Так, амплитуда колебаний уровня воды у Краснодара достигала 5 метров. Для регулирования стока в 1973 году началось заполнение самого большого искусственного водоёма Краснодарского края — Краснодарского водохранилища, которое окончательно зарегулировало речной сток Кубани.

Ранее по территории города текла река Карасун. Впоследствии, в результате антропогенных факторов, река Карасун была разбита на несколько обособленных водоёмов.

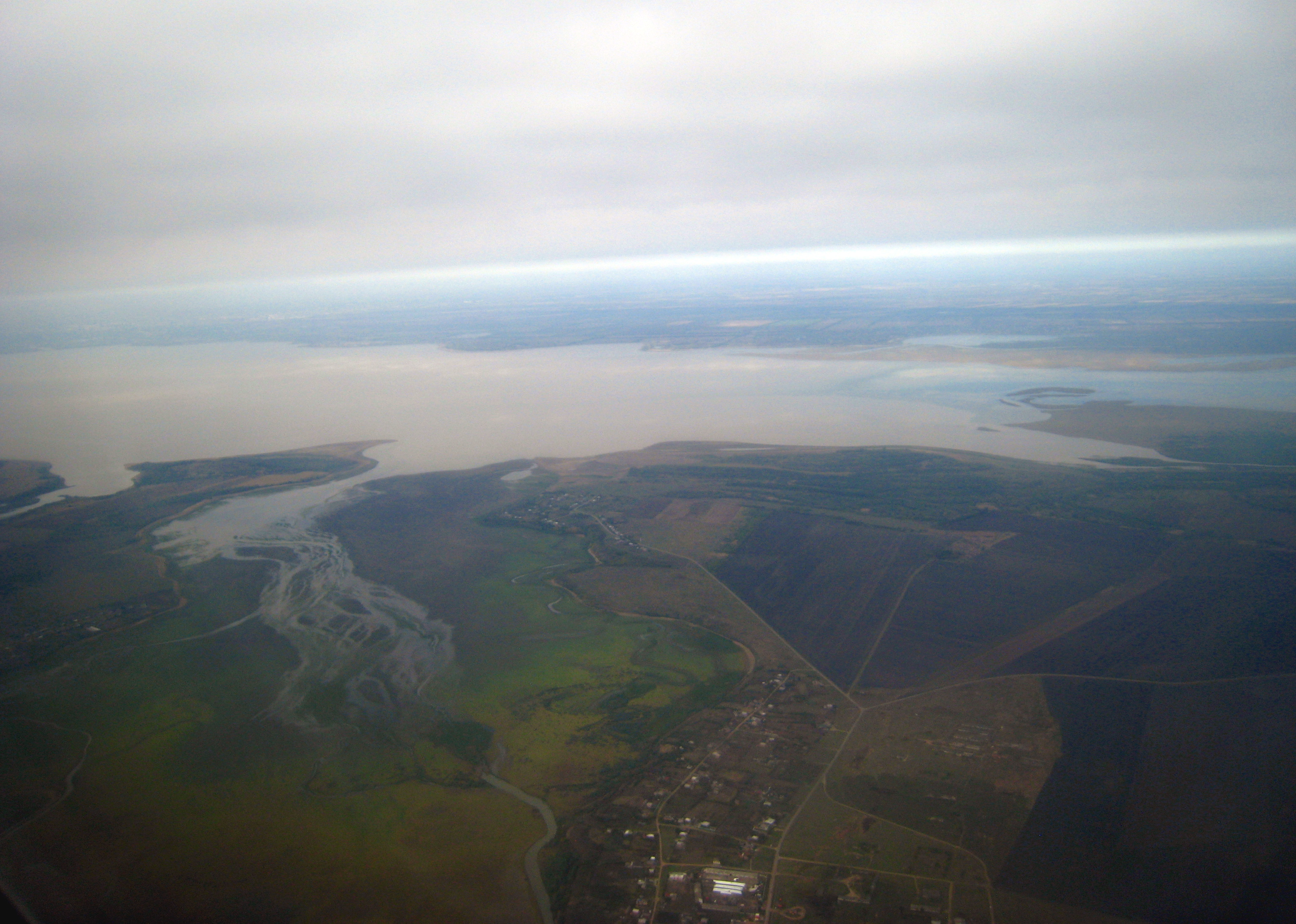
Краснодарское водохранилище
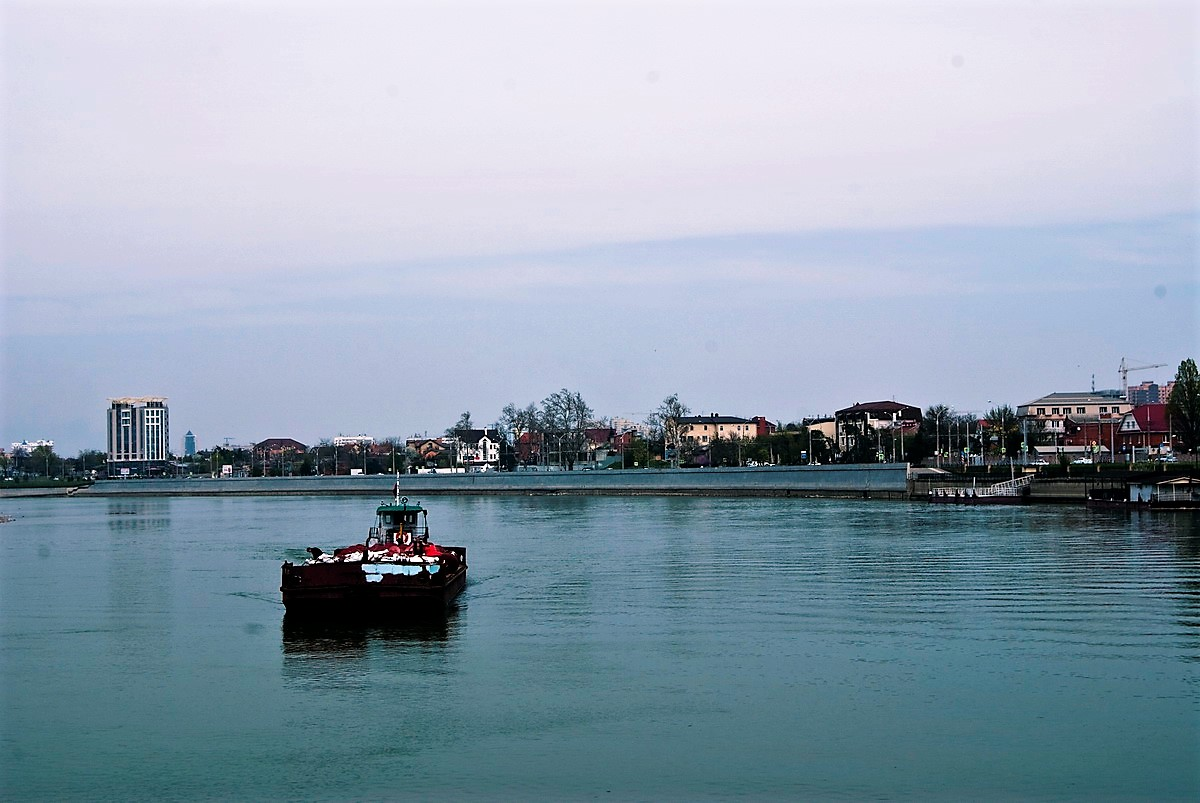
Река Кубань в черте города
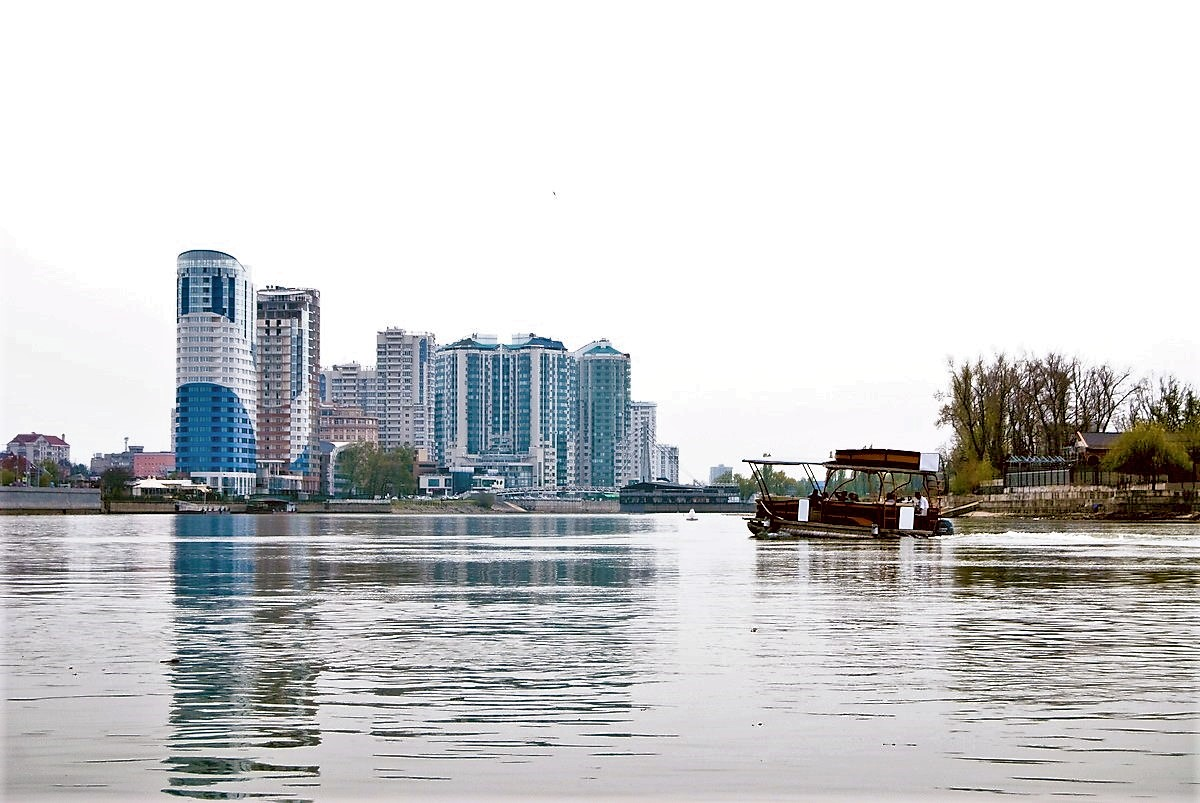
Река Кубань. Микрорайон на Кубанской набережной
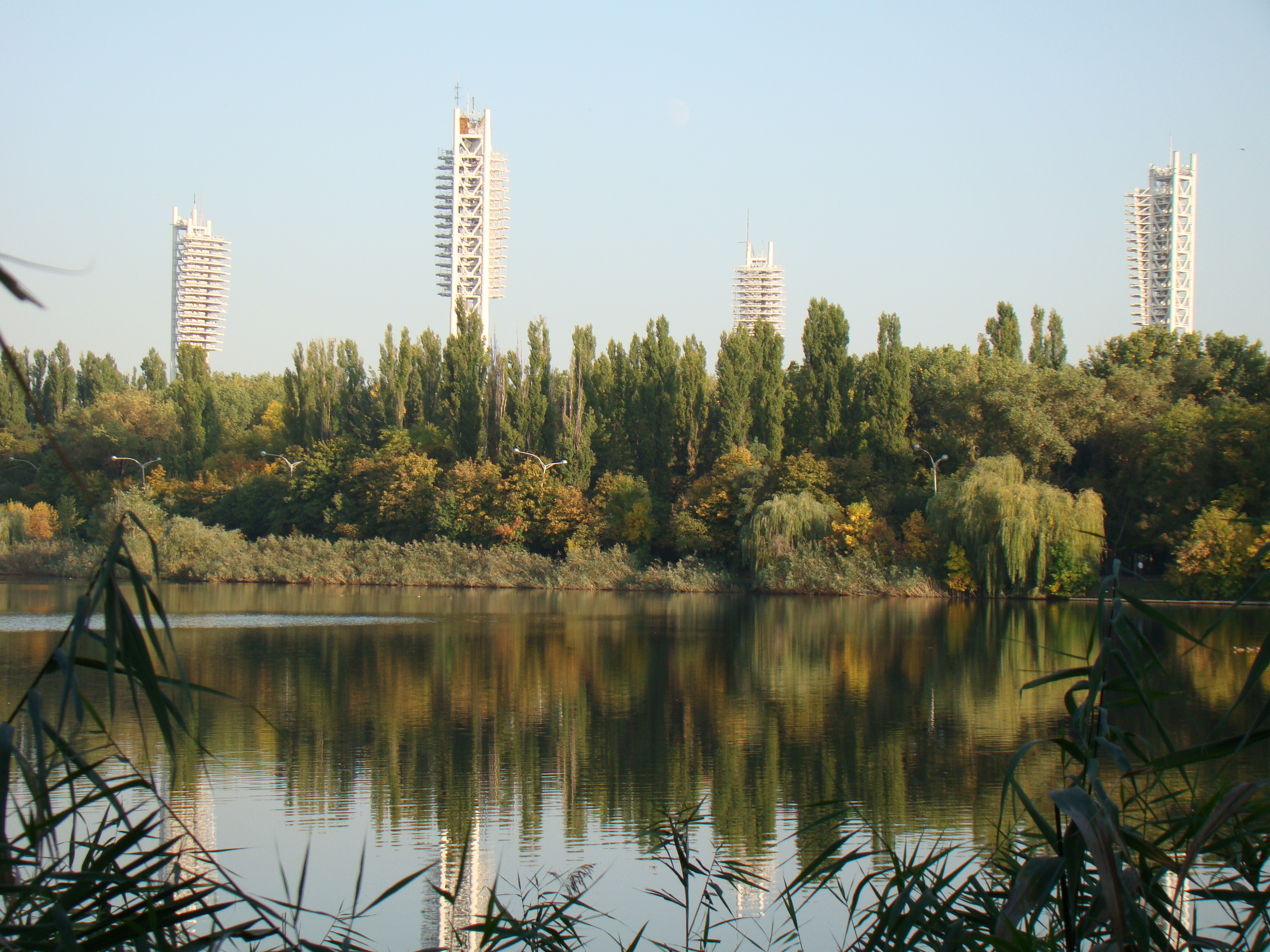
Вид на Верхнее Покровское озеро (Карасун)
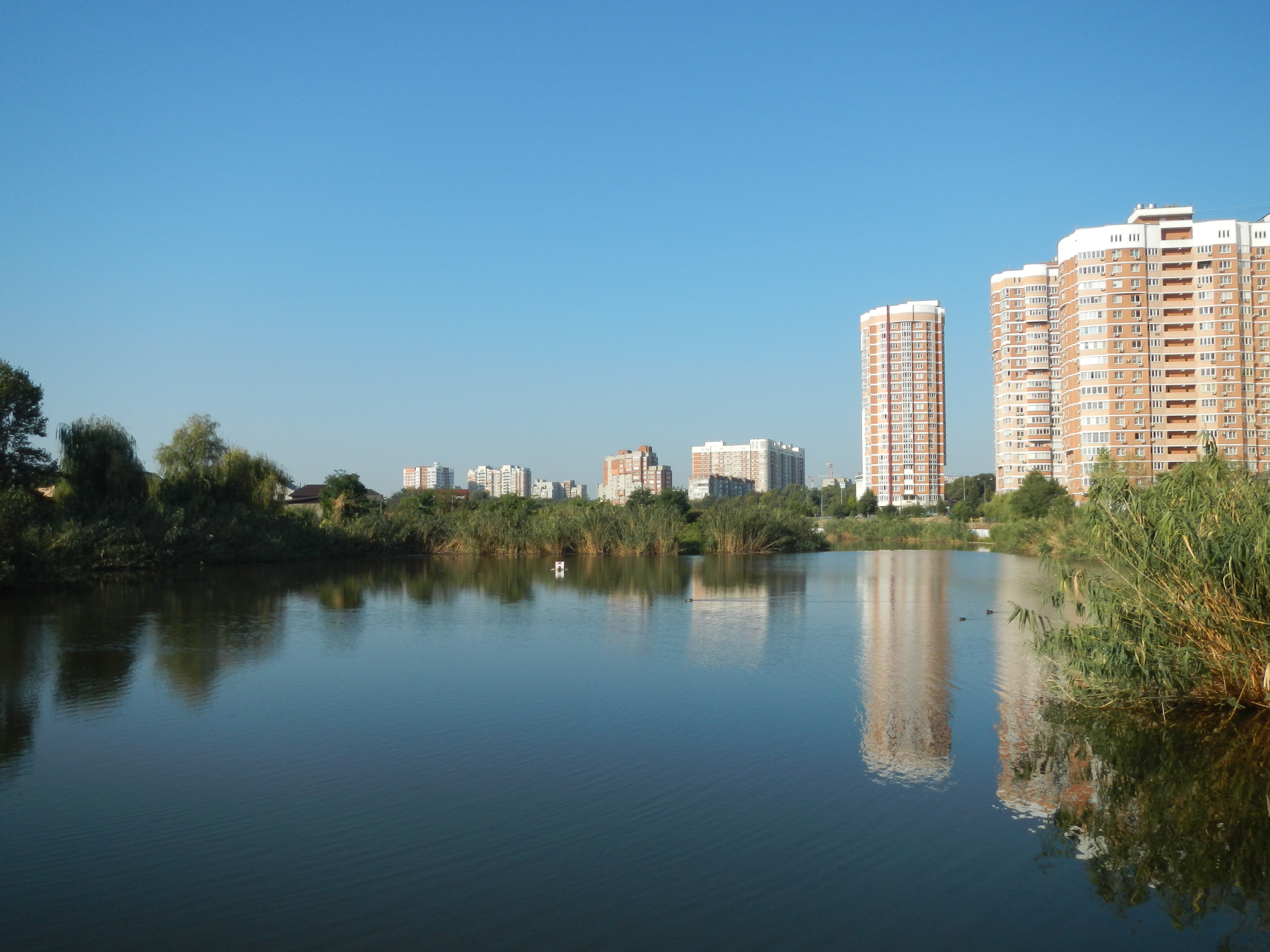
Озеро Карасун (КМР)
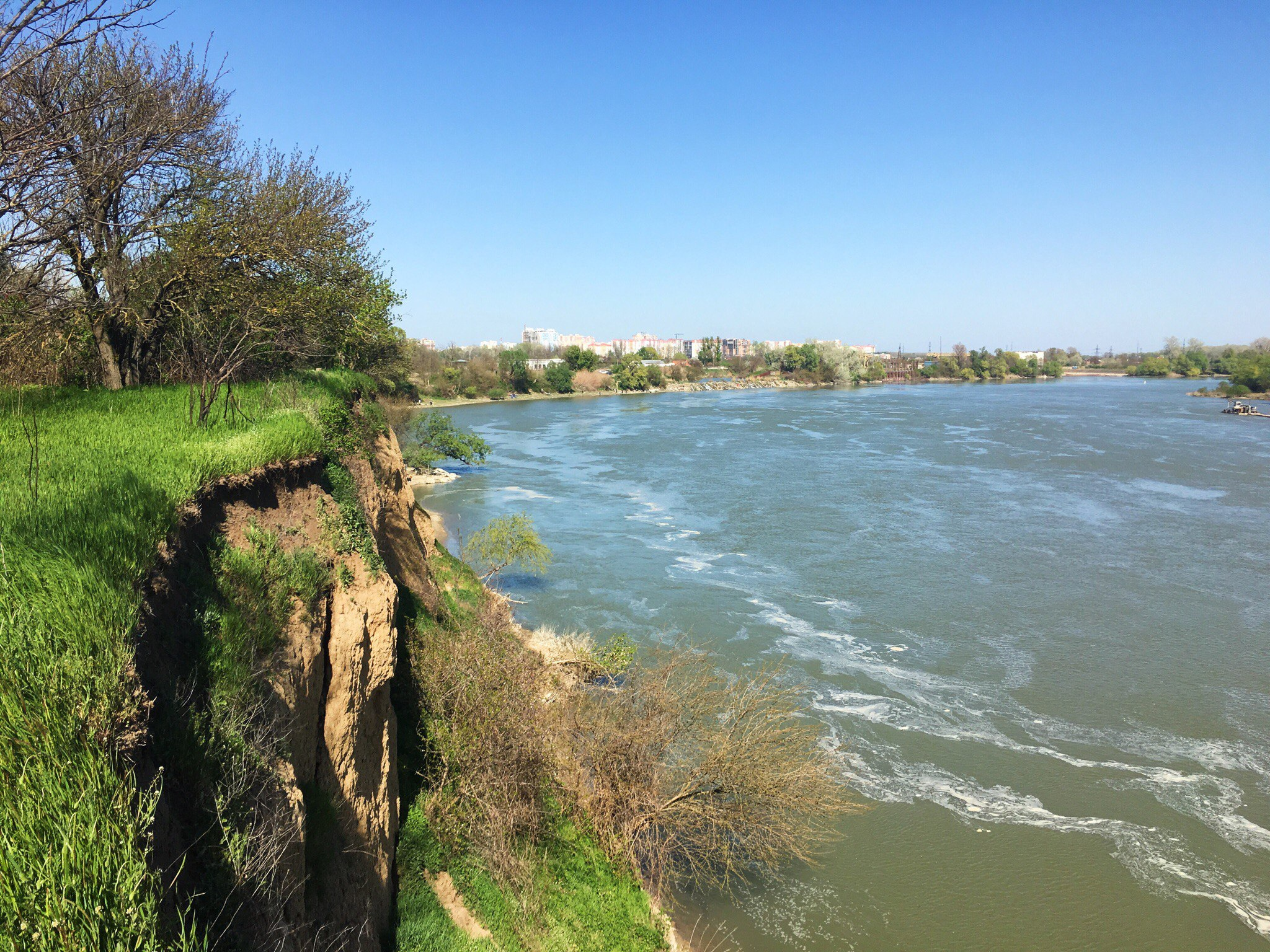
Обрывистый берег Кубани под Краснодаром
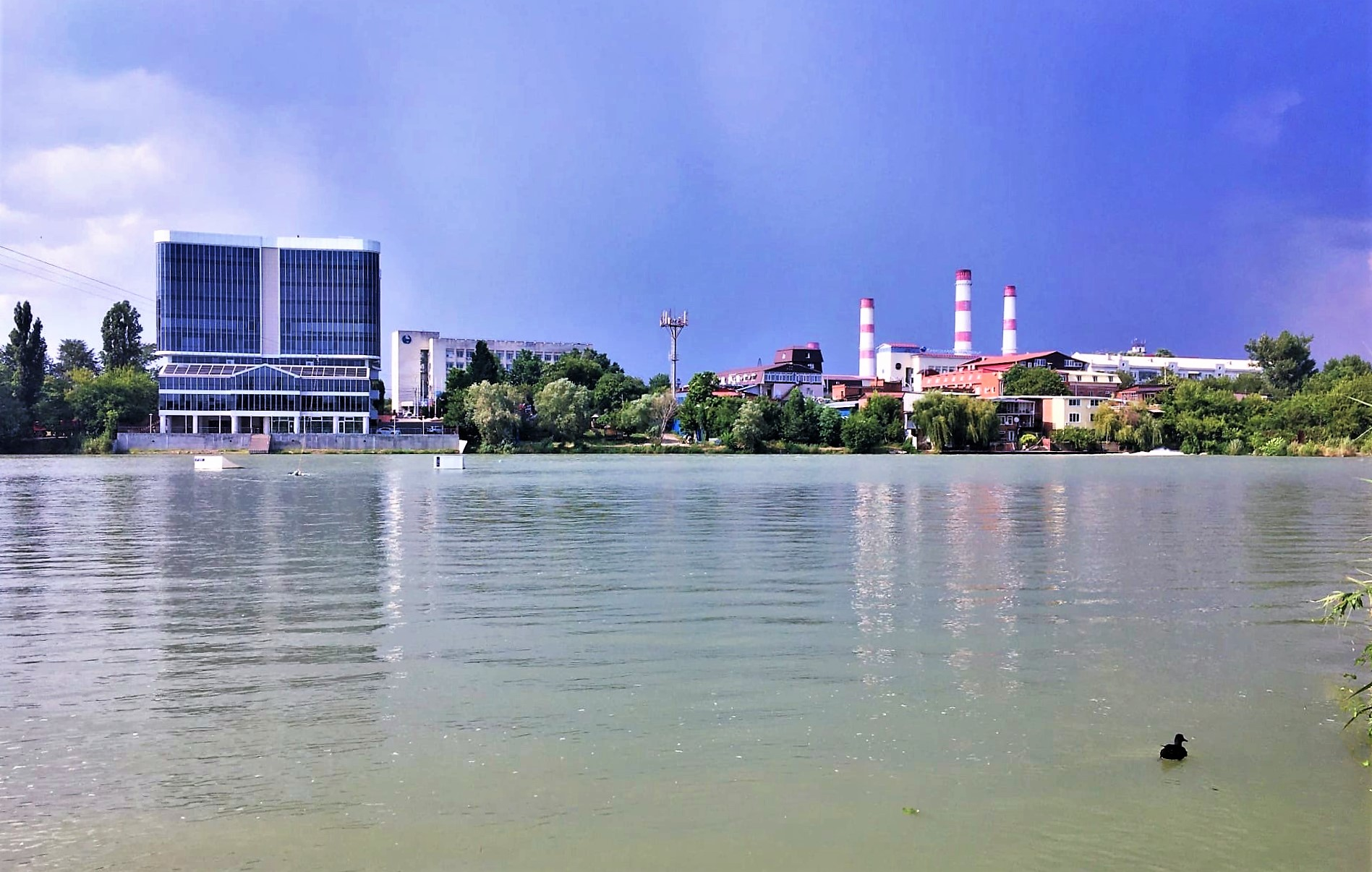
Озеро Старая Кубань (западная часть) для сброса воды с ТЭЦ
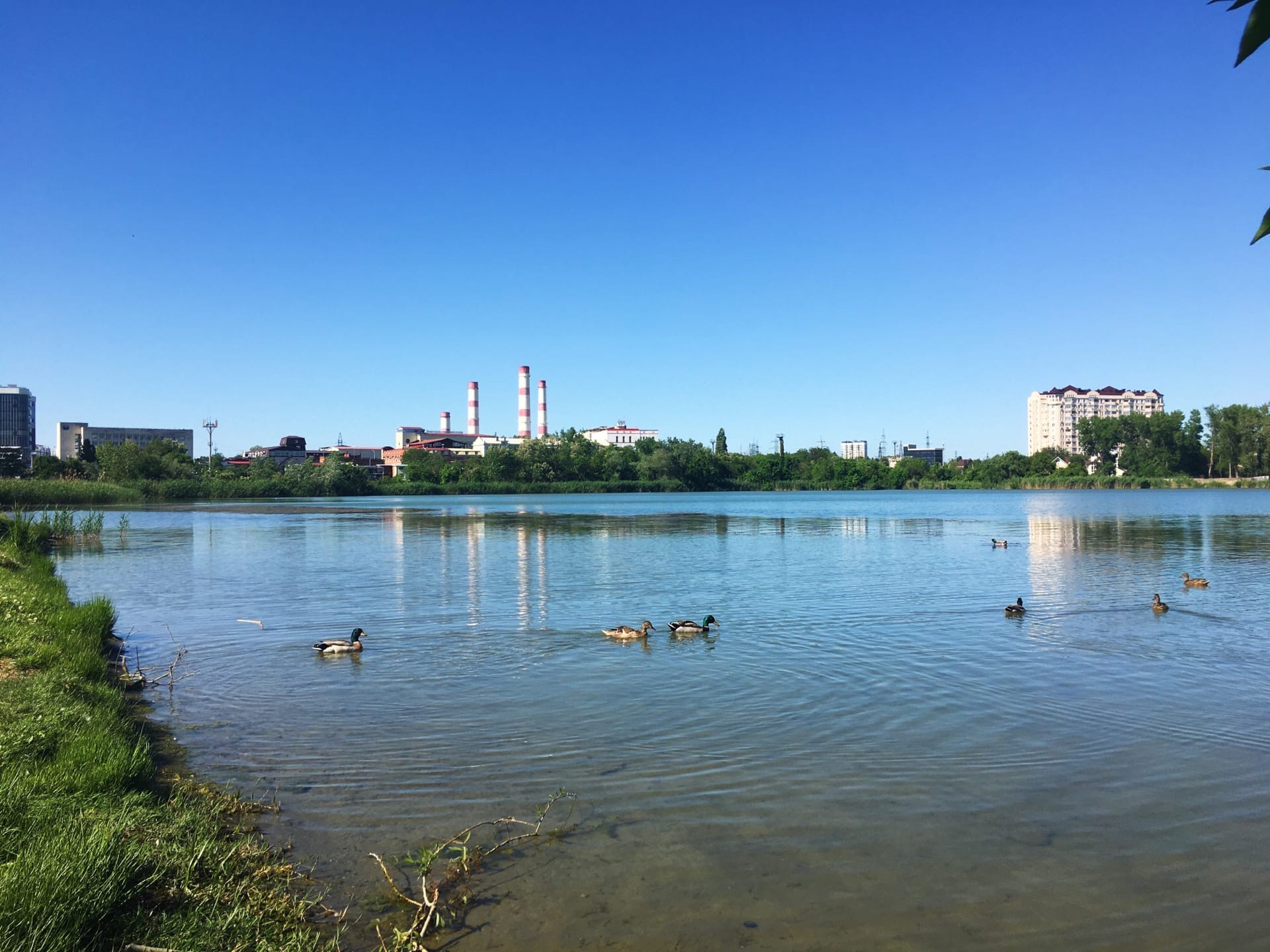
Озеро Старая Кубань (восточная часть) для забора воды в ТЭЦ
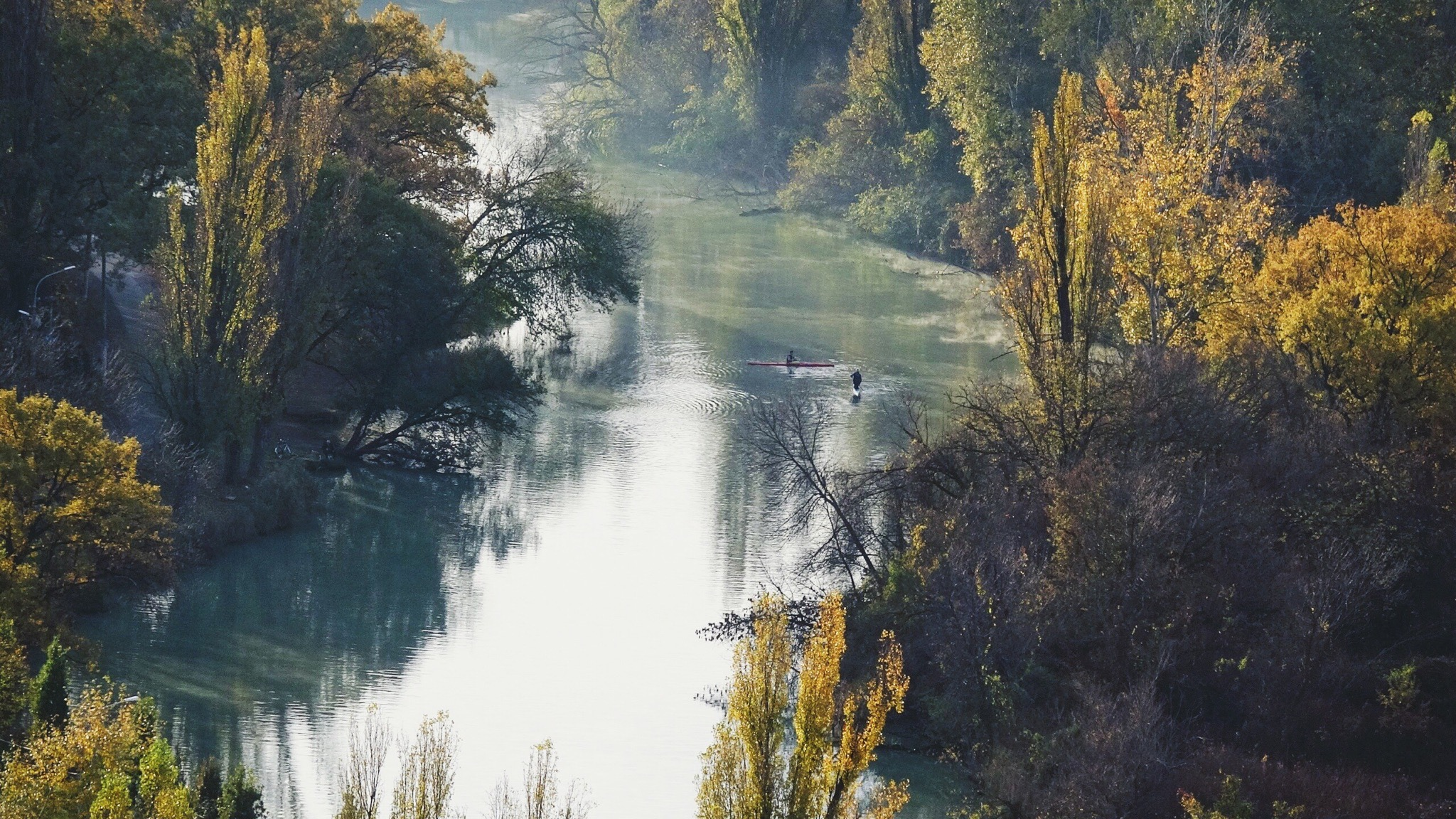
Озеро Старая Кубань между парком «Солнечный остров» и Большим островом

## Экология
Экологическая обстановка в Краснодаре определяется исследователями как напряжённая. Особую актуальность имеет проблема загрязнения атмосферы автомобильным транспортом. В районах города, через которые проходят крупные автомагистрали, фиксируется превышение допустимой нормы по содержанию углеводородов, оксида углерода, оксида азота — от 1,5 до 7 раз.
На конец 2015 — начало 2016 года в Краснодаре было зарегистрировано больше всего, среди российских городов, автомобилей на душу населения. Если для Москвы этот показатель равен 417 автомобилям на 1000 человек, то в Краснодаре — 437 автомобилей. В летнее время немаловажную роль начинает играть транзитный транспорт, когда автомобильный поток увеличивается до 2 миллионов автомобилей.
Учёные отмечают очень высокий уровень загрязнения атмосферного воздуха, вызванный результатами деятельности объектов электроэнергетики, предприятий нефтехимической, нефтеперерабатывающей и топливной промышленности. В центре города содержание в воздухе двуоксида азота и оксида углерода в 1,5—2 раза выше, чем в других районах. Данная ситуация объясняется постоянным поступлением этих веществ с предприятий, расположенных в других районах города, при преобладающих западных, северо-восточных и восточных ветрах. Наиболее страдает от загрязнения промышленный район города, зачастую из-за неправильной эксплуатации или неисправности систем пылеулавливающего и газоочистного оборудования. Тем не менее по итогам исследования, проведённого Министерством природных ресурсов и экологии РФ в 2017 году, Краснодар занимает третье место по чистоте воздуха среди городов России с населением свыше 500 тыс. человек.
Высокую антропогенную нагрузку испытывают водные объекты города. В воде фиксируются в несколько раз превышенные допустимые концентрации вредных веществ, в том числе соединений меди, железа, нефтяных углеводородов, нитратов.

## История

### Древняя история
Согласно результатам Западно-Кавказской археологической экспедиции, в центре города, в районе нынешнего парка «Городской сад», было обнаружено крупное меотское городище, существовавшее здесь с IV или III века до нашей эры. Также, вблизи Краснодара (на территории нынешней станицы Елизаветинской), на берегу Кубани располагался древний город Боспорского царства с крепостными укреплениями.
До появления города на этом месте находился бжедугский аул Хамышея Батыр-Гирея Хаджимукова.

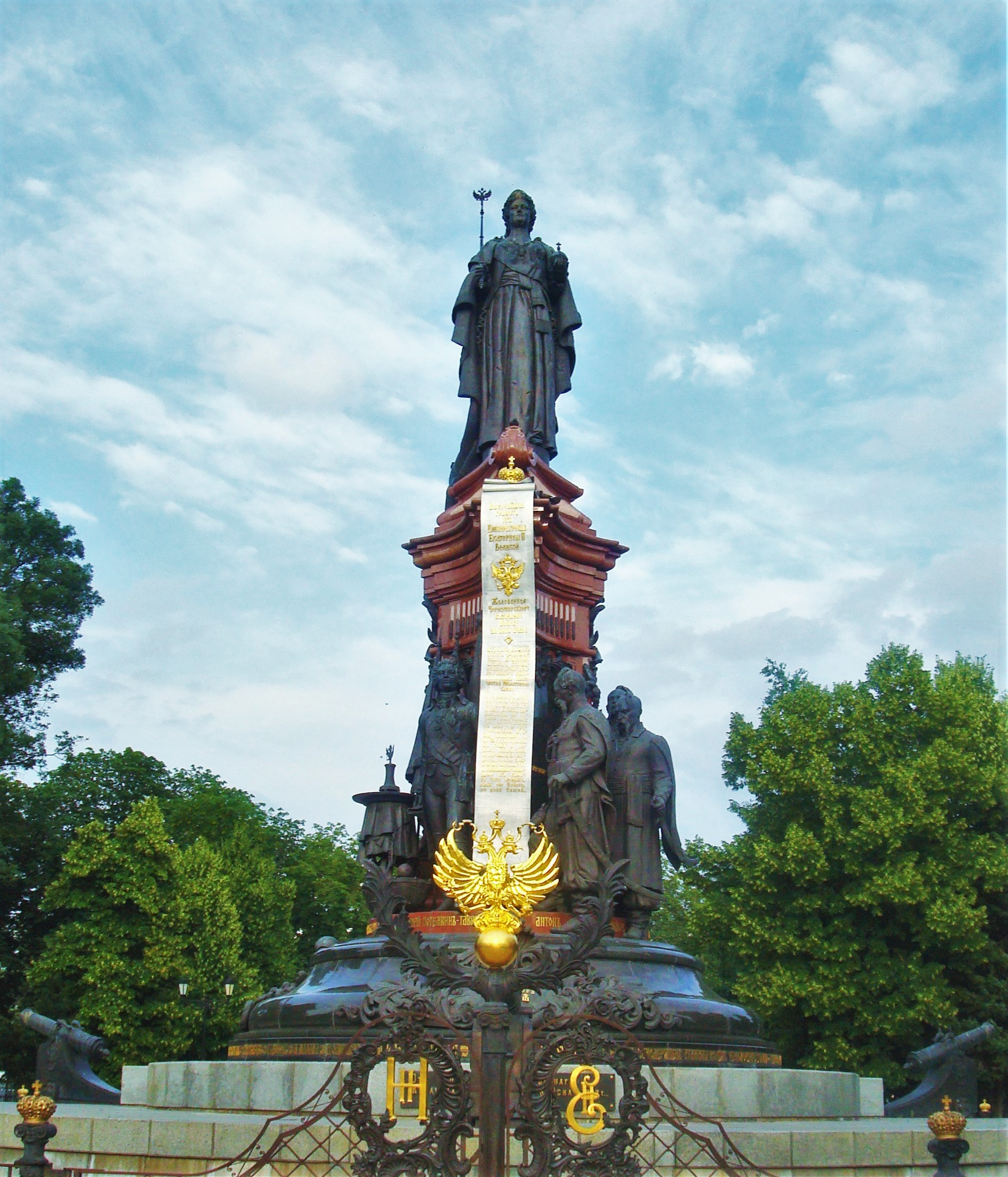
Памятник Екатерине Великой (центральную часть постамента занимает Жалованная грамота)

### Новое время
30 июня (11 июля) 1792 года Черноморскому казачьему войску императрицей Екатериной II была выдана Жалованная Грамота, по которой казакам, служившим и живущим здесь, на вечное владение передавалась кубанская земля, ограниченная рекой Кубанью и Азовским морем, а с востока условной линией от устья Лабы до Ейского городка. В 1793 году черноморскими казаками был основан нынешний город Екатеринодар, первоначально как военный лагерь, а позднее как крепость. Своё название город получил как дар императрицей Екатериной II черноморским казакам кубанской земли (дословно Екатеринодар означает дар Екатерины). Первым городничим войскового града Екатеринодара до января 1795 года был Данила Савинович Волкорез.
18 (29) сентября 1794 года Гетманов, командированный из Симферополя землемер, начал размежевание и разбивку улиц города по плану, утверждённому Таврическим генерал-губернатором Семёном Семёновичем Жегулиным. Согласно этому плану на берегу реки Карасун расположена войсковая крепость, в центре которой расположена церковь, а вокруг сей — курени-казармы; севернее крепости рубили леса и возводили жилые дома черноморцев. По переписи, проведённой 11 (22) ноября 1794 года городничим, в Екатеринодаре проживало 586 человек, построено 9 домов, 75 хат, 154 землянки, вскоре число дворов возросло до 370.

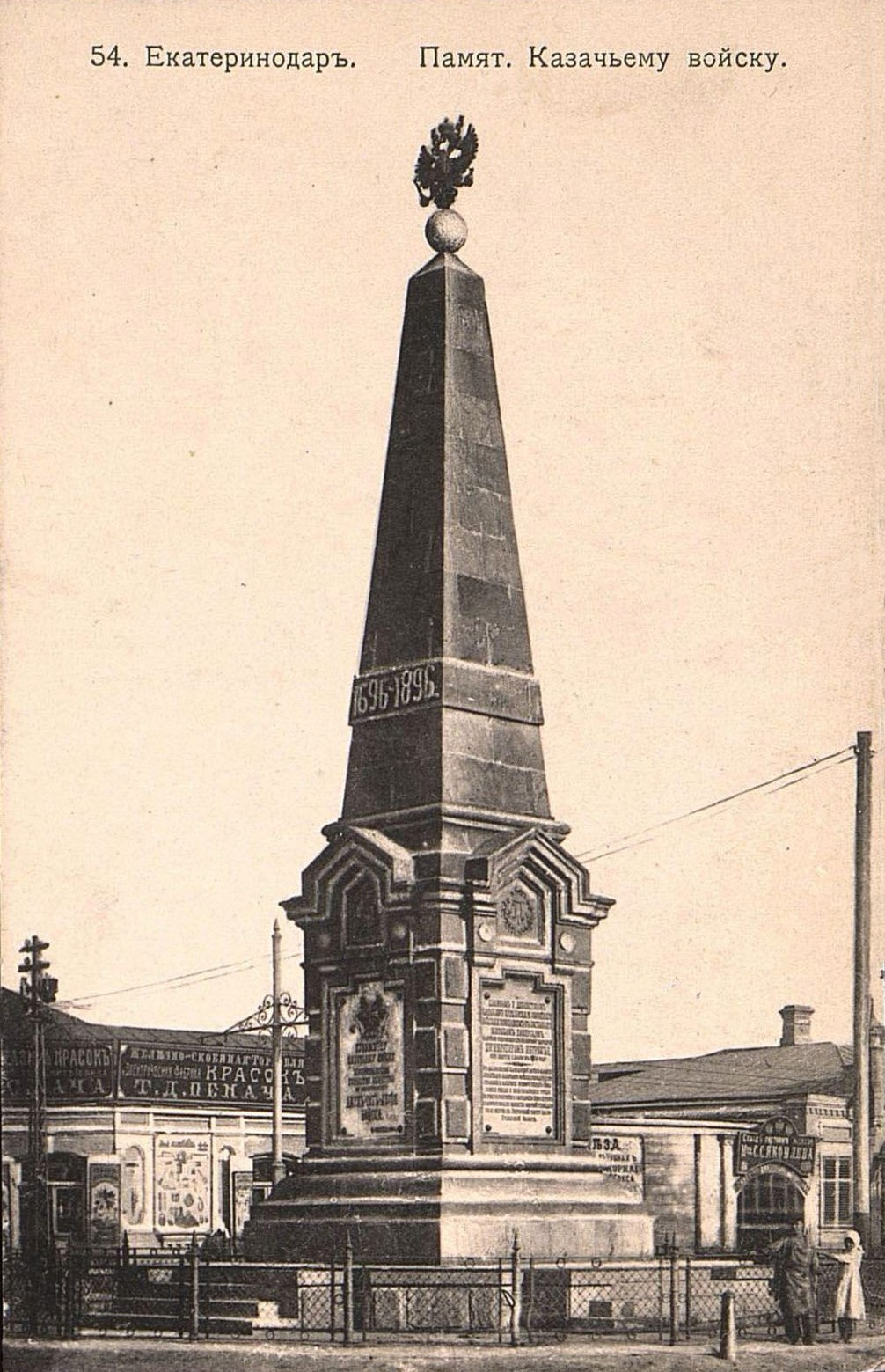
Обелиск в честь 200-летия Кубанского казачества (фото XIX века, демонтирован в 1920 году, восстановлен в 1999 году)

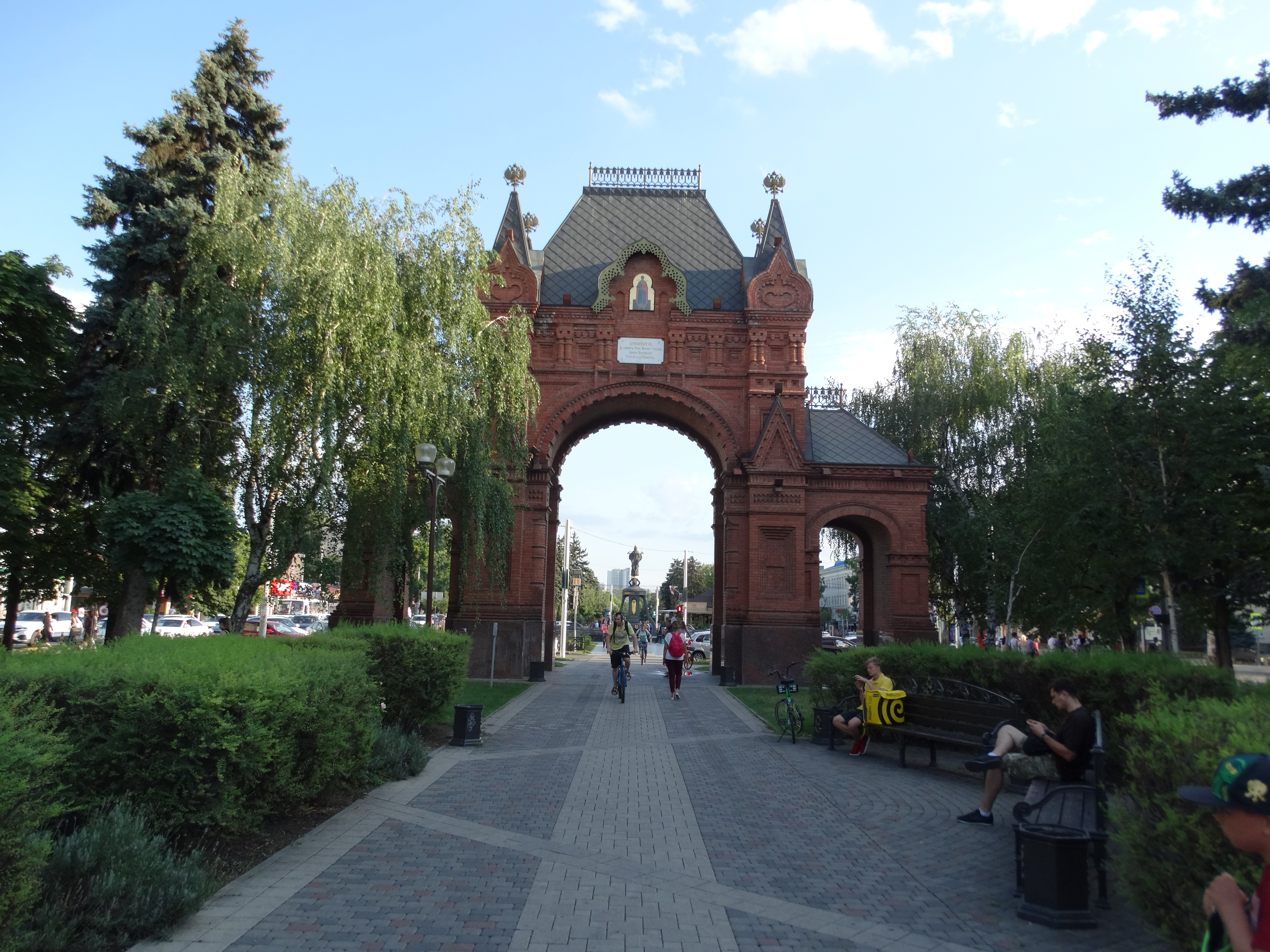
Триумфальная арка

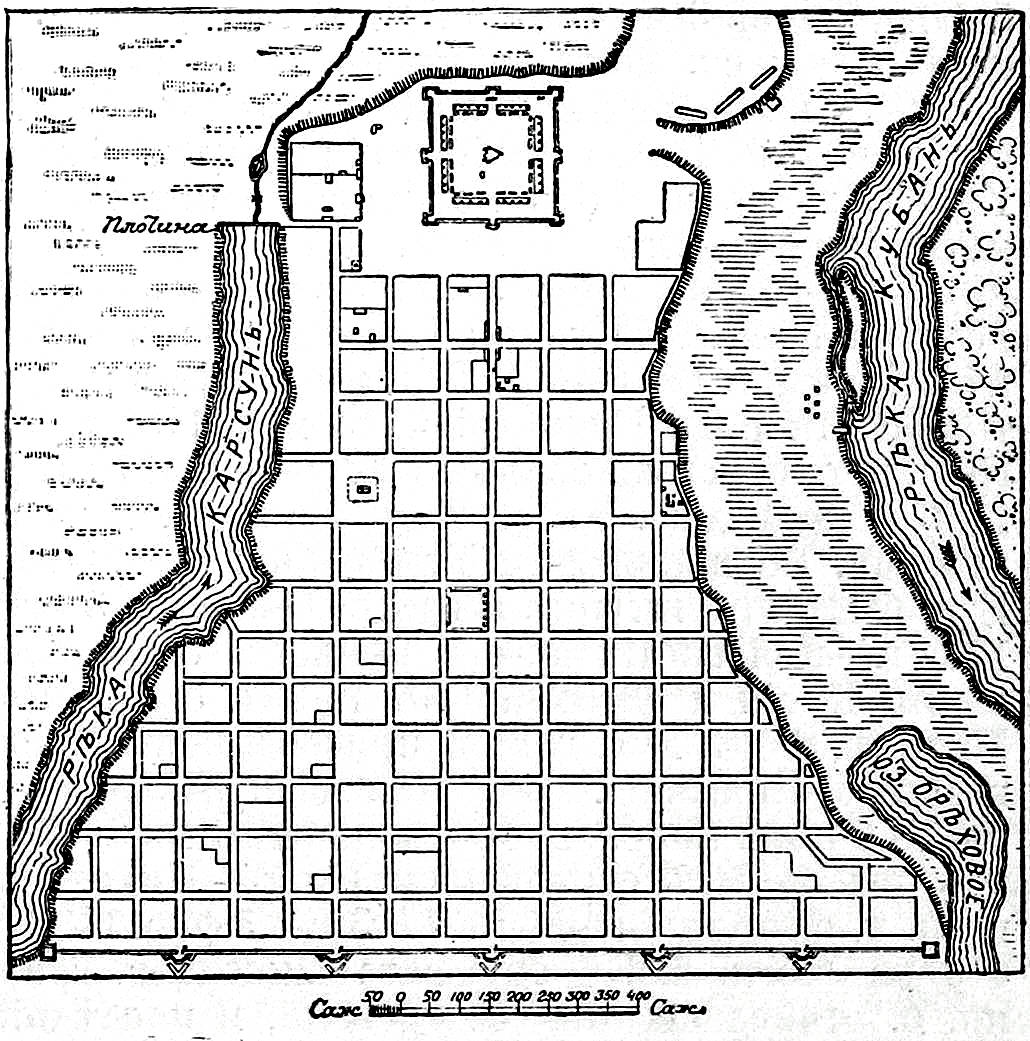
Схема Екатеринодара, из Военной энциклопедии Сытина, Санкт-Петербург, 1911—1915 год

В 1830 году в пяти верстах от Кубани, у Карасуна, были построены две печи ёмкостью 45 и 38 тысяч кирпича с целью производства кирпича для строительства в городе помещений войсковой канцелярии, городской полиции, земского начальства, дома для дворянских собраний и провиантского склада.
С 1860 года Екатеринодар стал административным центром образованной Кубанской области. Статус города Екатеринодар получил в 1867 году. С проведением в 70—80-х годах XIX века железной дороги на Северном Кавказе (Тихорецк — Екатеринодар — Новороссийск), город превратился в крупный торгово-промышленный и транспортный центр Северо-Кавказского региона. Благодаря этому в городе, помимо казаков, начинают селиться купцы. Изменился и архитектурный облик города — Екатеринодар начал застраиваться зданиями в стиле классицизма и модерна.
В начале XX века в городе строятся первые заводы — металлообрабатывающий и чугунолитейный, появляется центр переработки нефти, которую добывали в районе станицы Ширванской. В 1900 году появился городской трамвай.

### В период Гражданской войны

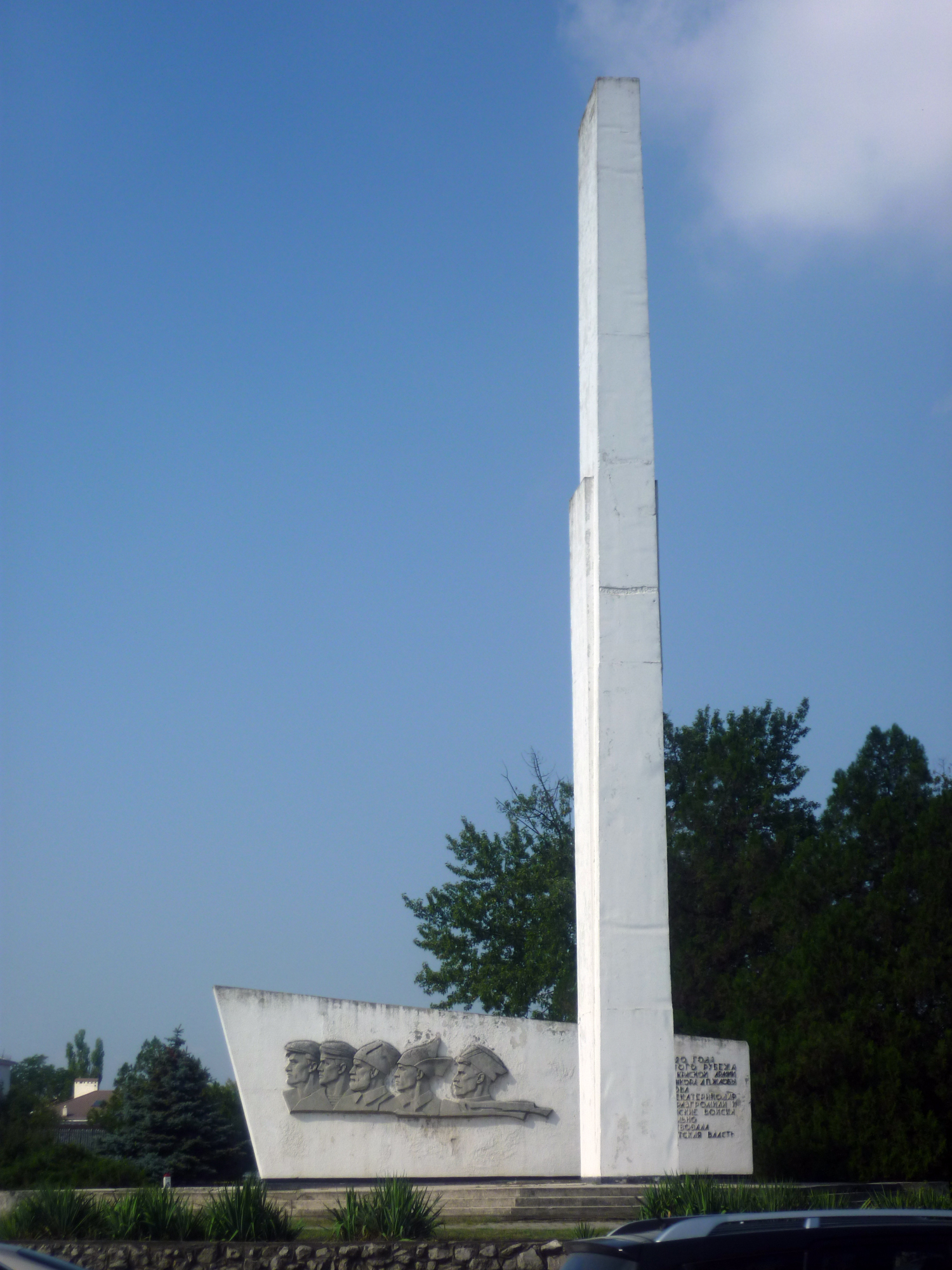
Обелиск, посвящённый солдатам Красной армии

В годы гражданской войны Екатеринодар де-факто стал столицей Белого юга России, а также Кубанской Народной Республики.
Штурм города частями Добровольческой армии под командованием генерала Л. Г. Корнилова 9—13 апреля 1918 г. стал кульминацией Первого Кубанского похода Добровольческой армии с Дона на Кубань. В ходе штурма Екатеринодара погиб главнокомандующий, сменивший его генерал А. И. Деникин принял решение снять осаду города и отвести армию обратно на Дон.
Через 5 месяцев, в ходе Второго Кубанского похода город был взят Добровольческой армией под руководством генерала Деникина в ходе штурма 1—2 августа 1918 года.
В 1919—1920 годы в Екатеринодаре и окрестностях города действовал Екатеринодарский подпольный партийный комитет (А. А. Лиманский, В. Ф. Чёрный, М. Кочин и М. Маслиев), координировавший деятельность нескольких подпольных организаций и боевых групп и красных партизан.
17 марта 1920 года Екатеринодар был оставлен ВСЮР и занят частями 9-й армии РККА. Власть в городе перешла к Кубанскому исполнительному комитету, а затем к Кубанскому областному революционному комитету. 7 декабря 1920 года постановлением Наркомата внутренних дел РСФСР город был переименован в Краснодар. Поводом для такого постановления послужила отправленная 7 ноября телеграмма за подписью предкубчероблревкома Я. В. Полуяна.

### Советский период
29 марта 1920 года была образована Кубано-Черноморская область РСФСР с центром в Краснодаре, вошедшая в 1924 году в состав Юго-Восточной области, затем — Северо-Кавказского края с центром в Ростове-на-Дону. Краснодар стал центром Кубанского округа, упразднённого в 1930 году.
С 1922 года по 1936 год в Краснодаре также находились исполнительный комитет Совета рабочих и крестьянских депутатов Адыгейской (Черкесской) автономной области и другие её партийно-хозяйственные органы. Краснодар, являясь по сути центром Адыгейской автономной области, не входил в её состав.
Культурная жизнь Краснодара заметно преобразилась в 1930-х годах. Тогда в городе появились драматический театр им. Горького и театр оперетты. В 1933 году в Краснодаре был открыт аэропорт «Краснодар».
10 января 1934 года Северо-Кавказский край был разделён на две части: Краснодарский район вместе с городом отошёл к Азово-Черноморскому краю. 13 сентября 1937 года постановлением ВЦИК последний был разделён на Краснодарский край с центром в г. Краснодаре и Ростовскую область с центром в г. Ростове-на-Дону.
В ходе Великой Отечественной войны 12 августа 1942 года Краснодар был захвачен частями вермахта и войсками стран-сателлитов фашистской Германии. Освобождён 12 февраля 1943 года. Всего во время оккупации было замучено более тринадцати тысяч советских граждан, в том числе при помощи «душегубок» — впервые применённого карателями в Краснодаре способа массового уничтожения людей. В июле 1943 года в Краснодаре впервые состоялся открытый судебный процесс над пособниками немецких оккупантов.
Уходя, немецкие войска взорвали и подожгли большую часть центральной части города. После войны город был восстановлен, началось строительство новых районов.
В послевоенное время Краснодар становится крупным промышленным центром. В городе работали предприятия машиностроения («Краснодарсельмаш», заводы им. Седина и им. Калинина, компрессорный, завод «Октябрь»), приборостроения (заводы измерительных, тензометрических и радиоизмерительных приборов, «Каскад», «Сатурн» и т. д.), лёгкой промышленности (хлопчато-бумажный и камвольно-суконный комбинаты, швейная, кожевенная фабрики и т. д.), пищевой промышленности и т. д.
В 1970-х-1980-х годах на окраинах города была развёрнута массовая застройка спальными микрорайонами (Фестивальный, Юбилейный, Комсомольский, Гидростроителей), состоящими из типовых панельных серий домов. Краснодарское техническое направление объёмно-блочного домостроения получило широкое развитие. Из объёмных блоков возводились не только жилые многоквартирные дома, но и объекты социального назначения и производственные предприятия.
В 1973 году для обеспечения выполнения производственных и мелиоративных мероприятий в юго-восточной части Краснодара было построено Краснодарское водохранилище, обеспечившее также защиту города от весенних паводков.

### Российский период
Увеличение числа жителей Краснодара связано в основном с миграционными процессами. С начала 1990-х годов многим улицам города были возвращены их прежние названия. В 2004 году в состав города были включены посёлки Калинино и Пашковский.

## Население
| 1856       | 1897       | 1913       | 1914       | 1923     | 1926     | 1931     | 1937     | 1939     |
| ---------- | ---------- | ---------- | ---------- | -------- | -------- | -------- | -------- | -------- |
| 8900       | ↗65 606    | ↗102 000   | ↗102 200   | ↗144 327 | ↗158 460 | ↗170 059 | ↘168 135 | ↗203 806 |
| 1956       | 1959       | 1962       | 1967       | 1970     | 1973     | 1975     | 1976     | 1979     |
| ↗271 000   | ↗313 110   | ↗354 000   | ↗407 000   | ↗464 147 | ↗505 000 | ↗535 000 | →535 000 | ↗560 438 |
| 1982       | 1985       | 1986       | 1987       | 1989     | 1990     | 1991     | 1992     | 1993     |
| ↗588 000   | ↗602 000   | ↗603 000   | ↗623 000   | ↘620 516 | ↗626 000 | ↗631 000 | ↗635 000 | ↗636 000 |
| 1994       | 1995       | 1996       | 1997       | 1998     | 1999     | 2000     | 2001     | 2002     |
| ↗638 000   | ↗645 000   | ↗647 000   | ↗650 000   | ↘647 400 | ↘643 400 | ↘639 000 | ↘634 700 | ↗646 175 |
| 2003       | 2004       | 2005       | 2006       | 2007     | 2008     | 2009     | 2010     | 2011     |
| ↗646 200   | ↗719 400   | ↘715 400   | ↘710 400   | ↘709 000 | ↗709 800 | ↗710 686 | ↗744 995 | ↘744 900 |
| 2012       | 2013       | 2014       | 2015       | 2016     | 2017     | 2018     | 2019     | 2020     |
| ↗763 899   | ↗784 048   | ↗805 680   | ↗829 677   | ↗853 848 | ↗881 476 | ↗899 541 | ↗918 145 | ↗932 629 |
| 2021       | 2023       | 2024       | 2025       |          |          |          |          |          |
| ↗1 099 344 | ↗1 121 291 | ↗1 138 654 | ↗1 154 885 |          |          |          |          |          |

По итогам переписи населения, по состоянию на 1 октября 2021 года в городе проживало 1 099 344 жителя, в городском округе (с подчинёнными сельскими населёнными пунктами) — 1 204 878 жителей. При этом по текущей оценке на начало 2022 года (без учёта итогов переписи) Росстат насчитывал 974 319 человек, в городском округе (с подчинёнными сельскими населёнными пунктами) — 1 062 557 человек.

### Национальный состав
По итогам переписи населения 2020 года проживали следующие национальности (национальности менее 0,1 % и другое см. в сноске к строке «Другие»):
| Национальность | Численность, чел. | Доля     |
| -------------- | ----------------- | -------- |
| Русские        | 954 454           | 86,82 %  |
| Армяне         | 20 652            | 1,88 %   |
| Украинцы       | 5590              | 0,51 %   |
| Адыгейцы       | 3850              | 0,35 %   |
| Татары         | 2540              | 0,23 %   |
| Азербайджанцы  | 1666              | 0,15 %   |
| Грузины        | 1342              | 0,12 %   |
| Таджики        | 1157              | 0,11 %   |
| Другие         | 108 093           | 9,83 %   |
| Итого          | 1 099 344         | 100,00 % |

### Языковой состав
Родной язык населения по данным переписи 1897 года:
| Язык                       | Численность, чел. | Доля     |
| -------------------------- | ----------------- | -------- |
| Русский («великорусский»)  | 34 684            | 52,87 %  |
| Украинский («малорусский») | 25 112            | 38,28 %  |
| Армянский                  | 1 834             | 2,80 %   |
| Польский                   | 674               | 1,03 %   |
| Греческий                  | 550               | 0,84 %   |
| Еврейский                  | 511               | 0,78 %   |
| Немецкий                   | 501               | 0,76 %   |
| Другие                     | 1 740             | 2,64 %   |
| Итого                      | 65 606            | 100,00 % |

В настоящее время официальным и основным языком города является русский.

### История споров о статусе города-миллионера
Руководители Краснодара неоднократно делали заявления о том, что население Краснодара значительно превышает 1 миллион. Власти города рассчитывали, что Всероссийская перепись населения 2010 года зафиксирует превышение порога в 1 миллион жителей, однако этого не произошло. В прессе публиковались сведения о числе зарегистрированных в городе; в 2013 году это число, по сообщениям прессы, превысила 1 миллион. 22 сентября 2018 года мэр Краснодара в ходе празднования 225-летия города торжественно объявил о том, что население города превысило 1 миллион человек, однако статистические сведения, публикуемые Росстатом, опровергли это заявление мэра города. В 2021 году была проведена очередная Всероссийская перепись населения, согласно заявлениям губернатора края и мэра города переписью было учтено 1,65 миллиона жителей города. Однако предварительные данные переписи, опубликованные Росстатом, были значительно ниже: 1,1 миллиона жителей. Мэр города заявил, что по его мнению численность населения города составляет 1,65-1,7 миллиона человек, а данные Росстата «нужно оспорить», но при этом оспорить надо «корректно и правильно». Тем не менее данные переписи 2021 года стали первым подтверждением достижения Краснодаром статуса города-миллионера.

### Краснодарская агломерация
Краснодарская агломерация долгое время была одной из нескольких миллионных в России при городе, не являвшимся городом-миллионером. Численность населения агломерации приближается к полутора миллионам человек. Краснодарская агломерация является межрегиональной, включающей ряд территорий как Краснодарского края, так и Республики Адыгеи.

## Административное деление
Город Краснодар как объект административно-территориального устройства Краснодарского края состоит из следующих административно-территориальных единиц: город (краевого подчинения) Краснодар, разделённый на 4 внутригородских (административных) округа, которым подчинены 5 сельских округов, включающих 29 сельских населённых пунктов.
| Карта | Округ        | Площадь, км² | Население | Глава администрации              |
| ----- | ------------ | ------------ | --------- | -------------------------------- |
|       | Западный     | 22           | ↘196 443  | Бескровный Николай Александрович |
|       | Карасунский  | 152          | ↗313 456  | Хропов Николай Алексеевич        |
|       | Прикубанский | 474          | ↗417 875  | Беликов Евгений Александрович    |
|       | Центральный  | 28,5         | ↗193 517  | Малова Елена Юрьевна             |

Карасунскому округу подчинены 2 сельских округа: Пашковский и Старокорсунский, а Прикубанскому округу — 3 сельских округа: Берёзовский, Елизаветинский, Калининский.
В целях организации местного самоуправления на территории города с подчинёнными сельскими округами образовано муниципальное образование город Краснодар, которое имеет статус городского округа. Глава муниципального образования — Евгений Наумов.

## Символика
Флаг
Флаг города Краснодара принят в 2006 году и представляет собой прямоугольное полотнище, состоящее из двух горизонтальных равновеликих полос жёлтого внизу и белого вверху цветов.
В центре флага помещена красная крепостная стена с двумя выходящими по сторонам башнями. На башни опирается лапами чёрный двуглавый орёл, коронованный тремя жёлтыми императорскими коронами, на груди которого в красном щите обращённый влево всадник на коне, поражающий копьём обращённого и обернувшегося чёрного крылатого змия. Поверх стены красный с жёлтой каймой сердцевой щиток, и в нём коронованный вензель Екатерины II жёлтого цвета.
Герб

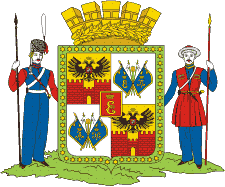
Герб города

Современный герб Краснодара принят в 2005 году на основе символики Екатеринодара 1849 года.
Гимн
Гимн Краснодара («Славься, славься, город величавый») утверждён решением городской думы Краснодара 23 сентября 2003 года.

## Экономика
Краснодар — один из крупнейших экономических центров России, является девятым в рейтинге самых быстрорастущих городов Европы. При этом, в отличие от подавляющего большинства крупных городов, экономика Краснодара характеризуется как постиндустриальная. Базируется большей частью на потребительском секторе, сфере услуг, значительная доля в структуре экономики Краснодара принадлежит сектору МСП.
По данным на 2015 год, Краснодарский край вошёл в первую пятёрку регионов РФ по ВРП, а Краснодар, в свою очередь, отличился концентрацией ресурсов: на его долю приходится более 45 % ВРП региона, треть промышленных предприятий, 70 % производства и распределения энергии, около 45 % оборота розничной торговли.

### Рейтинги
Краснодар является одним из самых динамично развивающихся городов России; он четыре раза (включая три раза подряд) признавался «Лучшим городом России для ведения бизнеса» по версии журнала «Форбс». Экономист Наталья Зубаревич указывала, что на 2017 год Краснодар входил в небольшой список российских городов, имеющих преимущества в развитии: в нём отмечен высокий рост населения, самый большой душевой оборот торговли, максимальные душевые инвестиции и объём ввода жилья за 2013—2015 годы, агломерация города имела наиболее значительный потенциал развития. Краснодар, по данным рейтингового агентства «Эксперт РА», занимал 3 года подряд (2021—2023) высокий кредитный рейтинг. Он сохранялся на уровне ruA+. В градации агентства 3-й уровень — верхняя ступень.
- 2008, 2009, 2010, 2023[100] — 1-е место в рейтинге лучших российских городов для бизнеса (по версии Forbes)[10];
- 2009, 2010, 2011, 2012, 2013, 2014 — 1-е место в рейтинге самых перспективных российских мегаполисов (по данным журнала «Русский репортёр»)[16];
- 2011 — входил в список City-600 (объединяет 600 крупнейших городов мира, производящих 60 % глобального ВВП), составленный исследовательской организацией Mc Kinsey Global Institute. В 2010 году консалтинговая компания оценила валовой муниципальный продукт Краснодара в 12 млрд долларов (22 тыс. долларов в расчёте на жителя)[17][20];
- 2012 — 10-е место в рейтинге 30 лучших российских городов для бизнеса (по версии Forbes)[101];
- 2013 — 1-е место в общероссийском рейтинге городов с растущей деловой активностью (по версии РБК)[22];
- 2013 — 3-е место в рейтинге 30 лучших российских городов для бизнеса (по версии Forbes)[101];
- 2014 — 3-е место в «Интегральном рейтинге крупнейших городов России», отражающем развитие городов по уровню жизни[102];
- 2015 — 13-е место в общероссийском рейтинге городов — столиц регионов по валовому городскому продукту (ВГП). Город вошёл в число 13 российских региональных столиц с экономикой более 0,5 трлн рублей: годовой ВГП Краснодара составил 508 млрд рублей (согласно исследованию фонда «Институт экономики города»)[27];
- 2019 — 1-е место в рейтинге самых комфортных и доступных городов России (согласно рейтингу института территориального планирования «Урбаника»)[103]
- 2020 — 17-е место в рейтинге качества жизни среди городов России (согласно исследованию Финансового университета при Правительстве РФ)[104];
- 2020 — 2-е место в рейтинге крупных городов России по качеству городской среды (по данным Министерства строительства России)[29];
- 2020 — 1-е место по количеству машин на 1000 жителей — 347(каждый третий житель). Для сравнения в Санкт-Петербурге — 317, в Москве — 287[105].
- 2021 — 1-е место в рейтинге самых комфортных и доступных городов России (согласно рейтингу института территориального планирования «Урбаника»)[106];
- 2021 — 14-е место в рейтинге качества жизни среди городов России (согласно исследованию Финансового университета при Правительстве РФ)[104];
- 2022 — 16-е место в списке самых зелёных городов-миллионнеров России (согласно аналитике компании «ТЕРРА ТЕХ» и государственной корпорации «Роскосмос»)[30];
- 2022 — 232 балла (из 360 возможных) в Индексе качества городской среды[107];
- 2023 — 5-е место в рейтинге качества жизни среди городов России (согласно исследованию Финансового университета при Правительстве РФ)[108];
- 2023 — 8-е место в рейтинге самых комфортных российских городов-миллионеров (по данным Министерства строительства России)[32];
- 2023 — 3-е место в рейтинге самых дорогих российских городов (по версии портала Superjob)[33];
- 2023 — 9-е место в топ-10 лучших городов для жизни в России (по версии портала «Сравни.ру»)[109];
- 2023 — 3-е место в списке городов России по числу зданий выше 20 этажей (по данным портала Skycity20);
- 2023 — 1-е место по средней скорости интернета в России (240,5 Мбит/с). Причиной лидерства называется резкий рост спроса на удалённый формат работы[110][111];
- 2023 — 5-е место среди самых комфортных городов-миллионников индексу качества городской (по данным «Индекса качества городской среды» Минстроя РФ). Список опубликован в апреле 2024 года[112];
- 2024 — 2-е место среди лучших российских городов для жизни на пенсии (согласно опросу «СберНПФ» и «Работа.ру»)[113].
- 2024 — 1-е место по средней скорости интернета в России (251 Мбит/с)[114].

### Промышленность
Краснодар — крупный индустриальный центр Юга России. В 2015 году на город приходилось около 30 % от общего производства по Краснодарскому краю. В статье 2023 года (автор Вячеслав Рыжков) издания Коммерсантъ указывается, что на Краснодар приходится 40 % ВРП Кубани. В городе расположена треть от всех промышленных предприятий края, оборот розничной торговли — около 40 % от всего в регионе. В структуре базовых отраслей торговля занимает долю 57,9 %, промышленность — 20,7 %.
Промышленность Краснодара представлена 127 крупными и средними предприятиями, ещё свыше тысячи относятся к субъектам малого бизнеса. Предприятия предоставляют рабочие места 40 тысячам горожан или 17 % от всего трудоспособного населения.
Основные направления производства: добыча полезных ископаемых, обрабатывающие производства, производство и распределение электроэнергии, газа и воды. Наиболее развиты в городе пищевая и перерабатывающая промышленность, в том числе выпуск продуктов и табачных изделий, производство транспортных средств и оборудования, нефтепереработка, производство минеральных удобрений, резиновых и пластмассовых изделий, полиграфия и химическое производство. Южный завод тяжёлого станкостроения (бывший Станкостроительный завод имени Седина) — одно из крупнейших станкостроительных предприятий на юге России занимается проектированием, изготовлением и монтажом токарно-карусельных станков, многоцелевых обрабатывающих центров, продольно-фрезерных центров. ООО «КЛААС» является единственным в России заводом по производству сельхозтехники бренда CLAAS и входит в четверку крупнейших среди 13 производственных предприятий концерна по всему миру (инвестиции с 2003 по 2020 год составили 160 млн евро). На предприятии площадью 48 га, с численностью персонала 550 человек, организован полный цикл производства зерноуборочных комбайнов TUCANO и тракторов AXION, XERION.
В 2017 году наибольший удельный вес в промышленном производстве занимали предприятия, занятые обеспечением электрической энергией, газом и паром, кондиционированием воздуха — 52,8 %. На втором месте были предприятия обрабатывающих производств — 42,4 %; среди них наибольшую долю имели предприятия пищевой промышленности — 34,5 %, в их числе недавно созданное, но динамично развивающееся предприятие — «Кондитер Кубани».
В экспорте из города преобладают товары пищевой отрасли. Солод, крахмал, инулин, пшеничную клейковину экспортируют в Албанию, Грузию, Молдову, Египет, Йемен, Сенегал и Танзанию. Рис-сырец и кукурузу — в Великобританию. Сушёный горох — в Индию и Пакистан. Зерно, бобовые, крупы и подсолнечное масло — на Ближний Восток, в страны ЕС и Африки. Жиры, масло животное и промышленное растительное, воски — в США. Также из города экспортируются за рубеж: сельхозтехника, компрессоры и компрессорное оборудование, посуда, тара, промышленные установки для нано- и ультрафильтрации, сепарационное оборудование для газовой отрасли и др.
По итогам 2022 года крупными и средними промышленными предприятиями Краснодара отгружено товаров собственного производства, выполнено работ и услуг на общую сумму 204,5 млрд рублей.
Итоги социально-экономического развития города Краснодара за 2022 год (по крупным и средним хозяйствующим субъектам) характеризовались положительной динамикой промышленных предприятий, занятых в следующих отраслях:
— производство электрического оборудования (в 4,4 раза);
— производство кокса и нефтепродуктов (в 2,5 раза);
— деятельность полиграфическая и копирование носителей информации (в 2,1 раза);
— обработка древесины и производство изделий из дерева и пробки, кроме мебели, производство изделий из соломки и материалов для плетения — (153,6 %);
— производство резиновых и пластмассовых изделий (148,1 %).
— производство компьютеров, электронных и оптических изделий (140,3 %);
— производство бумаги и бумажных изделий (127,6 %);
— производство готовых металлических изделий, кроме машин и оборудования (125,8 %);
— производство текстильных изделий (122,0 %);
— производство кожи и изделий из кожи (115,6 %);
— производство металлургическое (109,0 %);
— производство лекарственных средств и материалов, применяемых в медицинских целях (109,0 %);
— производство одежды (108,4 %);
— производство химических веществ и химических продуктов (105,6 %).
Практически тот же уровень производства по сравнению с предыдущим годом показали предприятия, занятые в производстве мебели, обеспечении электрической энергией, газом и паром; кондиционировании воздуха и водоснабжении; водоотведении, организация сбора и утилизации отходов, деятельности по ликвидации загрязнений.

### Строительство

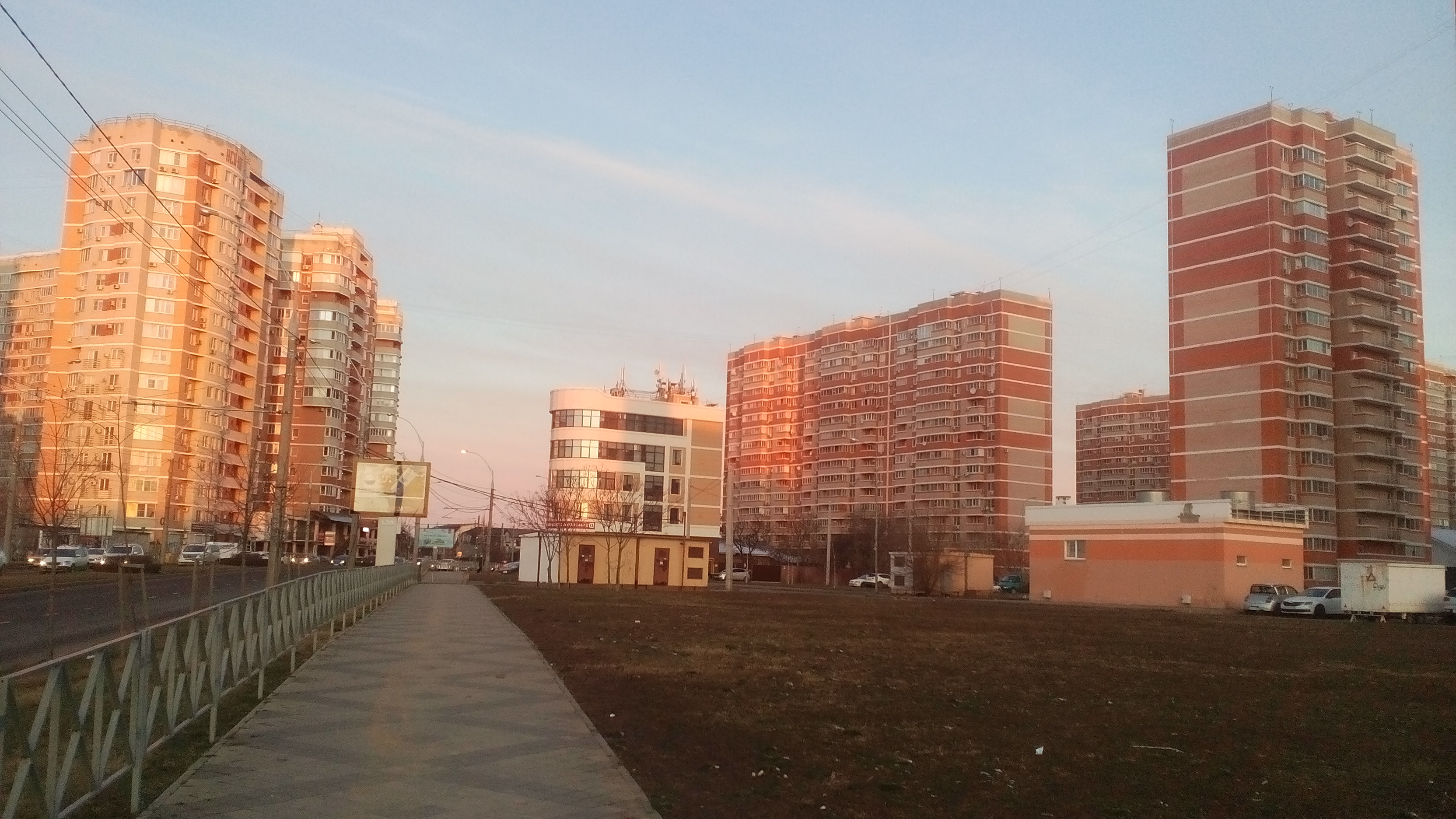
Новые дома на улице Кожевенной

Краснодар по темпам и объёмам вводимого в эксплуатацию жилья по сравнению с другими регионами страны находится в числе лидеров — вместе с Москвой и Петербургом. В 2011 году в краевом центре было построено свыше 1 млн 75 тыс. квадратных метров жилья. По итогам 2010 года объём работ, выполненных по виду деятельности «строительство», составил 35,9 миллиарда рублей, в том числе по крупным и средним предприятиям — 19,2 миллиарда рублей, что составило 81,8 и 78,2 % соответственно к уровню 2009 года в сопоставимой оценке. Темп роста общего ввода жилья за январь—март 2011 года по сравнению с аналогичным периодом 2010 года составляет 113 %.
В 2021 году в Краснодаре было введено 2 617 000 м² жилья, что позволило городу стать лидером (второй год подряд) по темпам жилищного строительства в России. Общая площадь жилых помещений, приходящаяся в среднем на одного жителя краевого центра составляет 39,9 м². Как отмечают эксперты, такие показатели стали следствием увеличения спроса на жилье в южных регионах на фоне закрытых границ из-за пандемии коронавируса.
Строительством многоквартирных жилых домов на территории муниципального образования город Краснодар занимается 85 строительных компаний, строительством домов из быстровозводимых конструкций — 26 компаний.

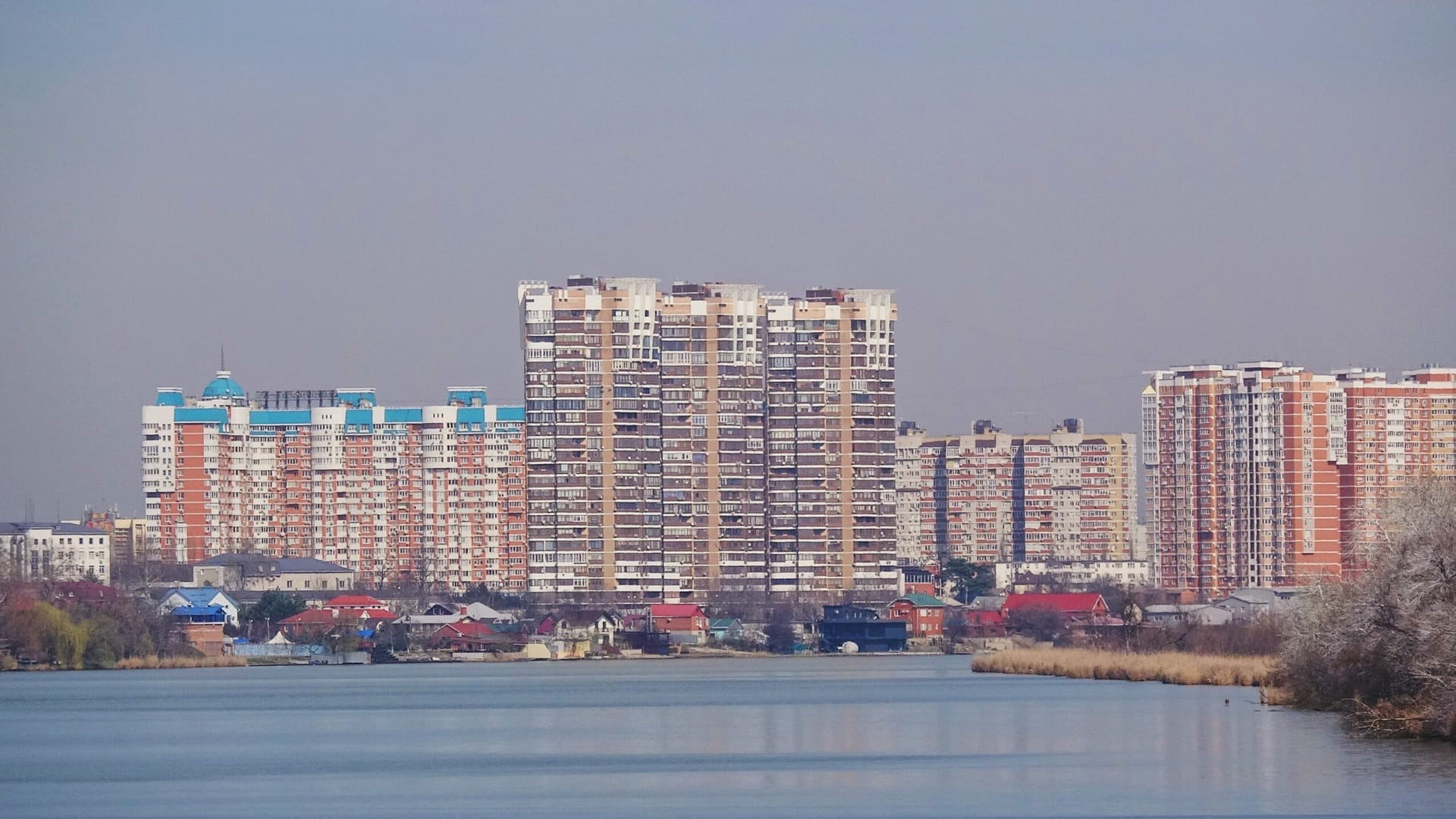
Новостройки района Черёмушки

В городе действовала краевая целевая программа «Краснодару — столичный облик», которая была рассчитана на период 2008—2011 годов и предполагала разработку генеральных схем инженерного обеспечения города, проведение реконструкции его центральной части с сохранением общего архитектурного и исторического облика, капитальный ремонт и реконструкцию объектов дорожно-мостового хозяйства, благоустройство и озеленение территории с общим улучшением экологической обстановки, проведение берегоукрепительных работ, развитие транспортного обслуживания населения и развитие социальной сферы города.

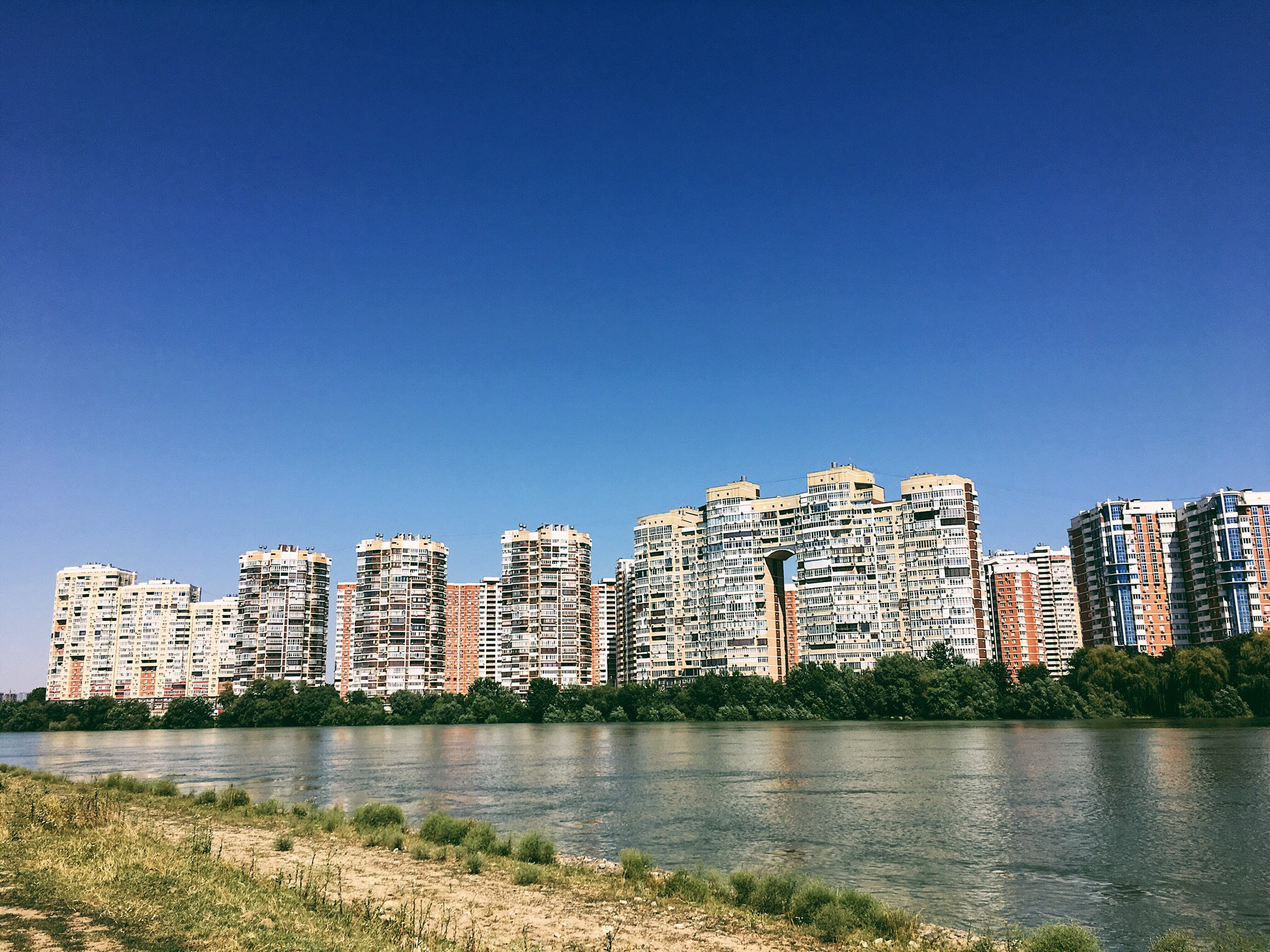
Микрорайон Юбилейный

26 января 2012 года на заседании краснодарской городской Думы был утверждён новый генеральный план развития, по которому Краснодар должен развиваться в ближайшие 40 лет. Площадь земель, которые включены в границу города, увеличились примерно на 15 000 гектаров, в основном за счёт сельских населённых пунктов. В реализацию первого этапа входит интенсивное строительство в Восточно-Кругликовском, Парковом микрорайонах и в районе Гидростроителей — здесь запланировано возведение производственных предприятий, мусороперерабатывающего завода, логистических центров, а также вынос военного аэродрома. В феврале 2012 года новый генеральный план развития Краснодара был размещён на официальном интернет-портале администрации города.
В 2019 году «Научно-исследовательский институт перспективного градостроительства» представил разработку Генплана Краснодара на 2021—2040 годы. Авторы документа предложили три концепции развития города: компактную (высотное строительство, исключающее индивидуальный и малоэтажный жилищный фонд), агломерационный (с ядром в нынешних границах города и развитии агломерации) и полицентрическую лучевую модель (с равномерным, линейным развитием от центра к окраинам, включающим создание двух поясов агломерации, а также её опорных центров и подцентров). Генплан также предусматривает развитие транспортной инфраструктуры: создание нового аэровокзального комплекса в районе хутора Ленина, создание речного порта в районе Краснодарского водохранилища и паромных переправ через Кубань, введение скоростной ж/д магистрали, соединяющей Краснодар с Ростовом-на-Дону и Сочи.
Одной из главных проблем в строительной сфере города является незаконно возводимое жильё. В середине марта 2012 года власти Краснодара оценили рынок «самостроя» в 10 млрд рублей, а также остановили 65 незаконных строек.

### Торговля

Мегацентр «Красная Площадь»

Краснодарский край занимает первое место в ЮФО по объёму оборота розничной торговли. Оборот розничной торговли Краснодара в 2010 году достиг 290 млрд рублей, что в 1,3 раза превышает уровень 2009 года. В 2010 году введено более 60 новых торговых объектов суммарной площадью свыше 125 тыс. м². Для развития собственной торговли товаропроизводителями в городе созданы и функционируют 4 муниципальных рынка, на которых широко представлена продукция кубанских производителей. Доля торговли в экономике Краснодара составляет 52 %. В 2020 году оборот розничной торговли Краснодара составил 244,5 млрд рублей, оборот оптовой торговли организаций всех видов деятельности составил 640,8 млрд рублей.

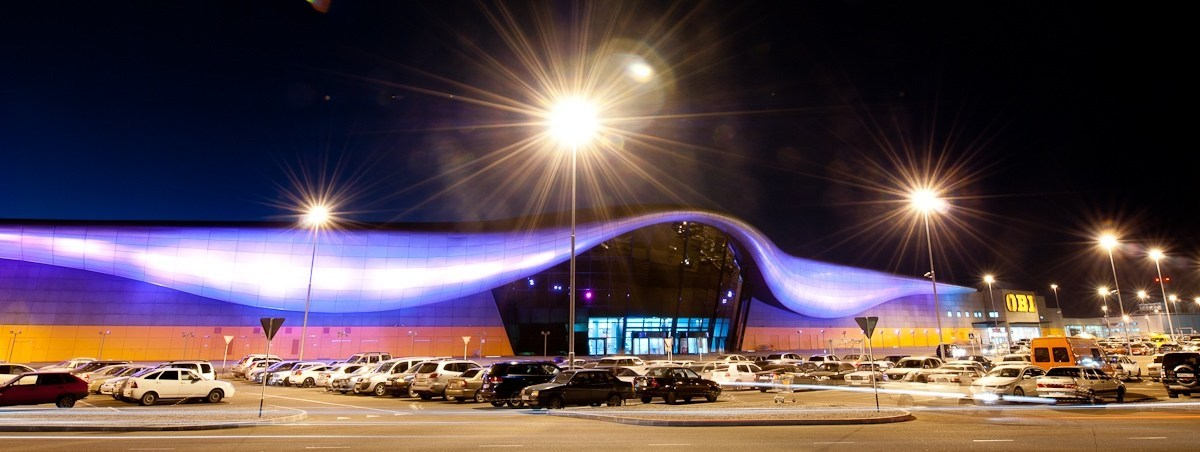
Крупнейший на юге России торгово-развлекательный центр «Oz Молл»

Краснодар в 2009 году занимал первое место в России по количеству гипермаркетов на душу населения. По результатам исследования консалтинговой группы SRG, Краснодар стал вторым среди городов-миллионников (без учёта Москвы и Санкт-Петербурга) по обеспеченности торговыми площадями: 910 м² на 1 тыс. жителей. В городе действует большое количество различных крупных торговых предприятий, в том числе международных — «Ашан», «Леруа Мерлен», «Castorama», «METRO AG»; федеральных — «Маяк», «Светофор» (оба — лоукостеры), «Магнит», «Лента», «Пятёрочка», «Перекрёсток», «О’кей», «Столплит», «Посудацентр», «Унидом», «Домашний мир», «Hoff», региональных — «Табрис», «Кубань Инструмент», «ПАЛЬТО.RU» и других сетей. Также население Краснодара обслуживается торговыми центрами, расположенными как в пределах города (первым ТРЦ европейского уровня на Кубани является «Красная Площадь»), так и в прилегающих к нему районах, но административно в его состав не входящих, крупнейшим из таких является «МЕГА-Адыгея-Кубань», территориально находящаяся в Тахтамукайском районе Адыгеи. На начало 2015 года в Краснодаре функционировали ещё 5 торговых комплексов с площадью более 100 000 м² каждый: «Галерея»-Краснодар, «Галактика», «Красная Площадь», «СБС-Мегамолл» и «OZ-Mall». Имеются торговые центры «Вега», «Меридиан», «Медиаплаза», «Центр Города», «Сити-Центр», «Кристалл» и др.
В кризисный 2009 год товарооборот в Краснодаре продолжал расти, в то время как большинство городов демонстрировало отрицательную динамику обращения товаров.

### Мобильная связь
В 1994 году в Краснодаре начала работать первая сотовая сеть со стандартом NMT 450. В 1997 году компания «Кубань-GSM» стала первой предоставлять услуги сотовой связи стандарта GSM. В 2001 году в Краснодар пришёл «МегаФон», а следом за ним в 2002 году — «Билайн». В 2003 году ещё один федеральный оператор — «МТС» присоединил к себе «Кубань-GSM». В 2008 году на рынке сотовой связи Краснодара появился Tele2.
Все операторы «большой тройки», а также Теле2 поддерживают стандарты 3G с HSDPA и 4G по технологии LTE. В городе под маркой Yota работает компания «Скартел», предоставляющая доступ в сеть по беспроводной технологии LTE.
По данным исследований отраслевого аналитического агентства ComNews Research, в 2011 году Краснодарский край возглавлял список регионов с самой низкой стоимостью услуг сотовой связи. Кроме того, Краснодарский край занимает 3-е место в России по количеству пользователей мобильным интернетом (38 % населения).

### Регулярные выставки
На территории города расположен «КраснодарЭКСПО» — крупнейший выставочный центр на юге России. «КраснодарЭКСПО» реализует такие выставочные проекты как Международный агропромышленный форум «ЮГАГРО», Южный архитектурно-строительный форум, Южный туристический форум, «Вина и напитки», «UMIDS», «Южный мебельный и деревообрабатывающий салон», «MOBI», «Прибыльное гостеприимство», форум «Создай себя сам».

### Гостиницы
В Краснодаре в настоящее время действует свыше 80 гостиниц, крупнейшие из них —бывший «Интурист», «Кавказ», «Турист», «Москва». Гостиницы, прошедшие классификацию по Единой системе классификации гостиниц и других средств размещения:
| Категория                                                                | Название гостиницы |
| ------------------------------------------------------------------------ | ------------------ |
| 5 из 5 звёзд · 5 из 5 звёзд · 5 из 5 звёзд · 5 из 5 звёзд · 5 из 5 звёзд | Римар              |
| 5 из 5 звёзд · 5 из 5 звёзд · 5 из 5 звёзд · 5 из 5 звёзд · 5 из 5 звёзд | Mariott            |
| 4 из 5 звёзд · 4 из 5 звёзд · 4 из 5 звёзд · 4 из 5 звёзд · 4 из 5 звёзд | Hilton Garden Inn  |
| 4 из 5 звёзд · 4 из 5 звёзд · 4 из 5 звёзд · 4 из 5 звёзд · 4 из 5 звёзд | Forum Plaza        |
| 4 из 5 звёзд · 4 из 5 звёзд · 4 из 5 звёзд · 4 из 5 звёзд · 4 из 5 звёзд | Савой Пети         |
| 4 из 5 звёзд · 4 из 5 звёзд · 4 из 5 звёзд · 4 из 5 звёзд · 4 из 5 звёзд | Уют                |

| Категория                                                                | Название гостиницы |
| ------------------------------------------------------------------------ | ------------------ |
| 4 из 5 звёзд · 4 из 5 звёзд · 4 из 5 звёзд · 4 из 5 звёзд · 4 из 5 звёзд | Премьер            |
| 3 из 5 звёзд · 3 из 5 звёзд · 3 из 5 звёзд · 3 из 5 звёзд · 3 из 5 звёзд | Атон               |
| 3 из 5 звёзд · 3 из 5 звёзд · 3 из 5 звёзд · 3 из 5 звёзд · 3 из 5 звёзд | Ibis               |
| 4 из 5 звёзд · 4 из 5 звёзд · 4 из 5 звёзд · 4 из 5 звёзд · 4 из 5 звёзд | Troy               |
| 3 из 5 звёзд · 3 из 5 звёзд · 3 из 5 звёзд · 3 из 5 звёзд · 3 из 5 звёзд | Карамболь          |
| 3 из 5 звёзд · 3 из 5 звёзд · 3 из 5 звёзд · 3 из 5 звёзд · 3 из 5 звёзд | Оазис              |
| 3 из 5 звёзд · 3 из 5 звёзд · 3 из 5 звёзд · 3 из 5 звёзд · 3 из 5 звёзд | Юг                 |

Также имеется ещё несколько десятков гостиниц разного класса (в том числе гостевые дома и мини-гостиницы), не прошедших данную классификацию.
С ноября 2007 года принимает гостей 4-звёздочный бизнес-отель «Форум» с широким выбором конференц-залов и переговорных комнат.
В апреле 2013 в городе открылся 4-звёздочный отель Hilton Garden Inn, который стал первой гостиницей международного класса в Краснодаре.

## Транспорт
Краснодар — крупный транспортный узел юга России. Территорию города пересекают четыре направления железных дорог, две автодороги федерального значения, есть аэропорт и речной грузовой порт. Из аэропорта выполняются полёты во многие города России, стран ближнего и дальнего зарубежья. В Краснодаре работают следующие виды транспорта: воздушный, железнодорожный, речной, автобусный, городской электротранспорт — трамвай и троллейбус.
За транспортными потоками в Краснодаре по состоянию на январь 2012 года следило 117 видеокамер высокого разрешения. Городские власти в 2014 году были намерены увеличить количество камер видеонаблюдения за обстановкой в Краснодаре со 117 до 380 единиц.

### Автомобильный транспорт
На 1 июля 2018 года в Краснодаре насчитывалось 332,8 тыс. легковых автомобилей и по данному показателю занимал 8 место в России (после Москвы, Санкт-Петербурга, Екатеринбурга, Новосибирска, Самары, Казани и Нижнего Новгорода).
Трассы федерального и регионального значения, проходящие через Краснодар:
М4 — федеральная магистральная автодорога М4 «Дон» Москва — Новороссийск. Протяжённость автомагистрали — 1544 км.
А146 — автомобильная дорога федерального значения Краснодар — Новороссийск — Верхнебаканский.
А147 — автомобильная дорога федерального значения Краснодар — Джубга — Сочи — Адлер. Общая протяжённость дороги — 253 км.
А289 — автомобильная дорога федерального значения Краснодар — Славянск-на-Кубани — Темрюк — автомобильная дорога А-290 Новороссийск — Керчь. Общая протяжённость дороги — 151 км.
03К-001 — автомобильная дорога регионального значения Краснодар — Ейск.
03К-002 — автомобильная дорога регионального значения Темрюк — Краснодар — Кропоткин. И далее, не сворачивая, по ней же на Ставрополь, через Новоалександровск и Изобильный.
Планируется строительство платной автотрассы Краснодар — Абинск — Кабардинка.
Протяжённость дорог в Краснодаре составляет 1650 км, из них 1334 км — с асфальтобетонным покрытием, 305 км — с гравийным, а также 12 км грунтовых дорог. Междугородное и пригородное автобусное сообщение осуществляется с трёх автовокзалов: Краснодар-1, Краснодар-2 и Южный. По данным РБК 2008 года, Краснодар занимал 5-е место в России по количеству автомобилей на 1000 жителей, вследствие чего в городе наблюдается большое количество автомобильных заторов (пробок). Для решения этой проблемы, в частности, планируется развивать сеть «умных» парковок и выделять отдельные полосы для общественного транспорта. Ведётся разработка проекта «Краснодарский транзит», который предполагает демонтаж железнодорожного полотна тимашёвского направления и строительство на его месте эстакадной трассы непрерывного автомобильного движения и трассы скоростного трамвая.

### Железнодорожный транспорт

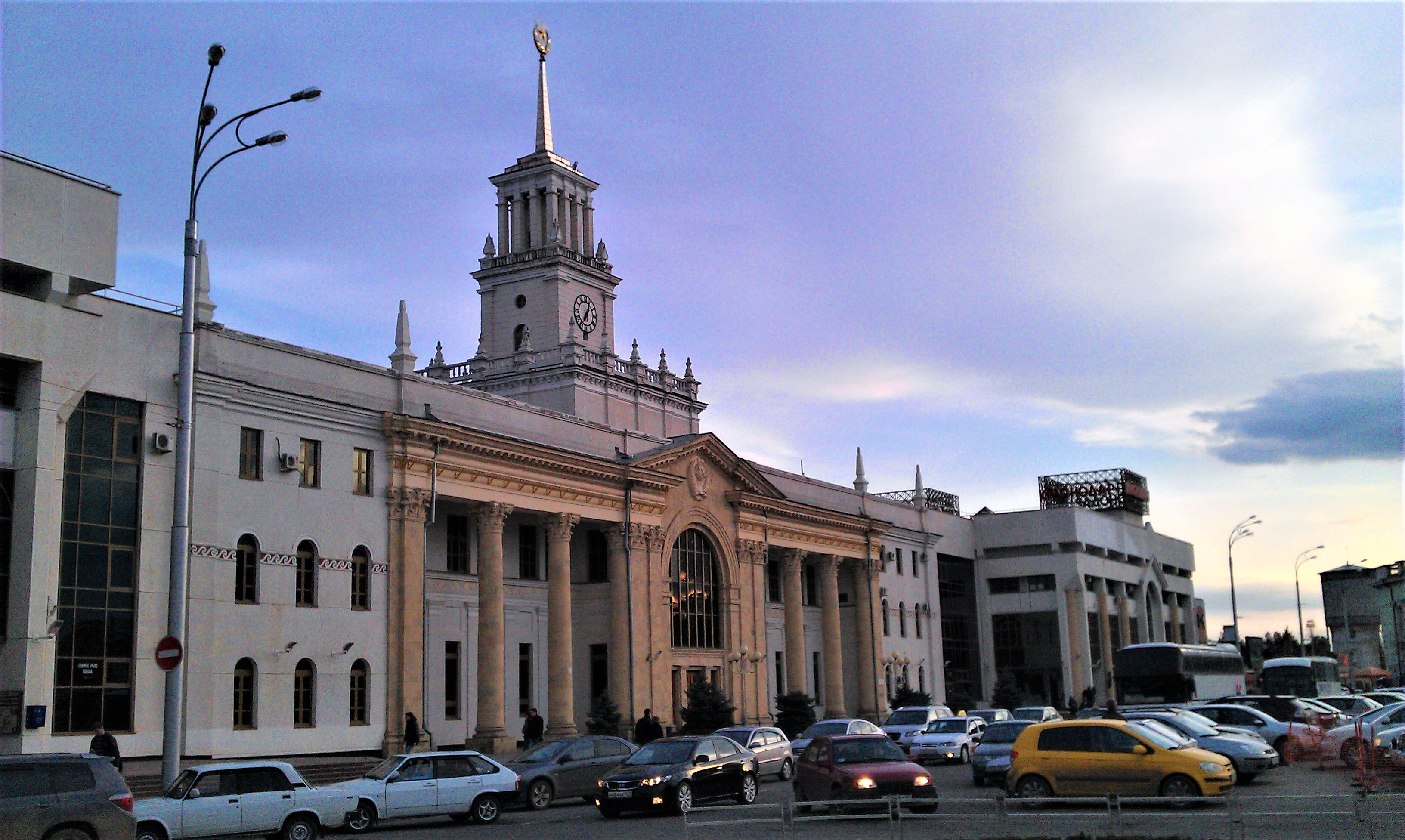
Железнодорожный вокзал станции Краснодар I

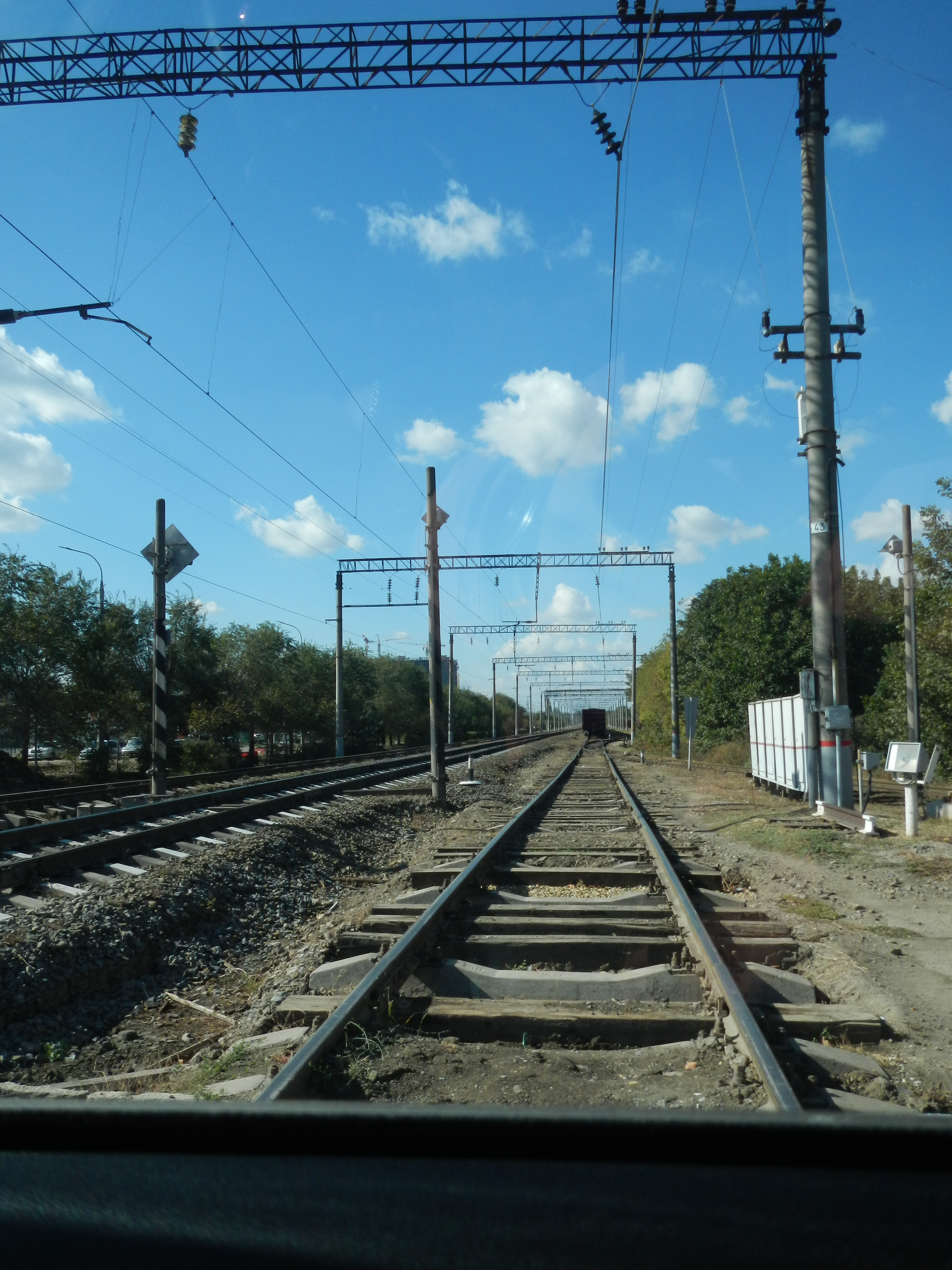
Железнодорожные пути близ восточной промышленной зоны

Краснодар — крупный железнодорожный узел. В городе располагается три железнодорожных станции: Краснодар I, Краснодар II и Краснодар-Сортировочный. Компания «Российские железные дороги» изучает возможность запуска аэроэкспрессов с вокзала в аэропорт.

### Воздушный транспорт

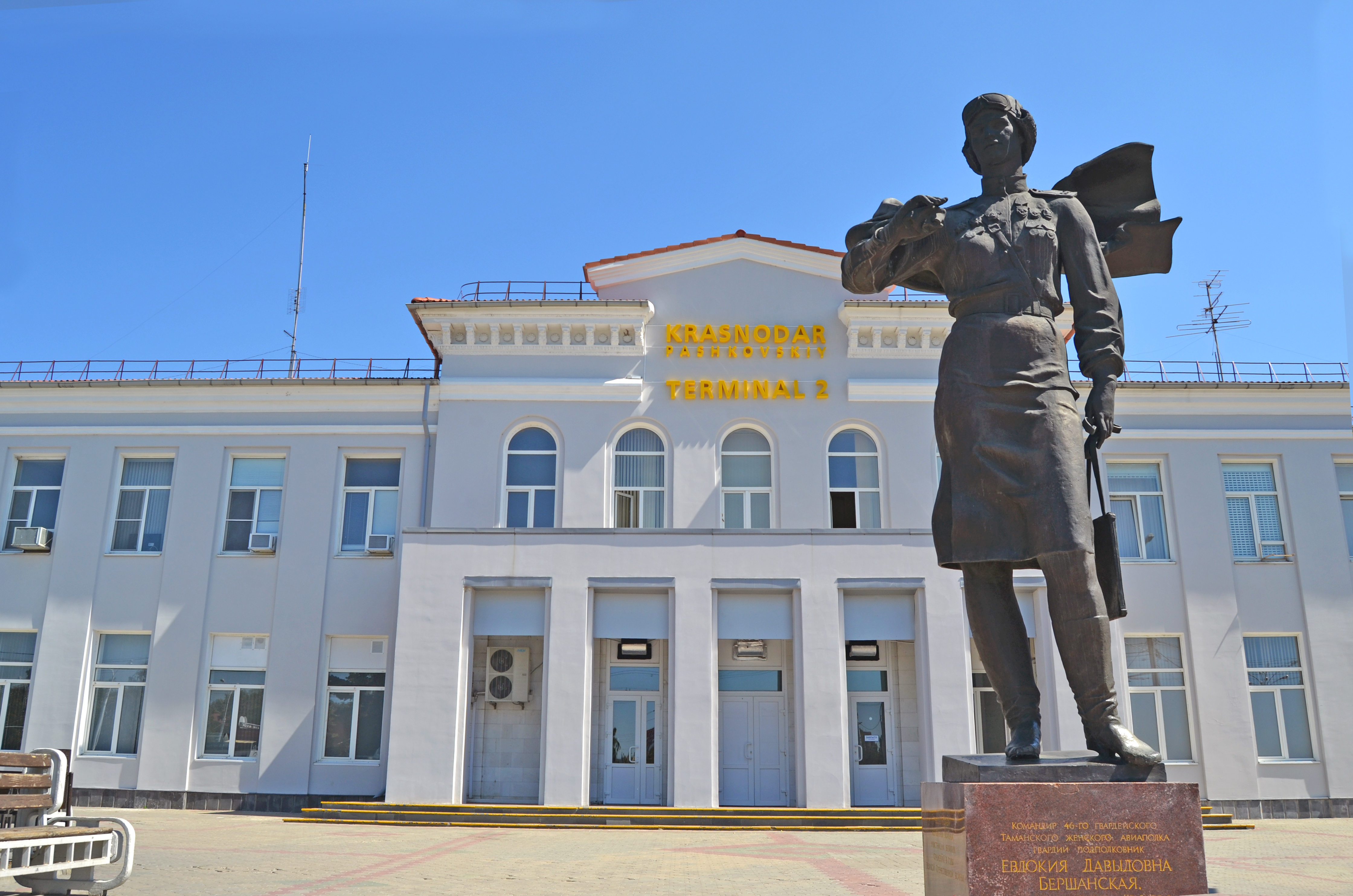
Аэропорт Краснодар (Пашковский)

Главными воздушными воротами города является международный аэропорт Краснодар (Пашковский), который находится на востоке города. Аэропорт имеет две взлётно-посадочные полосы с искусственным покрытием и сертифицирован для принятия почти всех типов самолётов и всех типов вертолётов. Обслуживает регулярные и чартерные рейсы более 50 российских и иностранных авиакомпаний. В аэропорту базируются две авиакомпании: «ЮТэйр» и «Азимут». Планирует базировку «Победа»
Аэропорт в 2014 году занимал 7-е место по пассажиропотоку в России — 3,4 млн пассажиров (после трёх московских (Домодедово, Шереметьево и Внуково), петербургского (Пулково), екатеринбургского (Кольцово) и новосибирского (Толмачёво).
В марте 2012 начата поэтапная реконструкция аэропорта: увеличен зал международных линий, модернизируется ВПП, построена дополнительная рулёжная дорожка; расширено здание аэровокзала. Инвестиции в реконструкцию составят 23 млрд рублей.

### Речной транспорт

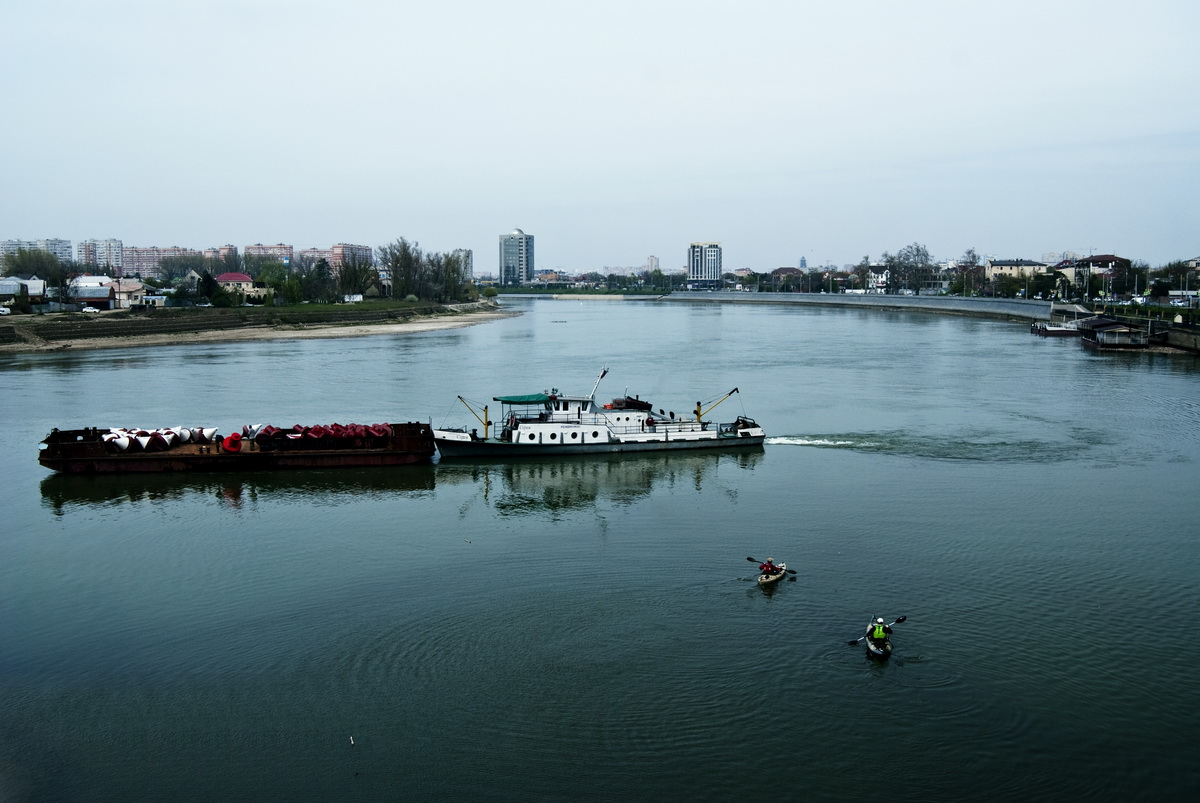
Грузоперевозки на Кубани

В южной части города действует речной грузовой порт на реке Кубани. Также на Кубани действует речной паром, соединяющий через реку Краснодар с посёлком Новым.

### Городской транспорт
Общественный транспорт Краснодара представлен троллейбусами (12 маршрутов), трамваями (16 маршрутов), автобусами (93 маршрута: из них 55 городских, 26 пригородных, 12 пригородных сезонных) и электробусами (2 маршрута).

Краснодар стал последним городом в странах бывшего СССР, в котором с 1992 по 2013 год использовались троллейбусные поезда Владимира Веклича, состоящие из двух машин ЗиУ-682.

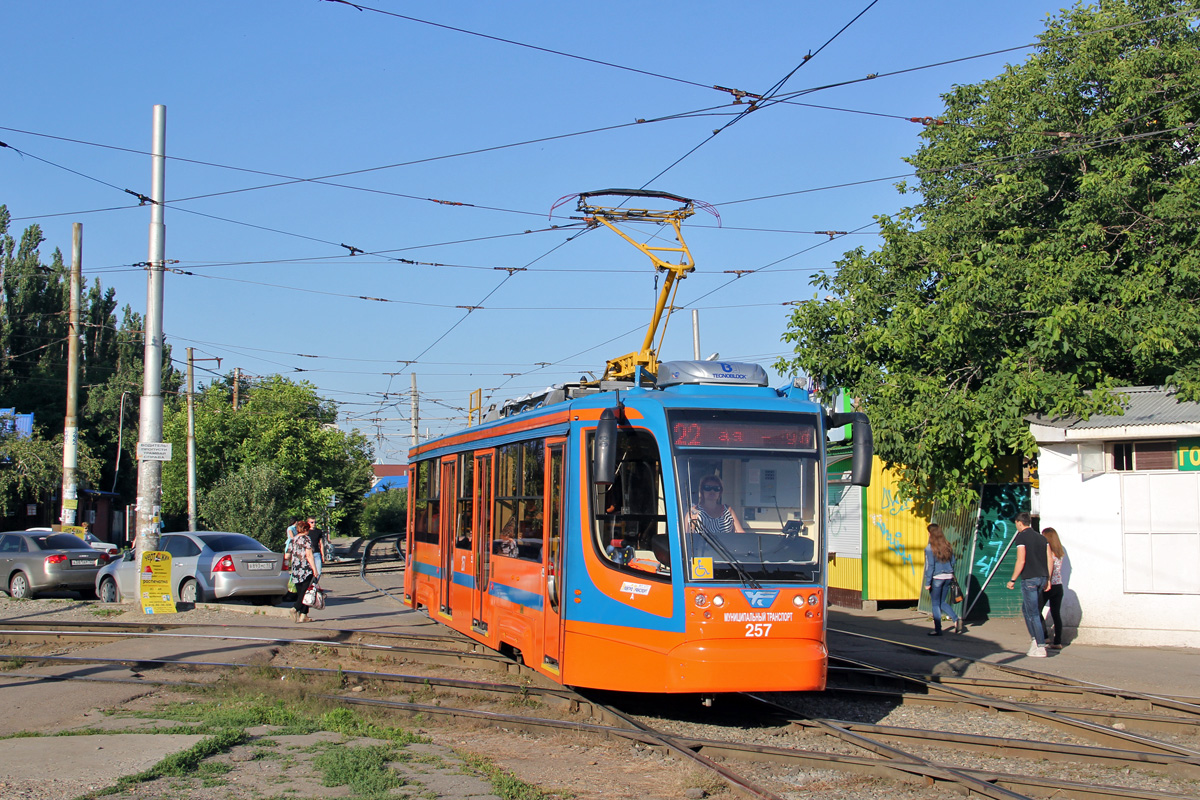
Трамвай 71-623 в Краснодаре

Автобусы и маршрутные такси обслуживают как городские, так и пригородные направления.
Действует система электронных проездных. Активно внедряются системы спутниковой навигации для общественного транспорта. В 2010—2012 годах по городу курсировали несколько гибридных автобусов (экобус), оснащённые электрохимическими конденсаторами. Позже 2 из них направили обратно на завод «Тролза», а остальные стоят на задворках депо.
Обсуждалась возможность строительства в городе метрополитена, монорельса, а также сети канатных дорог. Намечается строительство скоростного подземного трамвая от железнодорожного вокзала Краснодар I до аэропорта Пашковский.
Город отделён рекой Кубанью от районов Республики Адыгеи. Через реку наведено три моста (Тургеневский, Яблоновский, железнодорожный), в качестве автодорожного перехода используется также плотина Краснодарского водохранилища. Планируется построить ещё два моста.

## Образование
Краснодар — крупный образовательный центр. В нём действуют 15 гимназий, 5 лицеев, 110 общеобразовательных и 20 специализированных школ, а также 7 негосударственных лицеев и школ.
Высшие учебные заведения
В городе расположены следующие высшие учебные заведения:
- Кубанский государственный университет;
- Кубанский государственный технологический университет;
- Кубанский государственный аграрный университет;
- Краснодарский государственный институт культуры;
- Кубанский государственный медицинский университет;
- Кубанский государственный университет физической культуры, спорта и туризма;
- Краснодарский университет Министерства внутренних дел Российской Федерации;
- Краснодарское высшее военное училище имени генерала армии С. М. Штеменко;
- Краснодарское высшее военное авиационное училище лётчиков имени Героя Советского Союза А. К. Серова;
- Краснодарский муниципальный медицинский институт высшего сестринского образования;
- Краснодарский краевой институт дополнительного профессионального педагогического образования;
- Южный межрегиональный учебный центр Федеральной службы исполнения наказаний.

В том числе негосударственные:
- Академия маркетинга и социально-информационных технологий - ИМСИТ;
- Кубанский институт информзащиты;
- Кубанский медицинский институт;
- Институт современных технологий и экономики;
- Кубанский институт международного предпринимательства и менеджмента;
- Южно-Российский институт международных отношений;
- Южный институт менеджмента;
- Екатеринодарская духовная семинария;
- Кубанский евангельский христианский университет.

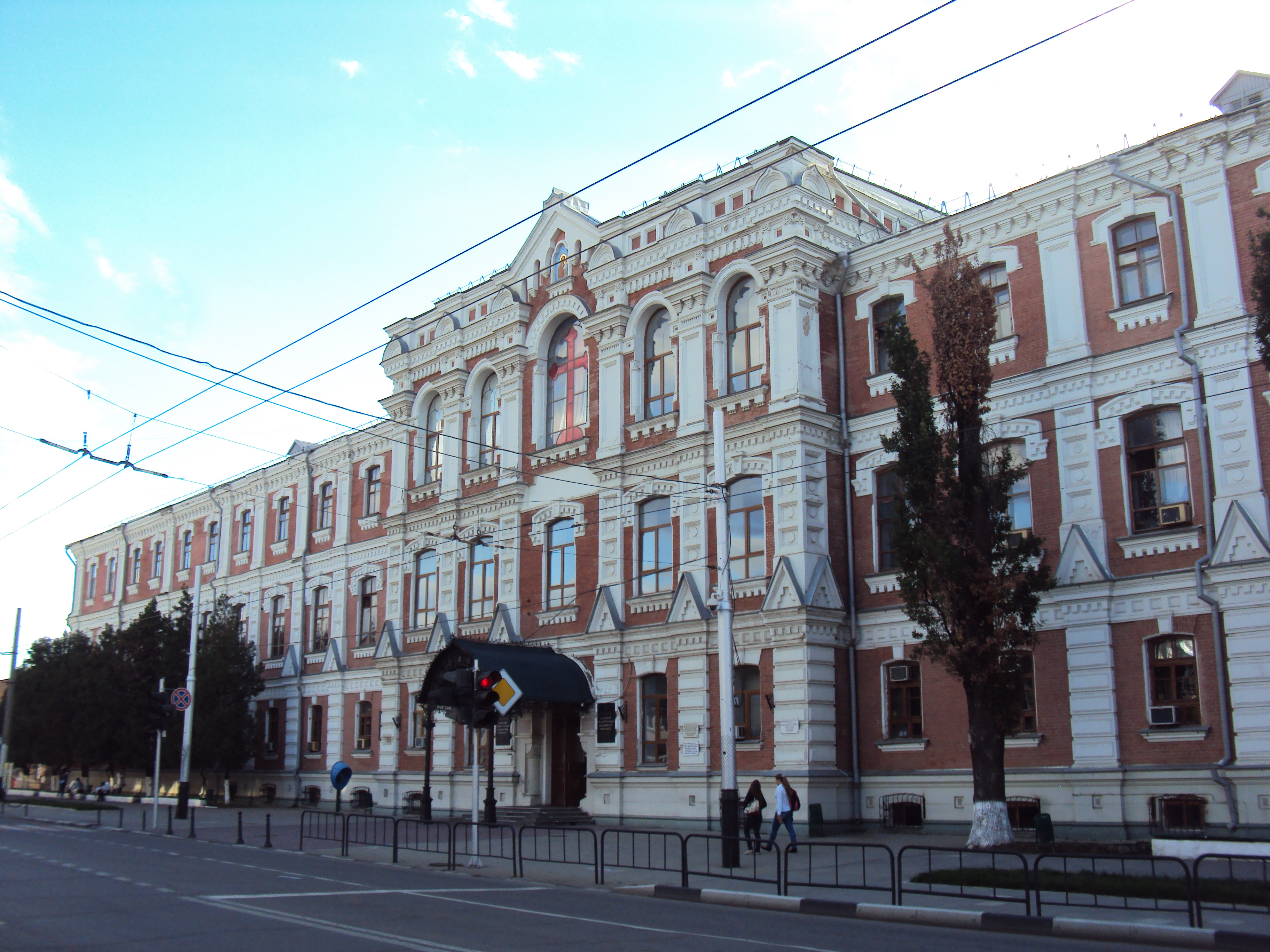
Кубанский государственный медицинский университет

Учреждения среднего профессионального образования
- ФГОУ СПО «Краснодарский машиностроительный колледж»;
- Фгоу СПО «Краснодарский межрегиональный монтажный техникум»;
- ФГОУ СПО «Пашковский сельскохозяйственный колледж»;
- ФГУ «Краснодарский архитектурно-строительный техникум»;
- ФГУСПО «Краснодарский технический колледж»;
- ФГОУ СПО «Краснодарский колледж электронного приборостроения»;
- ГОУ «Краснодарский краевой базовый медицинский колледж» департамента здравоохранения Краснодарского края;
- МОУ «Краснодарский городской медицинский колледж»;
- ФГОУ СПО «Краснодарский гуманитарно-технологический колледж»;
- ГБПОУ КК «Краснодарский педагогический колледж»;
- ГБПОУ КК «Краснодарский музыкальный колледж им. Римского — Корсакова»;
- АНПОО «Кубанский институт профессионального образования».

Филиалы:
- Кубанский институт социоэкономики и права (филиал) Академии труда и социальных отношений;
- Ивановской государственной текстильной академии;
- Краснодарский кооперативный институт (филиал) Российского университета кооперации;
- Краснодарский филиал Российского экономического университета им. Г. В. Плеханова;
- Московского университета имени С. Ю. Витте;
- Московского педагогического государственного университета;
- Ростовского государственного университета путей сообщения;
- Санкт-Петербургского института внешнеэкономических связей, экономики и права;
- Северо-Кавказский филиал Российского государственного университета правосудия;
- Современной гуманитарной академии;
- Финансового университета при Правительстве Российской Федерации.

## Культура

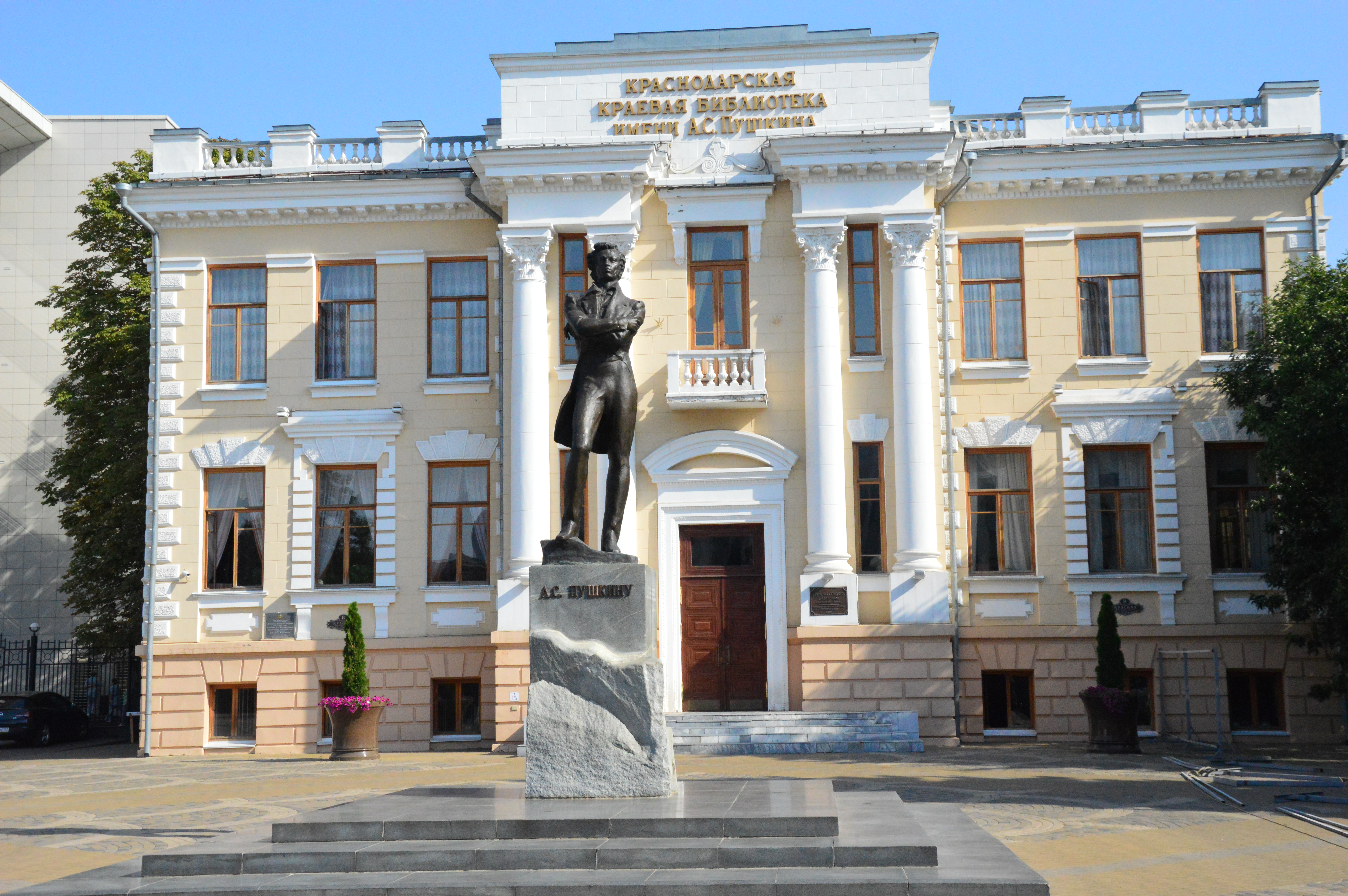
Библиотека имени Пушкина

Краснодар — главный культурный центр Кубани. В городе 30 музеев, 8 концертных залов, цирк, работают авангардистские театры.

### Библиотеки
- Краевая универсальная научная библиотека имени А. С. Пушкина
- Центральная городская библиотека им. Н. А. Некрасова
- Краснодарская краевая юношеская библиотека имени И. Ф. Вараввы
- Библиотека им. И. А. Гончарова
- Библиотека им. Т. Г. Шевченко (пос. Берёзовый)
- Библиотека им. В. Г. Белинского (х. Ленина)
- Библиотека им. А. Д. Знаменского (пос. Белозерный)
- Библиотека им. А. И. Герцена
- Библиотека им. Н. В. Гоголя
- Библиотека им. А. М. Горького
- Библиотека им. Н. А. Добролюбова
- Библиотека им. Н. К. Крупской
- Библиотека им. М. Ю. Лермонтова
- Библиотека им. А. С. Макаренко
- Библиотека им. В. В. Маяковского
- Библиотека им. Н. А. Островского
- Библиотека им. Л. Н. Толстого
- Библиотека им. Н. Г. Чернышевского
- Библиотека № 29 им. И. Л. Дроздова (ст. Старокорсунская)
- Библиотека им. К. А. Обойщикова;
- Библиотека им. А. П. Чехова (ГБУК «Краснодарская краевая специальная библиотека для слепых имени А. П. Чехова» (ГБУК ККБС), г. Краснодар, ул. Гаврилова П. М., дом 87)

#### Детские библиотеки
- Краснодарская краевая детская библиотека им. Братьев Игнатовых
- Центральная городская детская библиотека им. В. Б. Бакалдина
- Детская библиотека им. С. Я. Маршака
- Детская библиотека им. В. П. Бардадыма
- Детская библиотека им. А. П. Гайдара
- Детская библиотека им. К. И. Чуковского
- Детская библиотека им. И. С. Тургенева

### Театры
- Краснодарский государственный академический театр драмы имени Горького;
- Краснодарский театр балета;
- Краснодарский краевой театр кукол;
- Краснодарский музыкальный театр;
- Детский театр балета «Мимолётности»;
- Краснодарский муниципальный молодёжный театр;
- Краснодарский государственный цирк;
- Краснодарская филармония имени Григория Пономаренко;
- Творческое объединение «Премьера» им. Леонарда Гатова;
- Новый театр кукол;
- Театр «Veritas»
- «Один театр»[185];
- «Мюзик-холл» — первый частный музыкальный театр в Краснодаре и крае, открыт в 2020 году[186].

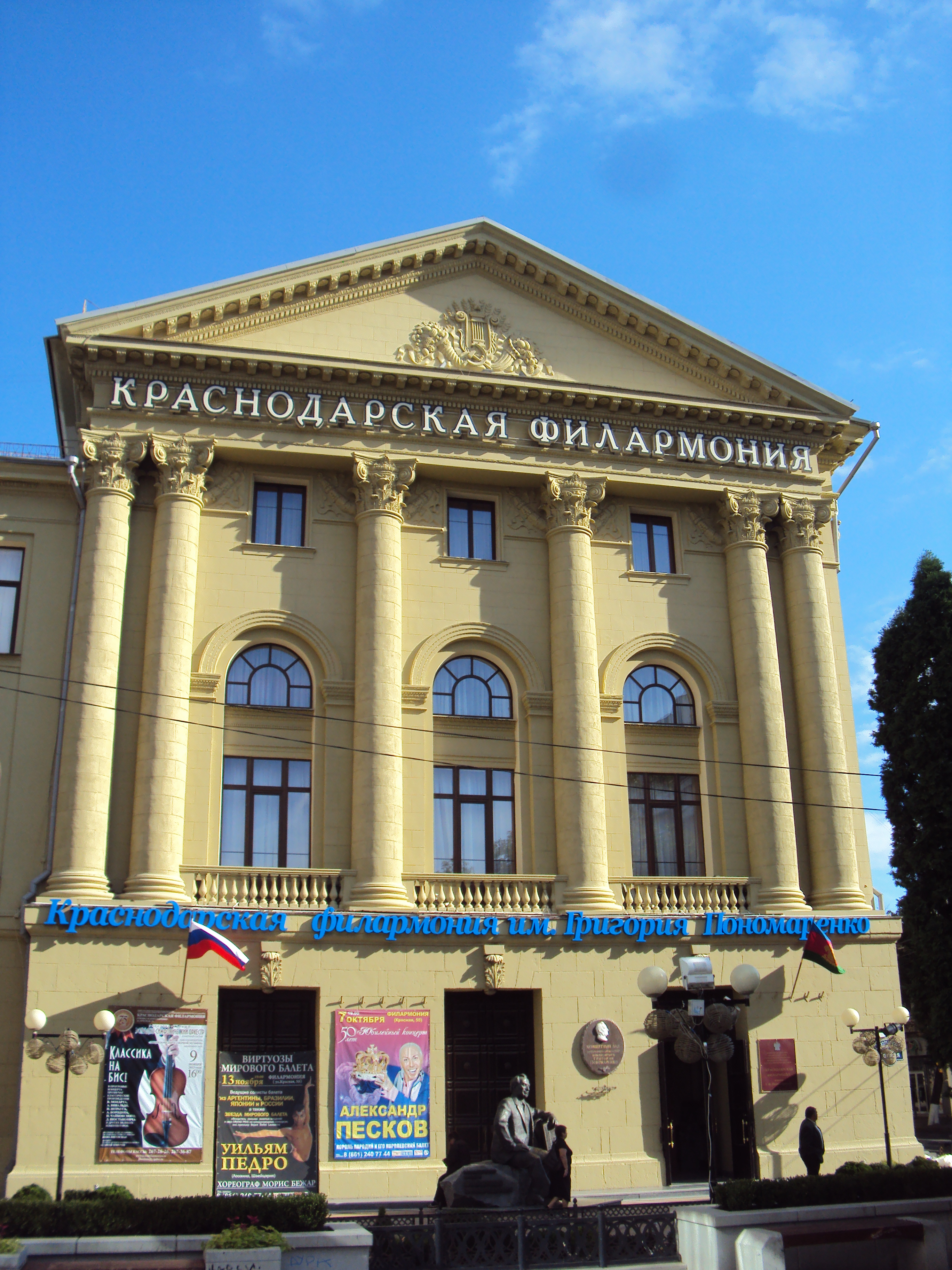
Краснодарская филармония имени Григория Пономаренко

### Концертные залы
- Дворец искусств ТО «Премьера»;
- Концертный зал Краснодарской филармонии им. Григория Пономаренко;
- Центральный концертный зал Кубанского казачьего хора — хорового певческого коллектива, основанного в 1811 году;
- Муниципальный концертный зал органной и камерной музыки;
- ДК железнодорожников;
- Краевой дом работников образования;
- Дом учёных и инженеров;
- Galich Hall;
- Arena Hall;
- Многофункциональный комплекс «Баскет-холл».

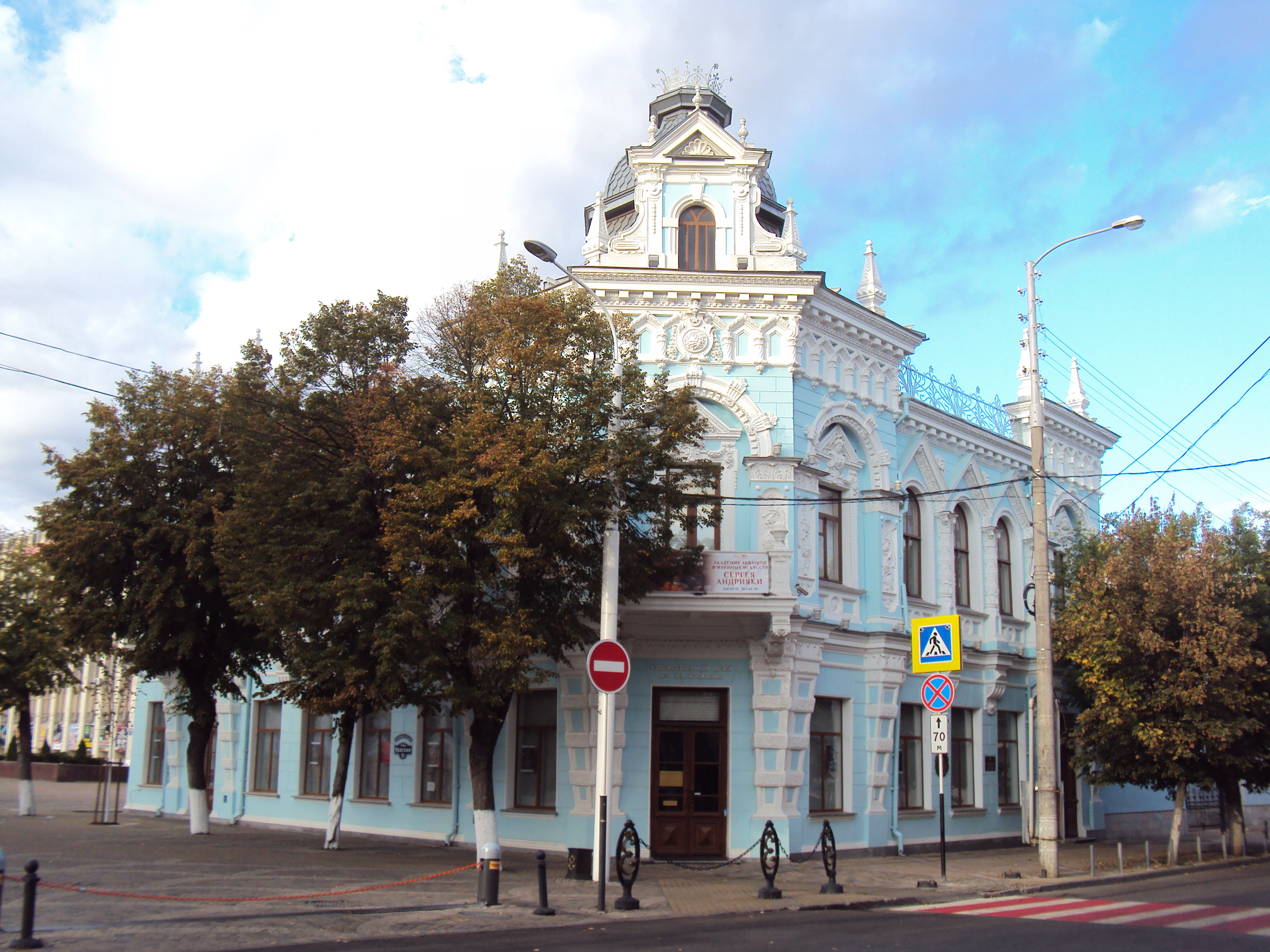
Художественный музей имени Ф. А. Коваленко

### Музеи
- Краснодарский краевой художественный музей имени Ф. А. Коваленко;
- Краснодарский государственный историко-археологический музей-заповедник имени Е. Д. Фелицына;
- Краснодарский краевой филиал Российского фонда культуры;
- Музей истории СКЖД;
- Музей почтовой связи на Кубани;
- Музей краснодарской пожарной охраны;
- Краснодарский краевой выставочный зал изобразительных искусств;
- Музей военной техники парка имени 30-летия Победы;
- Литературный музей Кубани;
- Частный музей В. Высоцкого, существовал с 2005г по 2018г[187]
- Музей культуризма «Самсон»;
- Музей современного искусства[188];
- Музей полиграфии и прикладных ремёсел[189].

### Художественные галереи
- «Арт-Союз»;
- «Галерея Ларина»;
- «Доротея»;
- «L-gallery»;
- «Сантал»;
- «Глюк»;
- Краснодарский институт современного искусства;
- Культурный центр современного искусства «Типография».

### Парки

Сквер со слоном

- Парк «Солнечный остров» (ранее — «Парк 40-лет Октября») был организован 12 ноября 1959 года на базе питомника и цветочного хозяйства треста «Горзелентрест». Но ещё в начале XX века этот земельный участок начал активно засаживать и благоустраивать его владелец — местный предприниматель А. Н. Роккель. В процессе развития парк стал не только зелёной зоной города с растительностью, представленной 90 видами и формами древесно-кустарниковых пород и цветочными клумбами, но и крупным развлекательным центром. Является памятником природы[190].
- Парк «Краснодар» (называемый ещё парк Галицкого) построен возле стадиона ФК «Краснодар» по инициативе и на деньги бизнесмена Сергея Галицкого. Техническое открытие состоялось в сентябре 2017 года[191]. В декабре этого же года парк стал лауреатом всероссийской премии в области архитектуры и дизайна «Приметы городов», победив в номинации «Общественное пространство»[192]. Проект парка был разработан немецким архитектурным бюро «Gmp International». На площади в 22,7 гектара расположены 30 тематических зон: смотровые площадки, верёвочный парк, музыкальный и водный лабиринты, скалодром, скейт-парк, фонтаны, летний амфитеатр, кафе и многие другие объекты для развлечений и комфортного отдыха. Вся территория имеет оригинальную подсветку, которую обеспечивают около двух тысяч светильников. В парке высажено более 2300 взрослых деревьев разных пород[193]. В 2023 году территория парка была расширена за счёт открытия японского сада. Площадь сада — 7,5 гектаров, протяжённость пешеходных троп — 3591 метр. В саду высажено 6700 деревьев, 5900 кустарников и 280 000 цветов. Всего в саду 26 локаций, а также ресторан, кафе, музей и туалеты; вся архитектура выполнена в японском традиционном стиле. Вход в сад ограничен, но бесплатен: за раз впускают не более 250 человек, в целях сохранности внешнего вида. Это самый большой в мире японский сад за пределами Японии[194]. В том же году в парке начали строить седьмую очередь — «Парк облаков»: часть парка будет расположена на высоте 27 метров. Открытие планируется весной 2025 года[195].

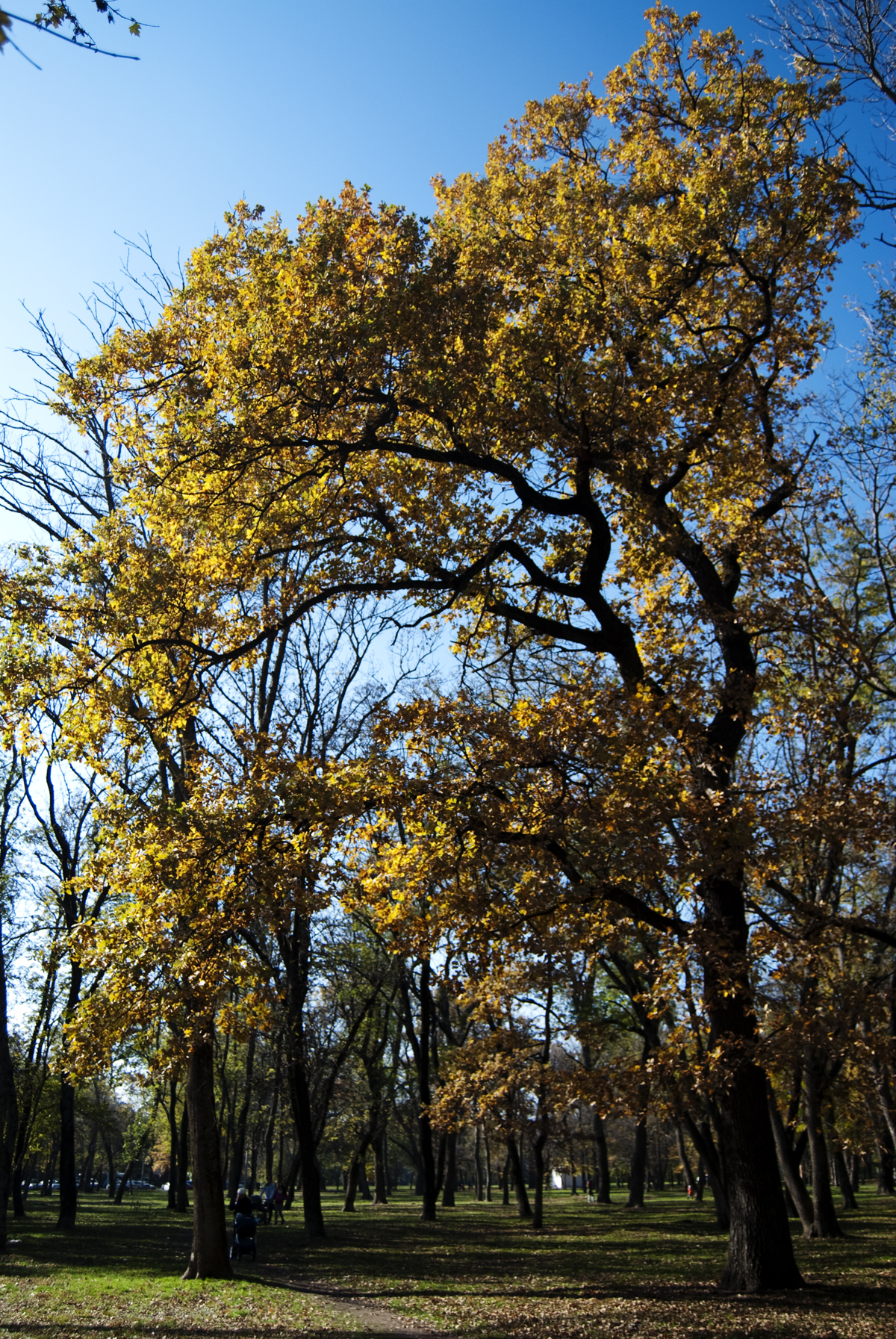
Чистяковская роща

- Чистяковская роща (в 2009 году признан лучшим парком развлечений в России с количеством посетителей от 250 до 500 тыс. человек)[196]. На территории Рощи расположены карусели для детей, концертная площадка, для проведения торжественных мероприятий, парк-экстрим, фонтаны. Здесь посетители могут покататься в карете с лошадьми, перекусить, съесть мороженое и выпить пиво, на территории расположены кафе со столиками на воздухе. В парке живут белки, которых можно покормить прямо из рук. Рядом расположен книжный рынок, что позволяет совмещать поход за книгами и отдых в парке;
- «Городской сад» (городской парк культуры и отдыха им. Горького) был заложен 8 октября 1848 года на месте бывшего крупного поселения (меотского городища) во исполнение распоряжения 1846 года, выпущенного генерал-фельдмаршалом князем М. С. Воронцовым, наместником Кавказа. Распоряжение предписывало «устроить рассадники дерев и растений…» в 4-х крупных городах южного региона России, в том числе Екатеринодаре. 13 февраля 1850 года сад-питомник был зарегистрирован под названием «Войсковой сад». Обустройтвом сада в течение шести лет руководил опытный садовод Яков Бикельмейер. В 1888 году сад посещал Александр ІІІ. На площадках парка в разные периоды выступали: Ф. И. Шаляпин, Е. В. Гельцер, И. П. Яунзем, знаменитые столичные актёры Московского Малого театра. В годы Великой Отечественной войны парк был практически разрушен, но восстановлен в послевоенные годы. В 1981 году была завершена его масштабная реконструкция, начатая в 1970-х годах[197]. «Городской сад» — это природно-исторический памятник города, старейший парк Краснодара, ставший в 2003 году обладателем высшей награды в области индустрии развлечений «Золотой пони»(Golden Pony Awards), учреждённой в 2002 году издательским домом FACTO EDIZIONI (Италия)[198].
- Парк культуры и отдыха имени 30-летия Победы.
- Парк культуры и отдыха имени 60-летия Победы.
- Парк 300-летия полиции России.
- Городской сад Карасунский.
- Городской сад Старая Кубань.
- Ботанический сад им. И. С. Косенко (Дендрарий) первоначально был создан в 1959 г. по инициативе профессора И. С. Косенко как дендрарий Кубанского государственного аграрного университета. В 1964 году дендрарий зарегистрирован как научное учреждение в Международном справочнике «Ботанические сады мира», а в 1977 году ему было присвоено имя его создателя. В мае 2007 года краевой администрацией было принято решение большую часть сада (37,5 га) передать городу для использования в качестве парка. Затем последовали работы по благоустройству этой территории с одновременным пополнением его коллекции. 29 сентября 2007 года состоялось торжественное открытие ботанического сада для посещений. Здесь собрано около 1200 видов деревьев и кустарников, среди которых 50 редких и исчезающих, более 800 видов тропических и субтропических растений в оранжерейной культуре[199].
- Ботанический сад Кубанского государственного университета.

### Зоопарки
- Сафари-парк[200];
- Ocean Park[201];
- Океанариум;
- Зверинец станции юннатов;
- Дельфинарий.

### Аквапарк
- 14 января 2015 года было объявлено о закрытии последнего на тот момент краснодарского аквапарка «Экватор»[202].
- Аквапарк «Ниагара» открыт осенью 2016 г. в районе ТРЦ «Мега-Адыгея»[203]. Этот современный объект для отдыха и развлечений, расположенный в 7 км к юго-западу от центра Краснодара, территориально принадлежит Республике Адыгее. Он занимает площадь в 2500 м² и вмещает 2500 человек одновременно. Водные аттракционы работают с середины июня по начало второй декады сентября, закрываясь в дождливую погоду[204].
- Летом 2018 была открыта летняя резиденция «Санторини», представляющая собой огромные бассейны переливного типа под открытым небом для отдыха детей и взрослых. Находится в Прикубанском округе рядом с 3 отделением СКЗНИИСиВ.

### Кинотеатры
- «Аврора» (памятник архитектуры местного значения)[205]. С 2015 года здание кинотеатра закрыто на реконструкцию, срок завершения — конец 2024 года[206].
- «Монитор City DeLuxe»;
- «Монитор СБС» (в ТРЦ «СБС»);
- «Кубанькино»;
- «Монитор Европа» (в развлекательном комплексе «Парк Европа»). Временно закрыт на реконструкцию;
- «Киноцентр»;
- «Формула кино» (OZ mall);
- Киноклуб на Красной, 5;
- «КАРО 8» (в ТРЦ «Галерея Краснодар»);
- «Монитор на Красной площади» (в ТРК «Красная Площадь»).

## Средства массовой информации
В городе располагается Краснодарский краевой радиотелевизионный передающий центр, который является крупнейшим подразделением в составе Федерального государственного унитарного предприятия «Российская телевизионная и радиовещательная сеть».

### Телевидение

#### Аналоговое телевидение
В Краснодаре с 1 апреля 2023 года продолжают вещание 3 эфирных аналоговых телеканала. Местное телевидение отключено.
| ТВК | Частота    | Название канала |
| --- | ---------- | --------------- |
| 34  | 575,25 МГц | Ю               |
| 46  | 671,25 МГц | Суббота!        |
| 51  | 711,25 МГц | Солнце          |

#### Цифровое эфирное телевидение
Все 20 каналов для мультиплекса РТРС-1 и РТРС-2; Пакет радиоканал, включает: «Вести FМ», «Радио Маяк», «Радио России / ГТРК Кубань».
- Пакет телеканалов РТРС-1 (телевизионный канал 39, частота 618 МГц), включает: «Первый Канал», «Россия 1 / ГТРК Кубань», «Матч ТВ», «НТВ», «Пятый Канал», «Россия К», «Россия 24 / ГТРК Кубань», «Карусель», «ОТР» / «Кубань 24», «ТВЦ».
- Пакет телеканалов РТРС-2 (телевизионный канал 60, частота 718 МГц), включает: «РЕН ТВ», «СПАС», «СТС», «Домашний», «ТВ3», «Пятница!», «Звезда», «Мир», «ТНТ», «МУЗ-ТВ».

#### Местные кабельные телеканалы
- Обязательный общедоступный региональный телеканал («21-я кнопка»): «Кубань 24».
- Обязательный общедоступный муниципальный телеканал («22-я кнопка»): МТРК «Краснодар».
- Спутниковый телеканал из Краснодара: «Кубань 24 ОРБИТА»

### Радиостанции
В Краснодаре зарегистрированы и работают 27 FM-радиостанций. Подавляющее большинство — частные. Три государственные краевые: «Радио Краснодар» (МТРК «Краснодар»), «Первое радио» (НТК) и «Казак FM» («Радио Рокс-Регион») (65 % акций у администрации края) с охватом до 90 % территории Кубани.
Список радиостанций города Краснодара с устойчивым сигналом:
| Название                                 | Частота   |
| ---------------------------------------- | --------- |
| Радио Звезда                             | 87,5 МГц  |
| Радио Вера                               | 87,9 МГц  |
| Радио Дача                               | 88,3 МГц  |
| Детское радио                            | 88,7 МГц  |
| Новое радио                              | 89,3 МГц  |
| Радио Гордость                           | 89,7 МГц  |
| Радио России / ГТРК Кубань               | 90,2 МГц  |
| Радио ENERGY                             | 90,6 МГц  |
| Радио Комсомольская Правда               | 91,0 МГц  |
| Радио Маяк (6-1) / ГТРК Кубань           | 91,4 МГц  |
| Comedy Radio                             | 96,9 МГц  |
| Радио Sputnik                            | 97,8 МГц  |
| Радио Краснодар (МТРК «Краснодар»)       | 99,8 МГц  |
| Вести FM (0-24) / ГТРК Кубань            | 100,6 МГц |
| Ретро FM                                 | 101,2 МГц |
| Русское радио                            | 101,8 МГц |
| Европа Плюс                              | 102,2 МГц |
| Первое радио                             | 102,7 МГц |
| Авторадио                                | 103,2 МГц |
| Дорожное радио                           | 103,7 МГц |
| Хит FM                                   | 104,2 МГц |
| Наше радио                               | 104,7 МГц |
| Казак FM                                 | 105,2 МГц |
| DFM                                      | 106,0 МГц |
| Business FM                              | 106,8 МГц |
| Радио России / ГТРК Кубань / ГТРК Адыгея | 107,2 МГц |
| Радио 107                                | 107,7 МГц |

### Газеты
В Краснодаре выходит большое количество печатных изданий, среди которых — краевые газеты «Кубанские новости», «Кубань сегодня», городская газета «Краснодарские известия» и др. В рейтинге СМИ 75 крупнейших городов России Краснодар занял 9-е место по совокупному еженедельному тиражу общественно-политических печатных СМИ (1 012 920 экз.) и 4-е место по «доступности негосударственных СМИ». Самыми тиражными еженедельниками общего интереса являются региональные выпуски федеральных изданий: «Аргументы и факты — Юг», «Комсомольская правда — Кубань», «Жизнь», «Московский Комсомолец на Кубани», «Краснодарский курьерЪ» (ИД «Провинция»). Наиболее высокий тираж среди продаваемых газет — региональный выпуск телегида «Телесемь».

## Достопримечательности

Скульптура «Запорожцы» на Красной улице

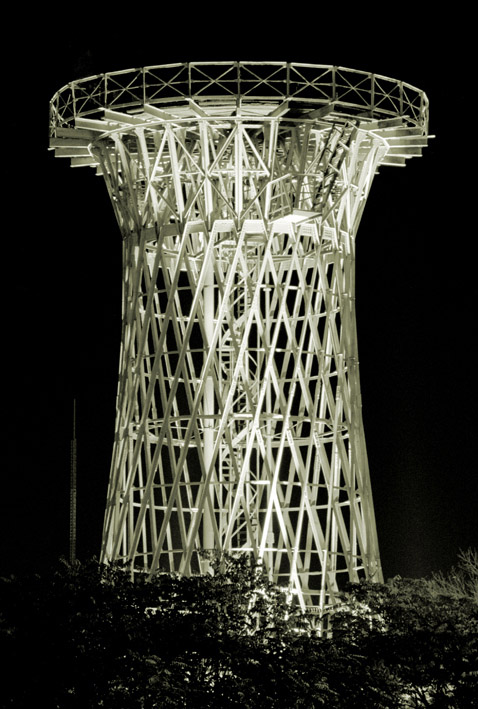
Шуховская башня в Краснодаре

В Краснодаре расположен федеральный памятник архитектуры — водонапорная башня, построенная по проекту инженера и учёного Владимира Григорьевича Шухова в 1935 году. Конструкция находится у здания цирка на пересечении улиц В. Головатого и Рашпилевской.
Помимо этого, памятниками федерального значения в городе являются: здание Краснодарской филармонии или Зимнего театра, архитекторы А. А. Козлов, Ф. О. Шехтель (1908 год, реконструкция 1954 года, архитектор А. В. Титов); дом М. С. Кузнецова (1888—1900 года), где ныне располагается консерватория.
Ко Дню города 28 сентября 2008 года был открыт памятник «Запорожцы», изображающий одноимённую картину Ильи Репина в жанре городской скульптуры. Он разместился на пересечении улиц Красной и Горького.
В сентябре 2008 г. на площадке перед зданием бывшего ЦУМа на ул. Гоголя в Краснодаре был открыт памятник кошельку, который впоследствии попал в топ-50 самых необычных памятников России.
24 апреля 2009 года на пересечении улиц Красной и Бабушкина рядом с реконструированным фонтаном была открыта воссозданная на новом месте Александровская Триумфальная арка, первоначально установленная в честь приезда в город императора Александра III.
26 сентября 2011 года на Театральной площади во время празднования дня города был запущен один из крупнейших светомузыкальных фонтанов в России. Движение воды в нём обеспечивают 375 форсунок, эффекты — более 600 светильников. В этот же день в краснодарском Городском саду открылся архитектурно-парковый комплекс «Добрый ангел мира». Над созданием композиции работали известный скульптор Александр Аполлонов и заслуженный художник России Пётр Стронский. Высота колонны, установленной в Городском саду, — 9 метров. Её венчает позолоченная двухметровая фигура ангела.
Весной 2012 года в системе фонтана перед аркой было установлено первое в мире специальное оборудование, позволившее зрителям регулировать подсветку струй при помощи мобильного телефона.
17 апреля 2018 года был открыт памятник «Участковый Анискин» (скульптор Бабак В. В.) на территории Университета МВД.

### Храмы
- Свято-Екатерининский собор — кафедральный храм Екатеринодарской и Кубанской епархии.
- Войсковой Собор Александра Невского — главный православный храм Краснодара, разрушенный в 1932 году и восстановленный на новом месте в 2006 году.
- Собор Троицы Живоначальной — православный храм, сооружённый в 1899—1909 годах.

### Монастырь
- Монастырь иконы Божией Матери «Всецарица»

Некоторые храмы
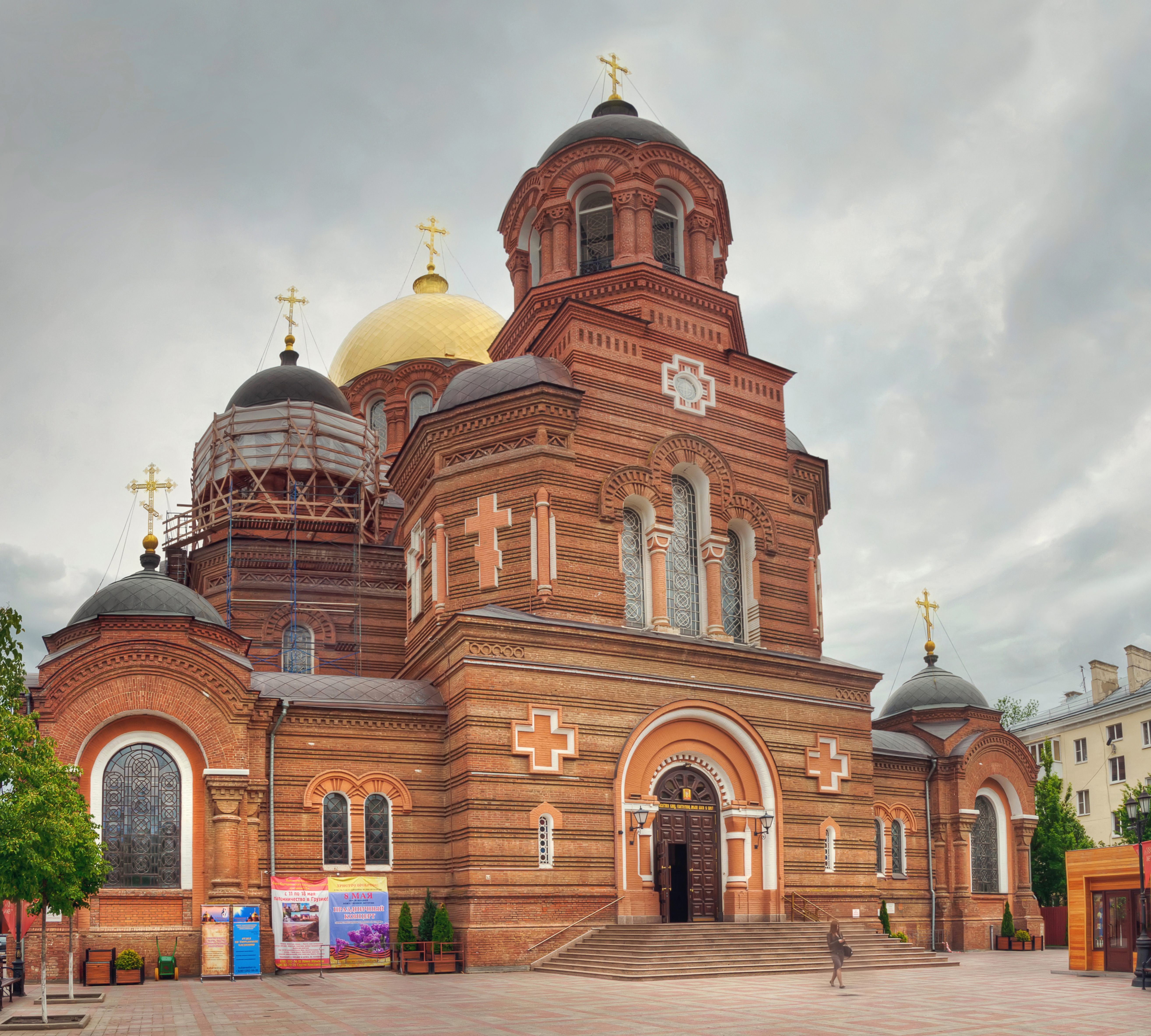
Свято-Екатерининский кафедральный собор
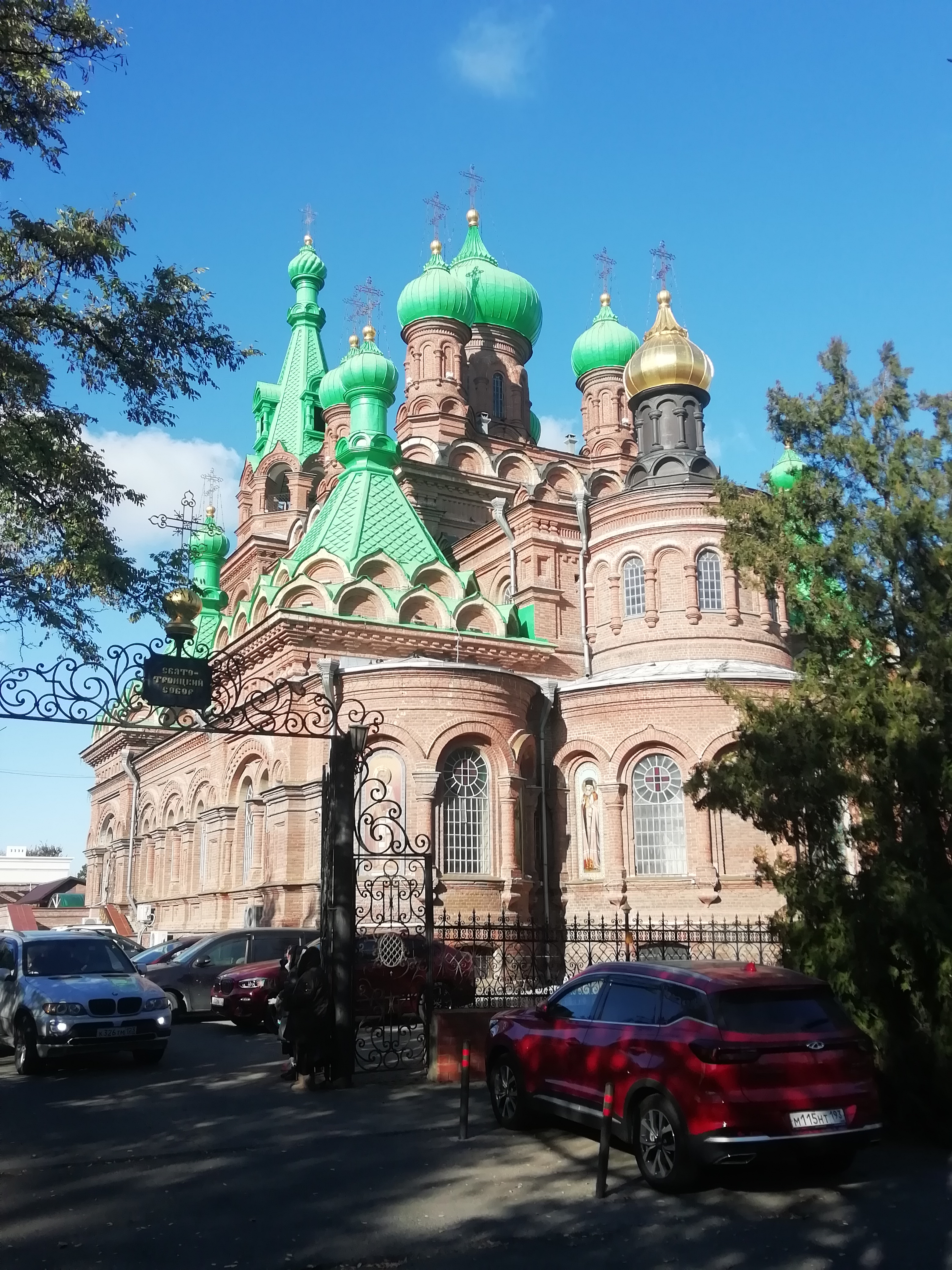
Свято-Троицкий собор
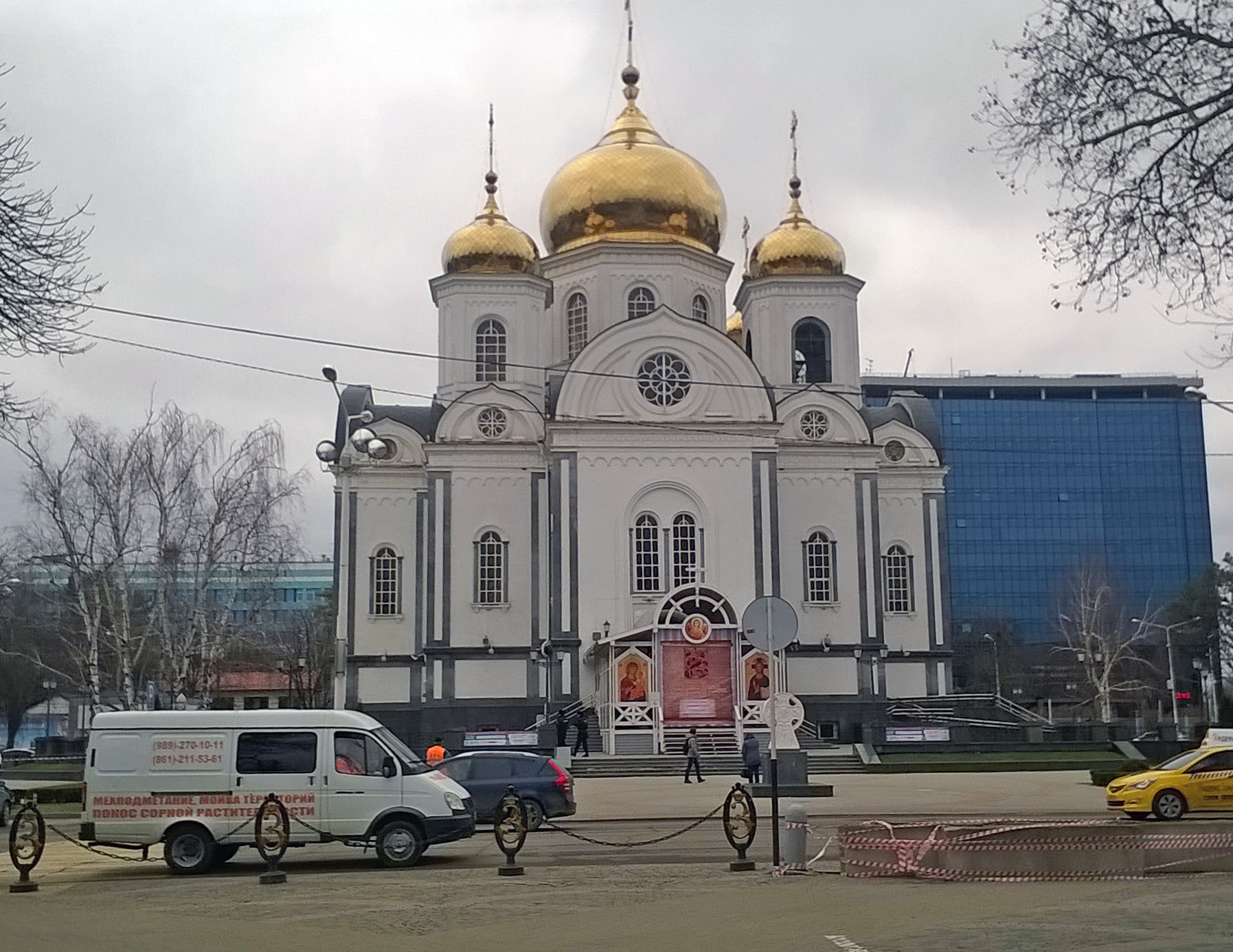
Александро-Невский собор

## Резонансные преступления
В середине января 1961 года в городе произошли массовые беспорядки.
14 июня 1971 года в Краснодаре произошёл теракт: душевнобольной Пётр Волынский произвёл взрыв в рейсовом автобусе. В результате происшествия погибло 10 человек.
25 августа 2003 года в 07:40 утра практически одновременно на трёх автобусных остановках, расположенных в разных концах Краснодара, сработали взрывные устройства. 3 человека погибли, 20 получили ранения различной степени тяжести. Бо́льших жертв удалось избежать благодаря случайности: наполненные людьми автобусы за несколько минут до взрывов отошли от остановок.

## Спорт
Город известен в спортивных кругах:
1. своей школой прыжков на батуте[225][226], где были воспитаны первые чемпионы мира и олимпиады по данному виду: Александр Москаленко и Ирина Караваева
2. Футбольным клубом «Краснодар», ставшим лучшим в сезоне 2024—2025 в рамках РПЛ и завоевавшим тутил «Чемпионов России по футболу 2025»
3. Баскетбольным клубом «Локомотив-Кубань»

### Сооружения

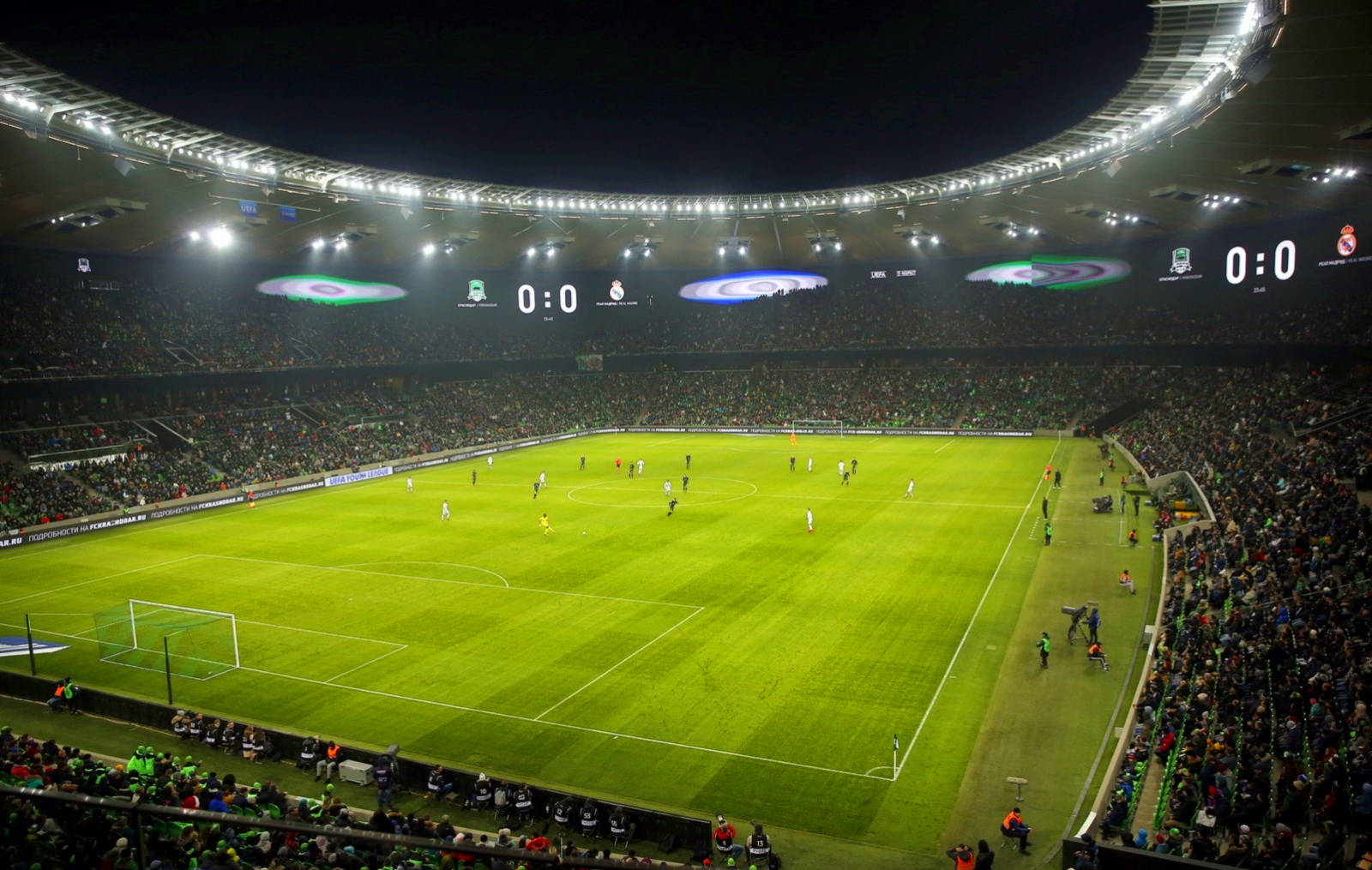
Ozon Арена (домашний стадион ФК «Краснодар»)

Основные спортивные сооружения города:
- Ozon Арена (вместимостью 35 395 зрителей);
- Стадион «Кубань» (вместимостью 35 200 зрителей);
- Стадион «Динамо» (3512 зрителей);
- Стадион «Труд»;
- Стадион «Самсон»;
- Дворец спорта «Спартак»;
- Дворец спорта «Динамо»;
- Дворец спорта «Олимп» (крытый, вместимостью 3000 зрителей);
- «Бойцовская арена» КРК «Европа»;
- Краснодарский ипподром;
- Спорткомплекс Кубанского государственного университета физкультуры, спорта и туризма;
- Спорткомплекс имени В. Мачуги;
- Спорткомплекс ПСХК;
- Спорткомплекс «Екатеринодар».

В северной части Краснодара вдоль ул. Дзержинского расположен многофункциональный спортивный комплекс «Город спорта», на территории которого работают:
- Арена «Баскет-Холл» (вместимостью 7500 зрителей);
- Ледовый дворец «Ice Palace» (вместимостью 3200 зрителей);
- комплекс учебно-тренировочных залов «Чемпион».

### Спортивные профессиональные клубы
- Баскетбольный клуб «Локомотив-Кубань» (Профессиональная баскетбольная лига);
- Женский волейбольный клуб «Динамо» (Суперлига);
- Мужской волейбольный клуб «Динамо» (Высшая лига «Б»);
- Женский гандбольный клуб «Кубань» (Суперлига);
- Мужской гандбольный клуб «СКИФ» (Суперлига);
- Регбийный клуб «Кубань» (Суперлига по регби-7);
- Футбольный клуб «Краснодар» (Премьер-лига);
  - Футбольный клуб «Краснодар-2» (ФНЛ-2);
  - Женский футбольный клуб «Краснодар» (Высший дивизион);
- Футбольный клуб «Кубань» (ФНЛ).

В 2011 году Краснодар стал первым в истории городом России после Москвы, представленным в высшем футбольном дивизионе двумя клубами («Кубань» и «Краснодар»).

#### Бывшие клубы
- Женский футбольный клуб «Кубаночка»;
- Футбольный клуб «Колос»;
  - Футбольный клуб Колос-д;
- Футбольный клуб «Краснодар-2000»;
- Футбольный клуб «Краснодар-3»;
- Футбольный клуб «Кубань»;
  - Футбольный клуб «Кубань-2»;
- Футбольный клуб «Немком»;
- Хоккейный клуб «Кубань».

## В искусстве

### Музыка
- Швейцарская группа Lacrimosa посвятила Краснодару одну из песен альбома 2009 года Sehnsucht: I Lost My Star in Krasnodar[233];
- Песня «Краснодар» — группа «Бахыт-Компот» (1998 год, альбом «Бог, клубника и павлин», трек № 10)[234];
- Песня «Краснодар» — группа «Смысловые галлюцинации» (2005 год, альбом «Большие планы», трек № 01)[235].

## Почётные граждане
Список согласно официальному сайту города:
- Абдашев, Юрий Николаевич — российский писатель, член Союза писателей СССР.
- Агафонов, Юрий Александрович — генерал-майор милиции, доктор философских наук.
- Акутин, Евгений Николаевич — бывший председатель Октябрьского райисполкома города Краснодара.
- Анфимов, Никита Владимирович — советский и российский археолог, кандидат исторических наук.
- Артюшков, Виктор Данилович — политический деятель, дважды кавалер ордена Трудового Красного Знамени.
- Бабешко, Владимир Андреевич — советский и российский учёный, доктор физико-математических наук.
- Бакалдин, Виталий Борисович — советский и российский поэт, работник культуры.
- Бандурко, Вениамин Алексеевич — ветеран труда, дважды кавалер ордена Трудового Красного Знамени.
- Барабанов, Анатолий Григорьевич — ректор КГАФК, действительный член академии гуманитарных наук.
- Бардадым, Виталий Петрович — российский краевед, писатель, член союза писателей России.
- Барченко, Николай Иванович — участник Великой Отечественной войны, бывший директор ХБК.
- Бершанская, Евдокия Давыдовна — советский лётчик, командир 46-го гвардейского ночного бомбардировочного полка.
- Бирюков, Владимир Ильич — ветеран Великой Отечественной войны.
- Бондарев, Константин Степанович — ветеран Великой Отечественной войны.
- Брагина, Людмила Ивановна — советская бегунья на средние дистанции, заслуженный мастер спорта.
- Бреус, Степан Лаврентьевич — младший лейтенант Советской Армии, Герой Советского Союза.
- Брюховецкий, Фёдор Фёдорович — заслуженный учитель школы РСФСР, кандидат педагогических наук.
- Варавва, Иван Фёдорович — советский поэт, герой труда Кубани.
- Васюков, Даниил Тимофеевич — участник Великой Отечественной войны, водрузил знамя на здании гостиницы «Кубань» 12 февраля 1943 года.
- Гатов, Леонард Григорьевич — художественный руководитель ТО «Премьера».
- Галицкий, Сергей Николаевич — президент и владелец футбольного клуба «Краснодар»
- Гончарова, Раиса Ильинична — заслуженная артистка РСФСР, народная артистка РФ.
- Горбатко, Виктор Васильевич — лётчик-космонавт СССР, Герой Советского Союза.
- Горлова, Ирина Ивановна — ректор КГУКИ, доктор философских наук.
- Громов, Владимир Прокофьевич — доцент кафедры истории Кубанского государственного университета, вице-губернатор Краснодарского края в 1998—2000 годах, атаман Кубанского казачьего войска в 1990—2008 годах.
- Делокьян, Арташес Нагапетович — ветеран Великой Отечественной войны, почётный автотранспортник РФ.
- Доризо, Николай Константинович — советский и российский поэт.
- Дубко, Виталий Фёдорович — тренер по прыжкам на батуте, заслуженный работник физической культуры РФ.
- Евланов, Владимир Лазаревич — глава города Краснодар в 2005—2016 годах.
- Егоров, Евгений Алексеевич — заслуженный работник сельского хозяйства РФ.
- Ефремов, Владимир Андреевич — ветеран Великой Отечественной войны.
- Жуган, Николай Павлович — генерал-майор авиации, Герой Советского Союза.
- Захаренко, Игорь Николаевич — ветеран Великой Отечественной войны.
- Захарченко, Виктор Гаврилович — российский фольклорист, народный артист России.
- Захарченко, Николай Пантелеймонович — бригадир монтажников ДСК, кавалер орденов Ленина и Трудового Красного Знамени.
- Зырянов, Фёдор Павлович — академик Российской академии истории и политологии, доктор исторических наук.
- Игнатенко, Иван Игнатьевич — старшина, Герой Советского Союза.
- Игнатов, Пётр Карпович — советский общественный деятель, прозаик, участник двух войн.
- Кадочников Алексей Алексеевич — ведущий специалист-психолог, автор системы рукопашного боя «стиль Кадочникова».
- Казаджиев, Геннадий Карпович — заслуженный работник физической культуры РФ, мастер спорта по акробатике.
- Казаков, Борис Анушеванович — заведующий гинекологическим отделением второй городской больницы, доктор медицинских наук.
- Казанцев, Виктор Германович — генерал армии, Герой Российской Федерации.
- Кириченко, Николай Васильевич — митрополит Екатеринодарский и Кубанский Исидор.
- Кобзон, Иосиф Давыдович — советский и российский эстрадный певец, народный артист СССР.
- Козлов, Владимир Васильевич — советский военный лётчик-штурмовик, Герой Советского Союза.
- Кондратенко, Николай Игнатович — российский государственный и политический деятель, герой труда Кубани.
- Коссовская, Елена Петровна — ветеран Великой Отечественной войны.
- Коцур, Игорь Кузьмич — участник Великой Отечественной войны, Герой Социалистического Труда.
- Красненко, Анатолий Алексеевич — участник Великой Отечественной войны, известный краевед-общественник.
- Куликовский, Михаил Алексеевич — советский и российский актёр, народный артист СССР.
- Лауданский, Александр Александрович — ветеран Великой Отечественной войны.
- Лавров, Андрей Иванович — советский и российский гандбольный вратарь, трёхкратный олимпийский чемпион.
- Литвин, Николай Тимофеевич — ветеран Великой Отечественной войны.
- Лихоносов, Виктор Иванович — советский и российский писатель, герой труда Кубани.
- Майченко, Владимир Фёдорович — заслуженный работник сельского хозяйства РФ.
- Макаревич, Идея Григорьевна — народная артистка РФ, лауреат всероссийского театрального фестиваля «Актёрские звёзды России».
- Москаленко, Александр Николаевич — российский прыгун на батуте, олимпийский чемпион.
- Назаренко, Александр Константинович — полковник, Герой Советского Союза.
- Носаленко, Александр Павлович — советник директора по производственно-хозяйственной деятельности племзавода учебно-опытного хозяйства «Краснодарское».
- Обойщиков, Кронид Александрович — советский и российский поэт.
- Оноприев, Владимир Иванович — доктор медицинских наук, герой труда Кубани.
- Падалка, Геннадий Иванович — российский космонавт, Герой Российской Федерации.
- Пащевский, Геннадий Анатольевич — участник Великой Отечественной войны, кавалер ордена Красного Знамени и трижды кавалер ордена Красной Звезды.
- Петрик, Анатолий Алексеевич — ректор КубГТУ, доктор технических наук, герой труда Кубани.
- Пименов, Геннадий Васильевич — заслуженный строитель РСФСР.
- Поздняков, Алексей Петрович — полковник, Герой Советского Союза.
- Покровский, Владимир Михайлович — ректор КубГМА, заслуженный деятель науки РФ.
- Покрышкин, Александр Иванович — советский лётчик-ас, трижды Герой Советского Союза.
- Пономаренко, Вера Ивановна — народная артистка РФ, художественный руководитель Краснодарской филармонии им. Г. Ф. Пономаренко.
- Пономаренко, Григорий Фёдорович — советский российский композитор, народный артист СССР.
- Порханов, Владимир Алексеевич — главный врач НИИ ККБ № 1 им. проф. С. В. Очаповского, заслуженный врач РФ.
- Рагозина, Алла Антоновна — Заслуженный учитель Российской Федерации.
- Самойленко, Валерий Александрович — глава города Краснодара.
- Самонин, Михаил Александрович — бригадир слесарей завода «Мехпромстрой», ветеран труда.
- Семенко, Борис Григорьевич — президент ОАО «Краснодаргоргаз».
- Снесарёв, Владимир Семёнович — заслуженный учитель школы РСФСР, кавалер орденов Трудового Красного Знамени и Октябрьской Революции.
- Соловьёв, Виктор Александрович — учёный, историк-краевед.
- Суслов, Евгений Георгиевич — заслуженный работник ЖКХ РФ.
- Тимофеев, Виктор Антонович — генеральный директор ООО «Кубаньгрузсервис».
- Трубилин, Иван Тимофеевич — сельскохозяйственный деятель, Герой Социалистического Труда.
- Тутаришев, Батырбий Зульевич — заслуженный строитель РФ.
- Ушаков, Геннадий Тимофеевич — заслуженный строитель Кубани.
- Фенрих, Хайнц[нем.] — обер-бургомистр города Карлсруэ (Германия).
- Хаджинов, Михаил Иванович — Герой Социалистического Труда, академик ВАСХНИЛ.
- Хайнц, Фенрих — бургомистр города-побратима Карлсруэ.
- Хохлов, Семён Никанорович — поэт, член союза писателей России, ветеран Великой Отечественной войны.
- Шкребец, Анатолий Никитович — почётный работник прокуратуры, награждён именным оружием.
- Шлыков, Дмитрий Никитович — ветеран Великой Отечественной войны.
- Шульженко, Владимир Ильич — кандидат медицинских наук, заслуженный работник здравоохранения Кубани.
- Шушина, Валентина Тимофеевна — бывшая глава Советского райисполкома города Краснодара.
- Якобашвили, Вениамин Аронович — заслуженный работник физической культуры РФ.
- Яксаргин, Василий Владимирович — генерал-майор, Герой Советского Союза.

## Международные отношения
Дипломатические и консульские представительства
- Генеральное консульство Республики Кипр (ул. Красных Партизан, 521)
- Генеральное консульство Турецкой Республики (ул. Северная, 369)
- Генеральное почётное консульство Итальянской Республики (ул. Красная, 81 / ул. Горького, 96/1)
- Визовый центр Республики Польши (ул. Северная, д. 447, офис 3)
- Визовый центр Итальянской Республики (ул. Пушкина, 44)
- Почётное консульство Республики Таджикистан (ул. Тургенева, 85)
- Почётное консульство Республики Кыргызстан (ул. им. Володи Головатого 313, литер «А», помещение № 56)

Города-побратимы
- Бургас, Болгария;
- Вельс, Австрия;
- Нанси, Франция;
- Сухум, Республика Абхазия/Грузия[238];
- Феррара, Италия;
- Харбин, Китай;

Города-партнёры
- Ереван, Армения;
- Ларнака, Кипр[239].

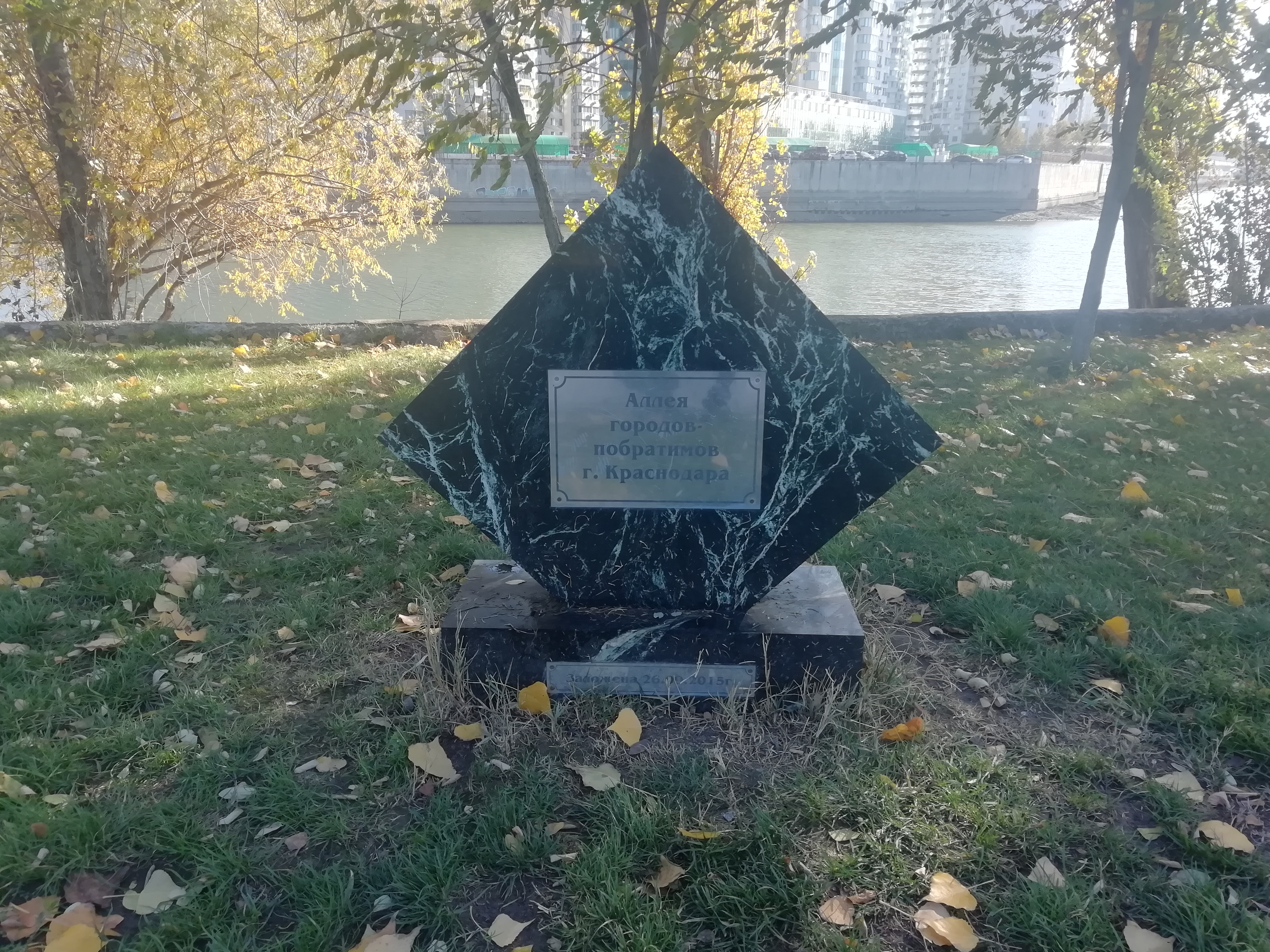
Аллея городов-побратимов

В марте 2022 года Ноттингем разорвал партнёрские отношения с Краснодаром и другими городами России и Беларуси. Карлсруэ также объявил о приостановке побратимский связей с Краснодаром из-за вторжения России на Украину.

## Фотогалерея

Памятник Екатерине II
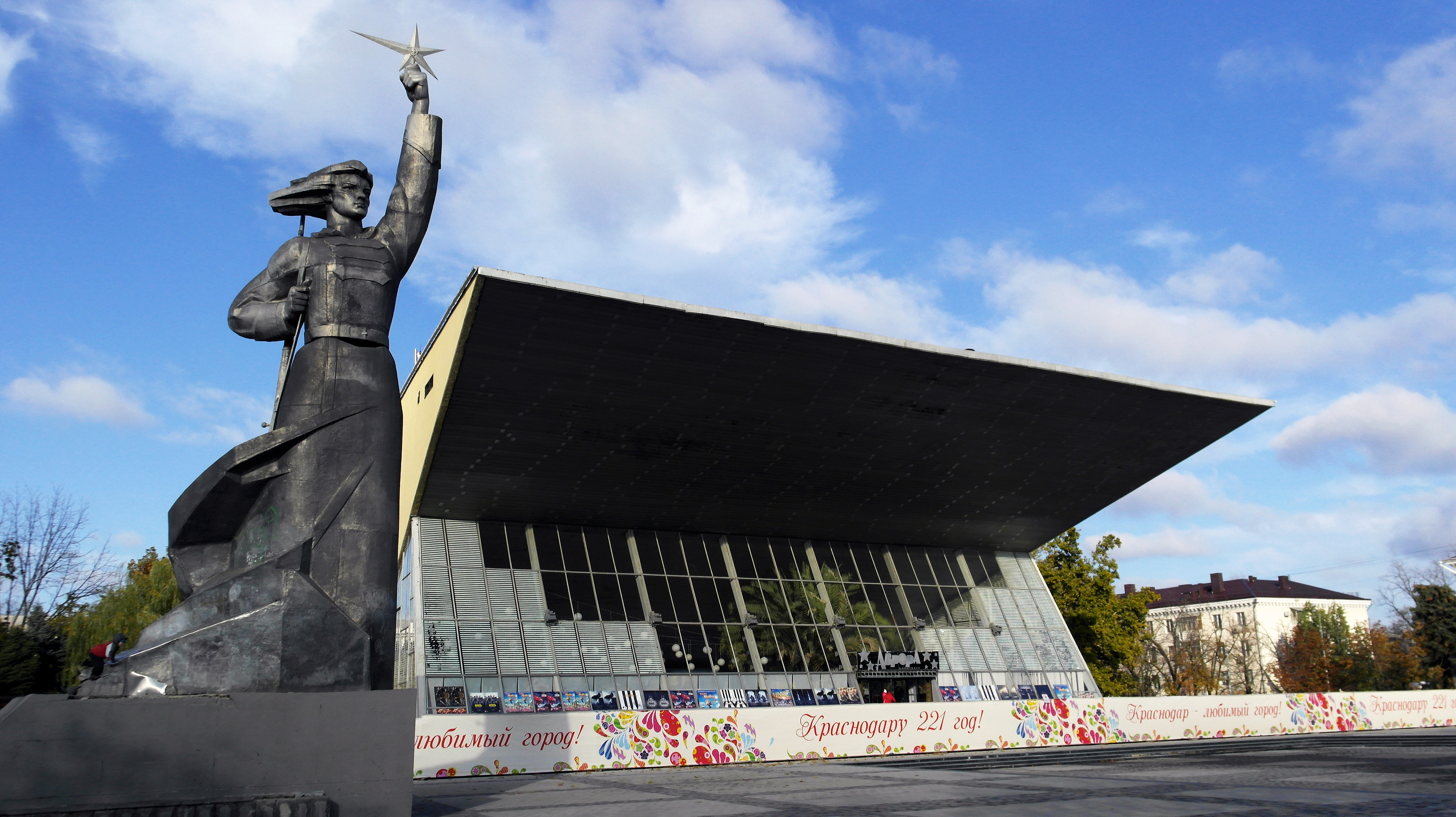
Кинотеатр «Аврора». Архитектор Е. А. Сердюков.
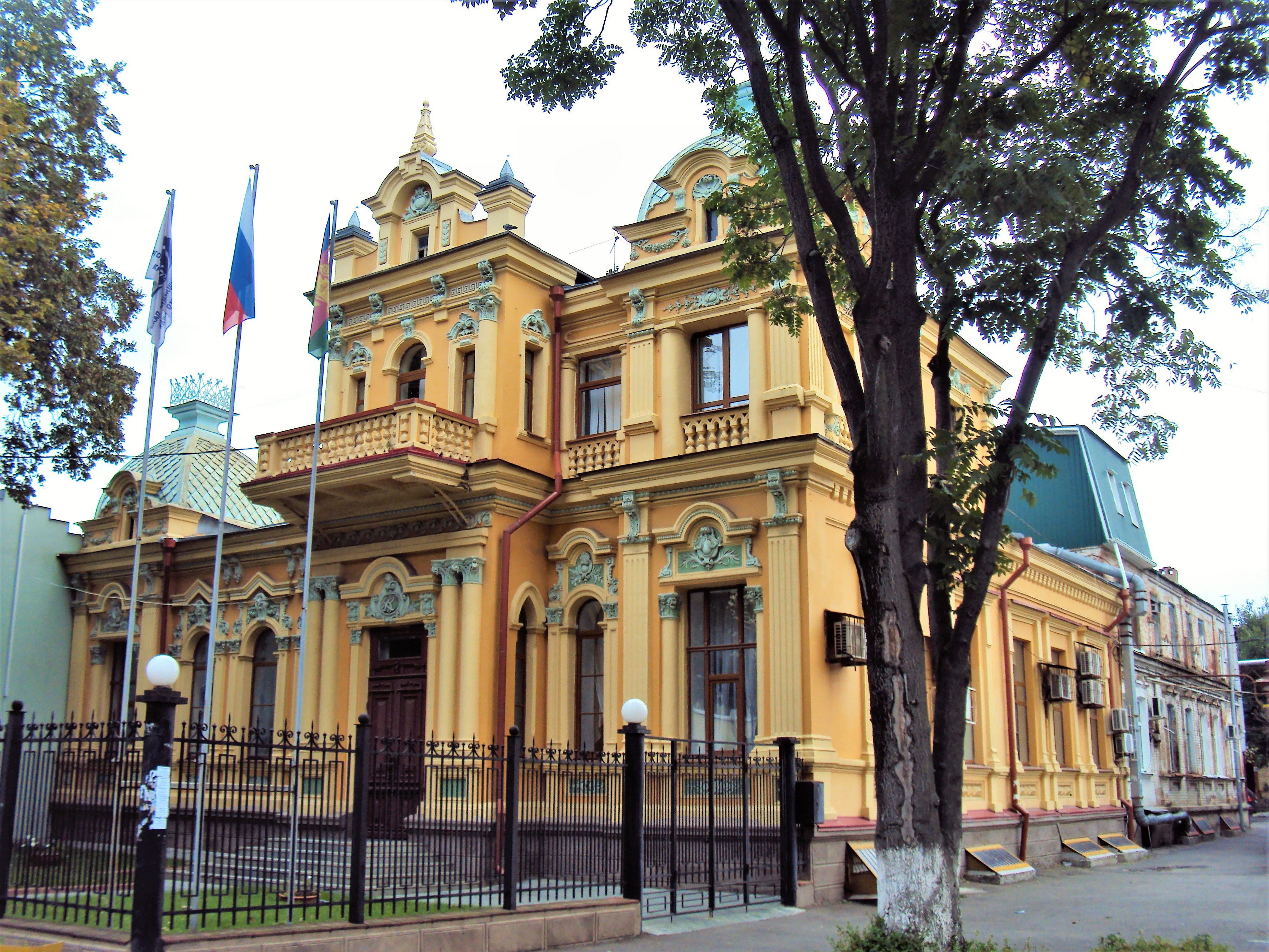
Здание торгово-промышленная палаты. Бывшая усадьба купца В. К. Рубежанского
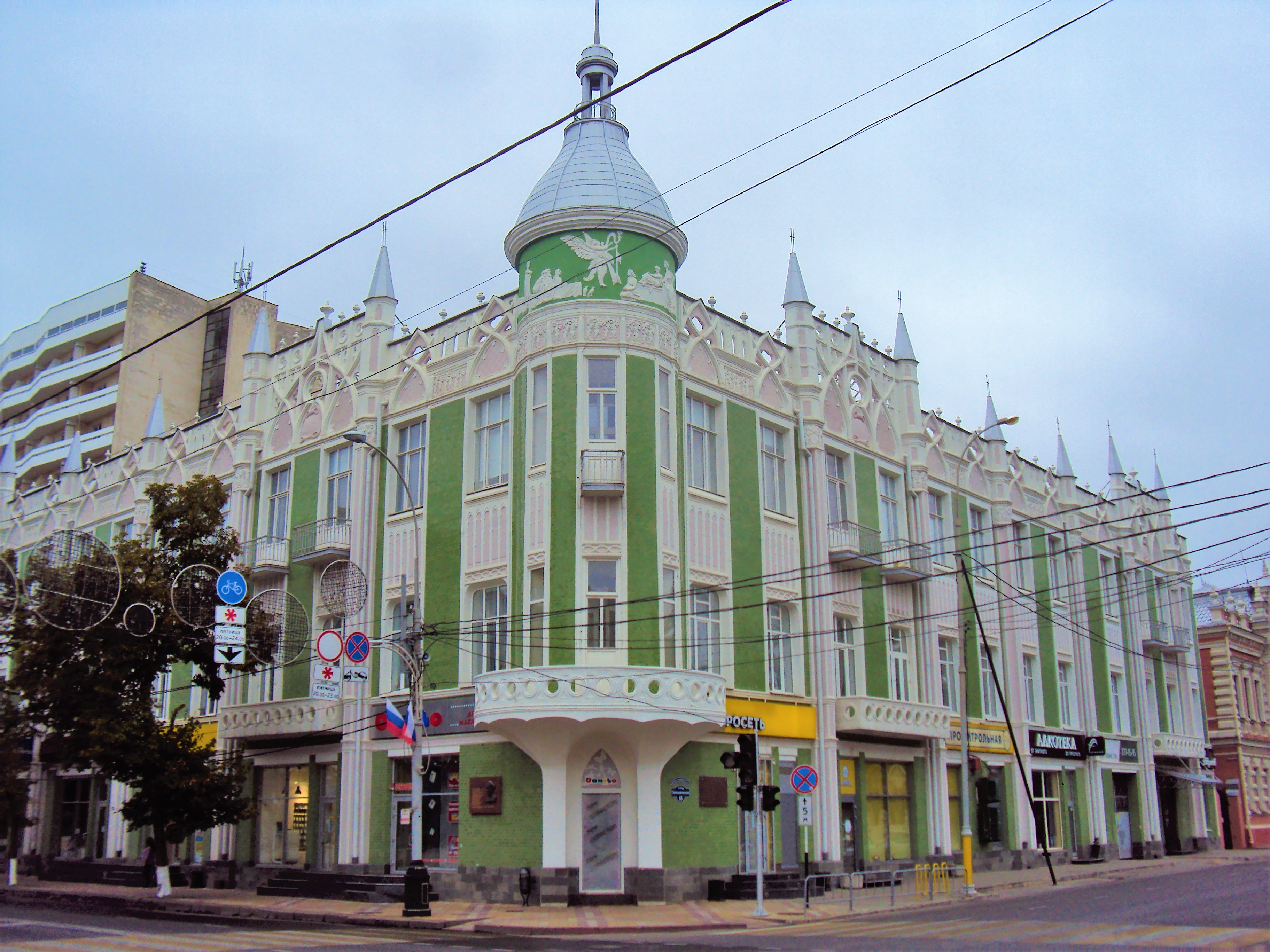
Здание гостиницы «Централь»
Один из первых в СССР памятников В.И. Ленину, установленный 7 ноября 1925 года
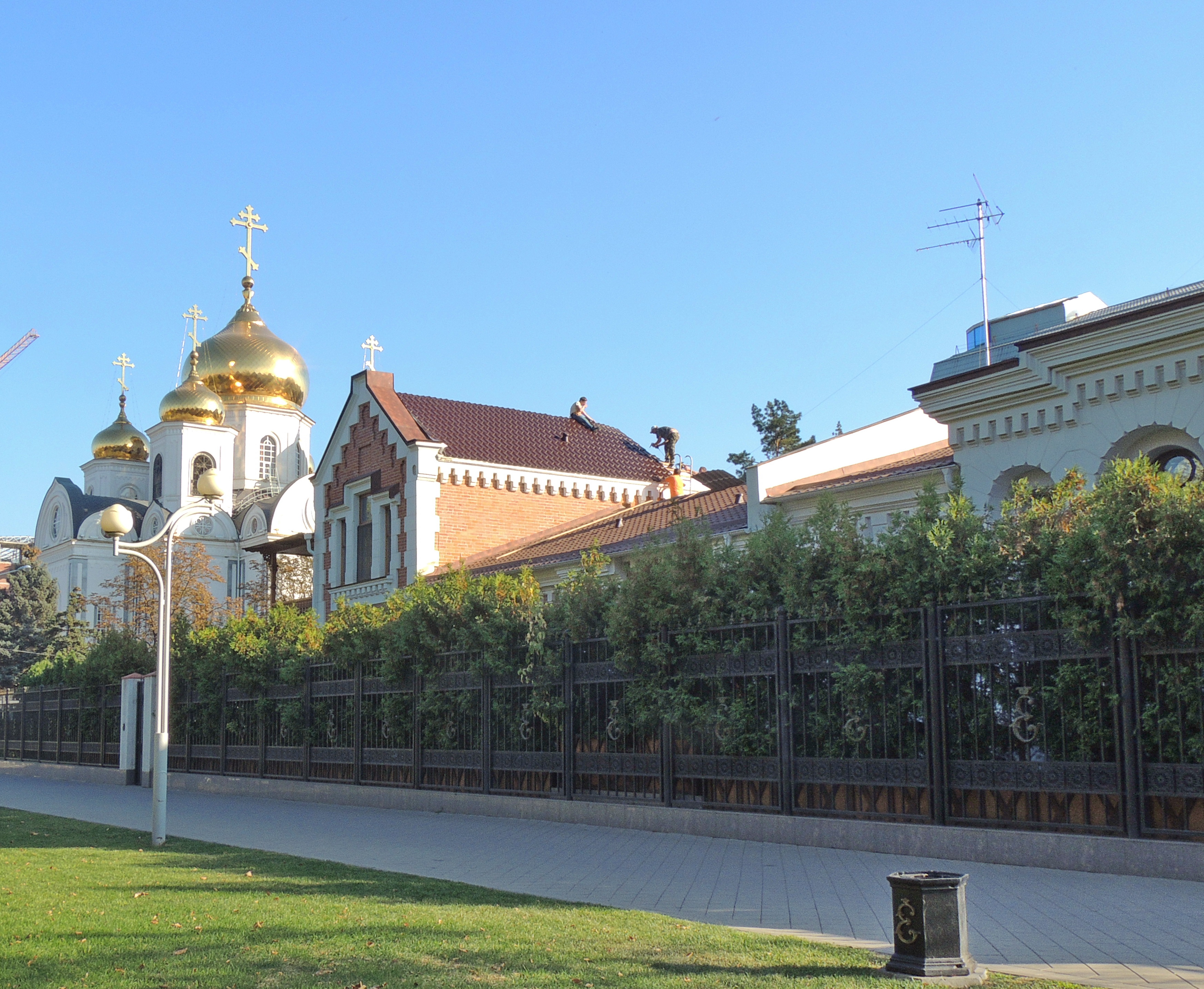
Угол улиц Постовой и Красной
Пушкинская библиотека
Памятник Тарасу Шевченко
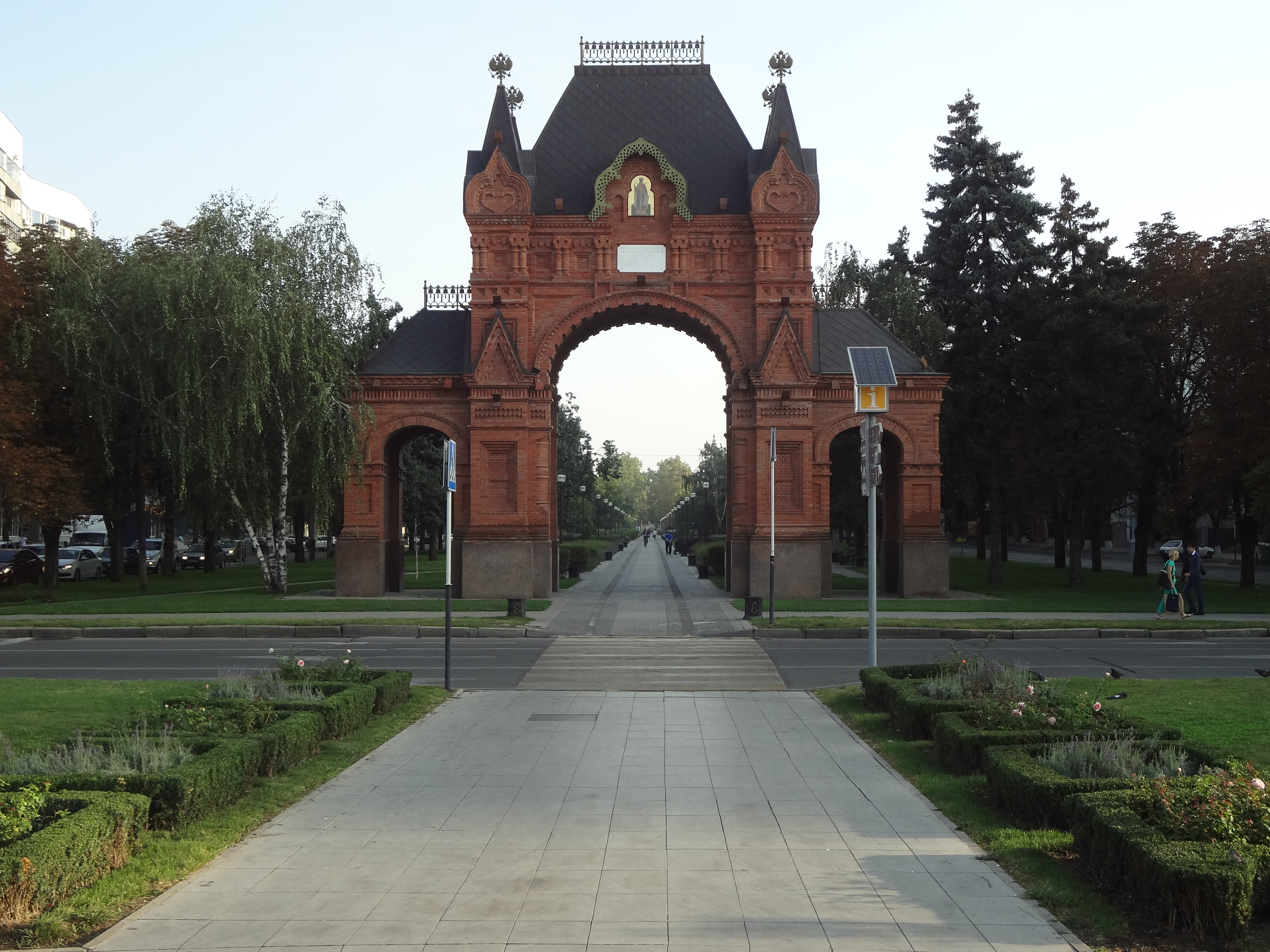
Александровская триумфальная арка
Памятник М.В. Ломоносову
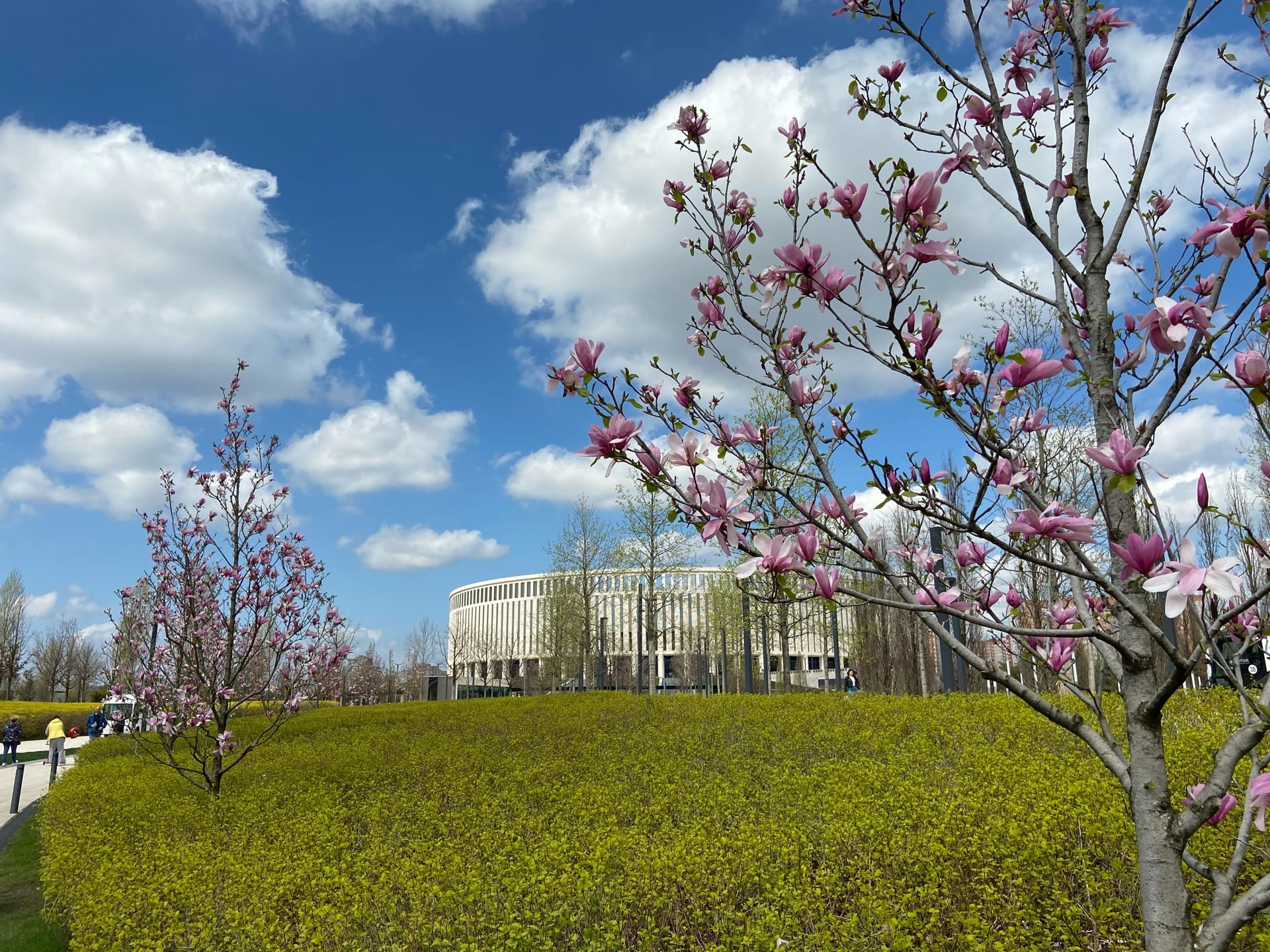
Стадион ФК Краснодар в Парке Галицкого
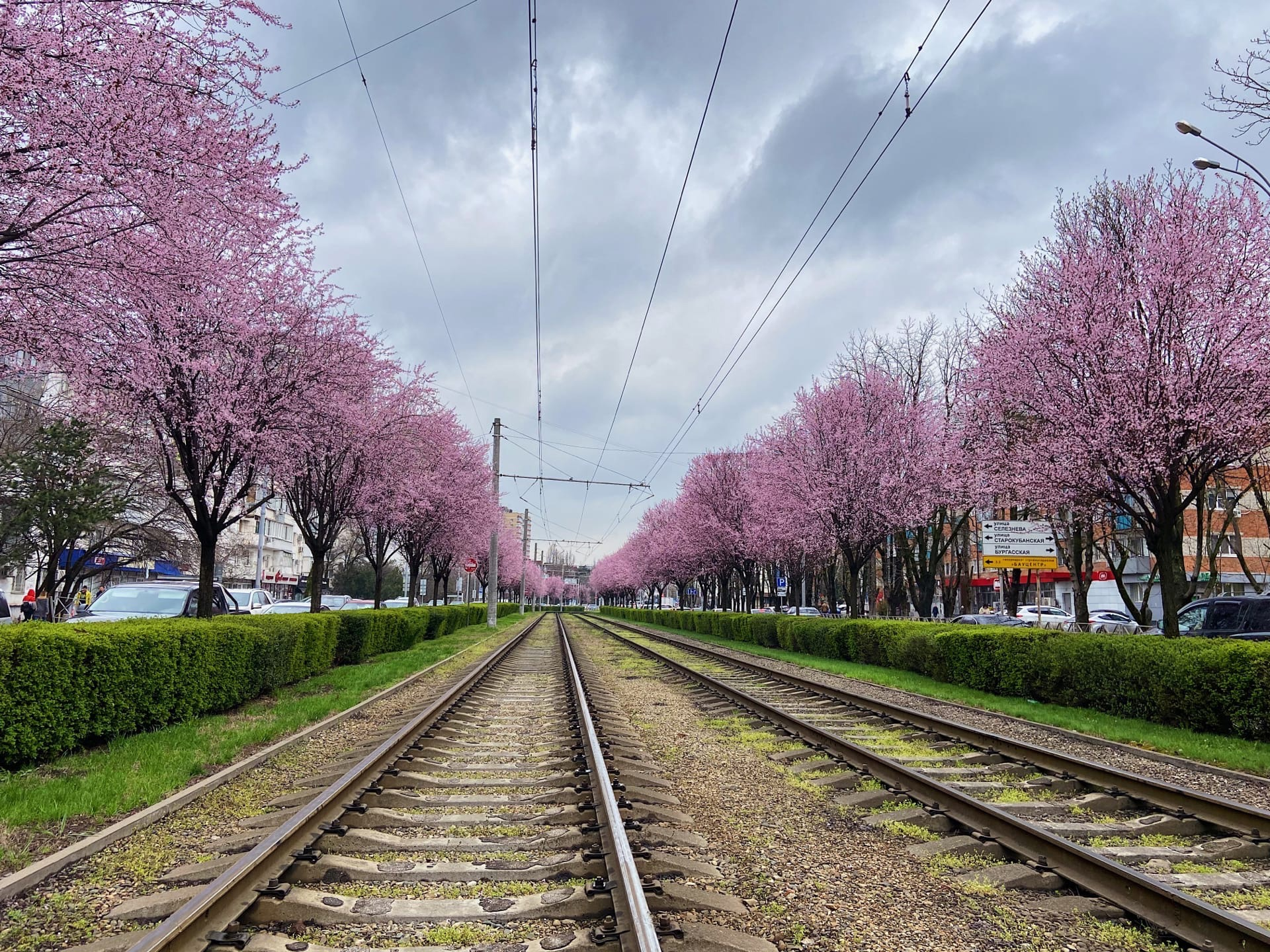
Цветущая улица Ставропольская
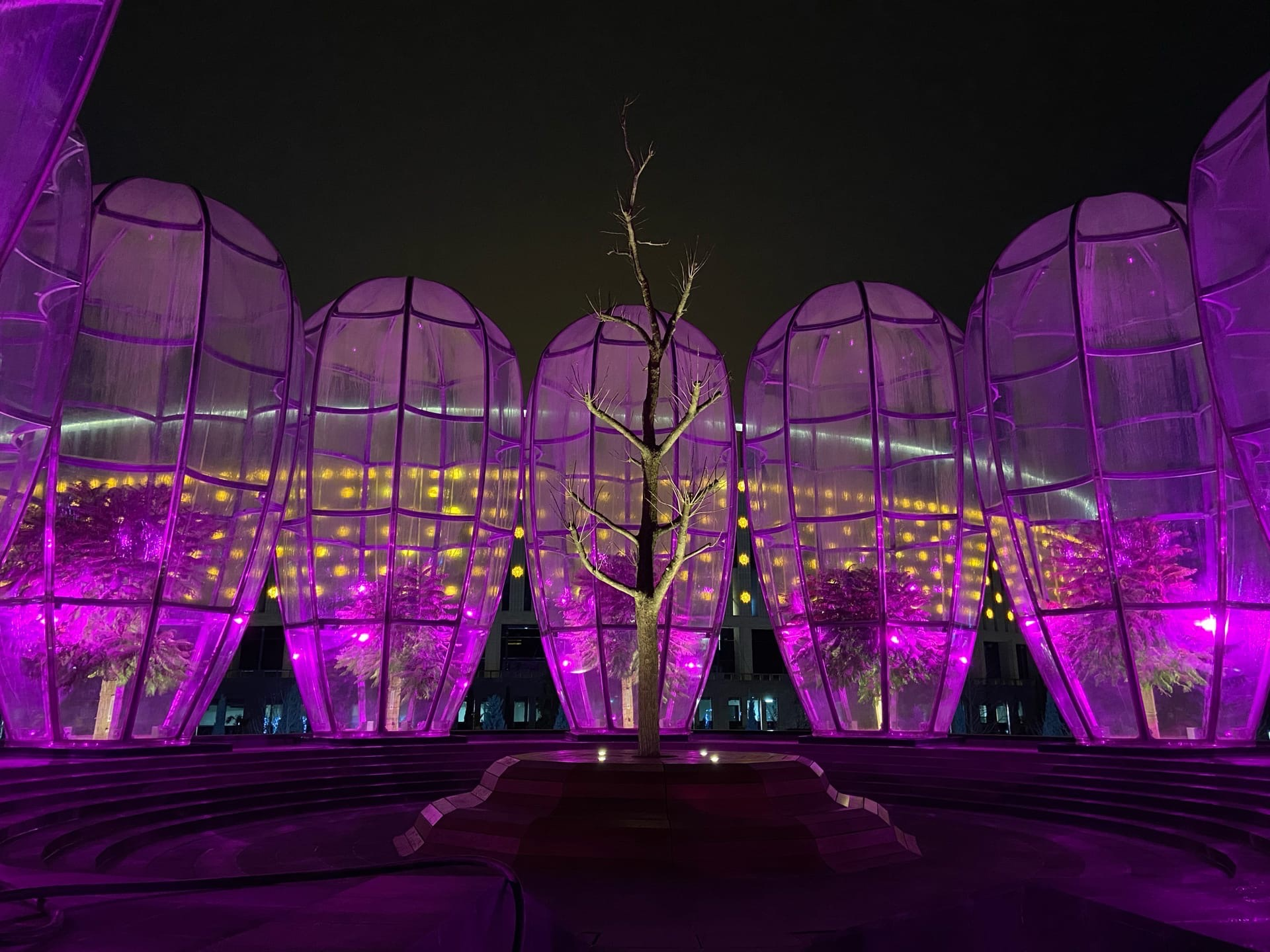
Вершина «Круглого фонтана» в Парке Галицкого
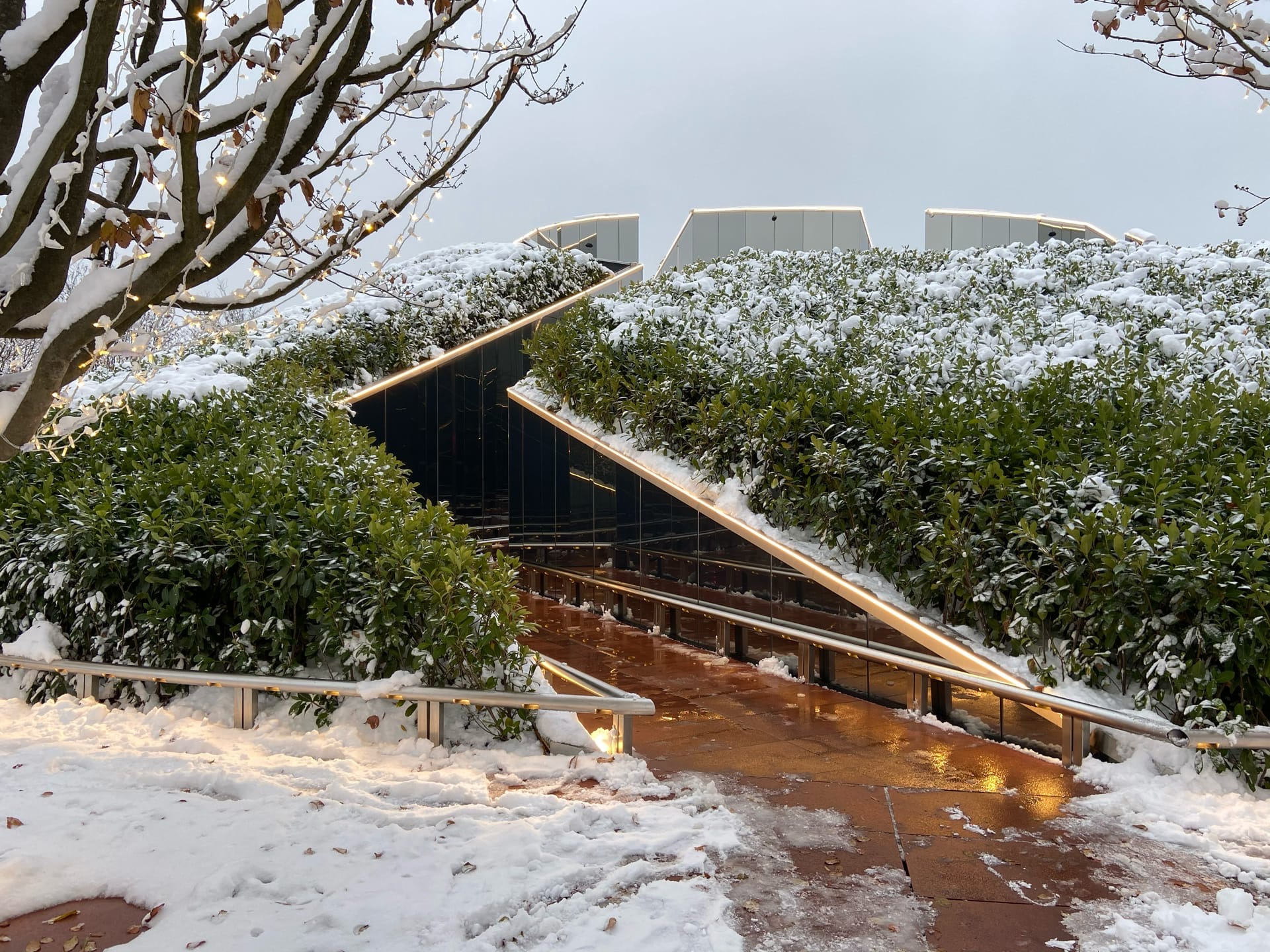
Зеркальный Лабиринт в Парке Галицкого
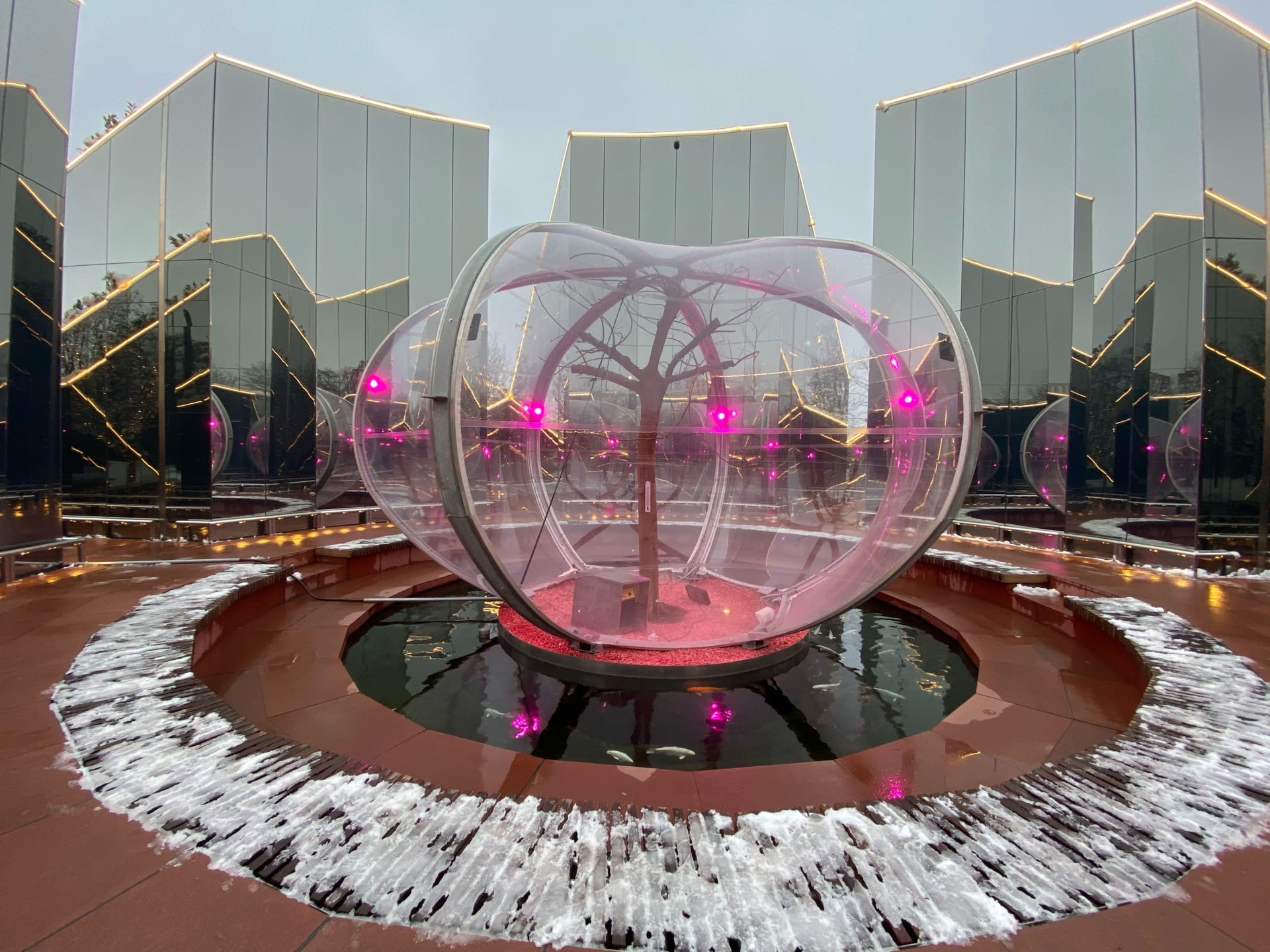
Центр Зеркального Лабиринта в Парке Галицкого
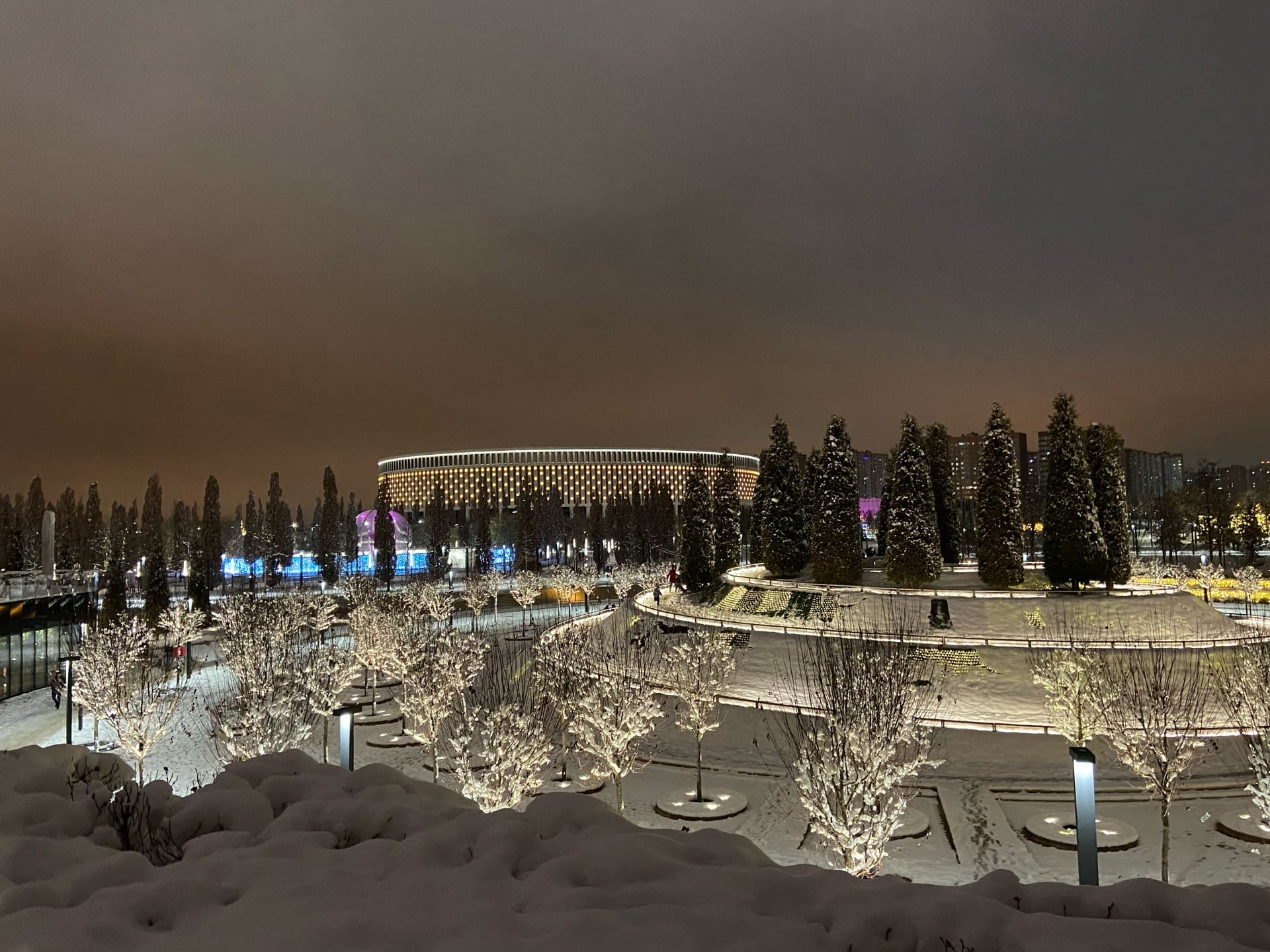
Новогодний Парк Галицкого
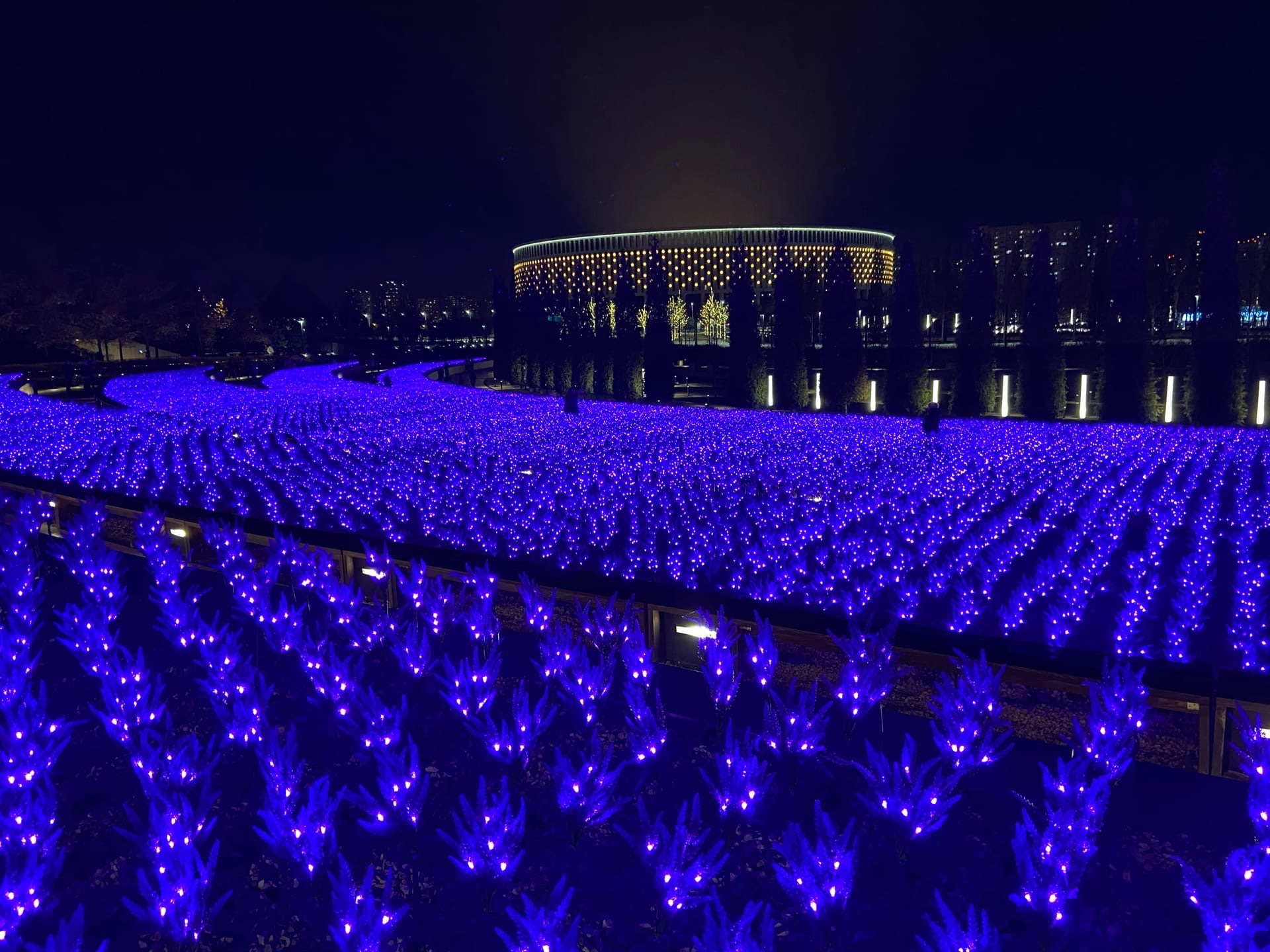
Искусственный шалфей в Парке Галицкого зимой
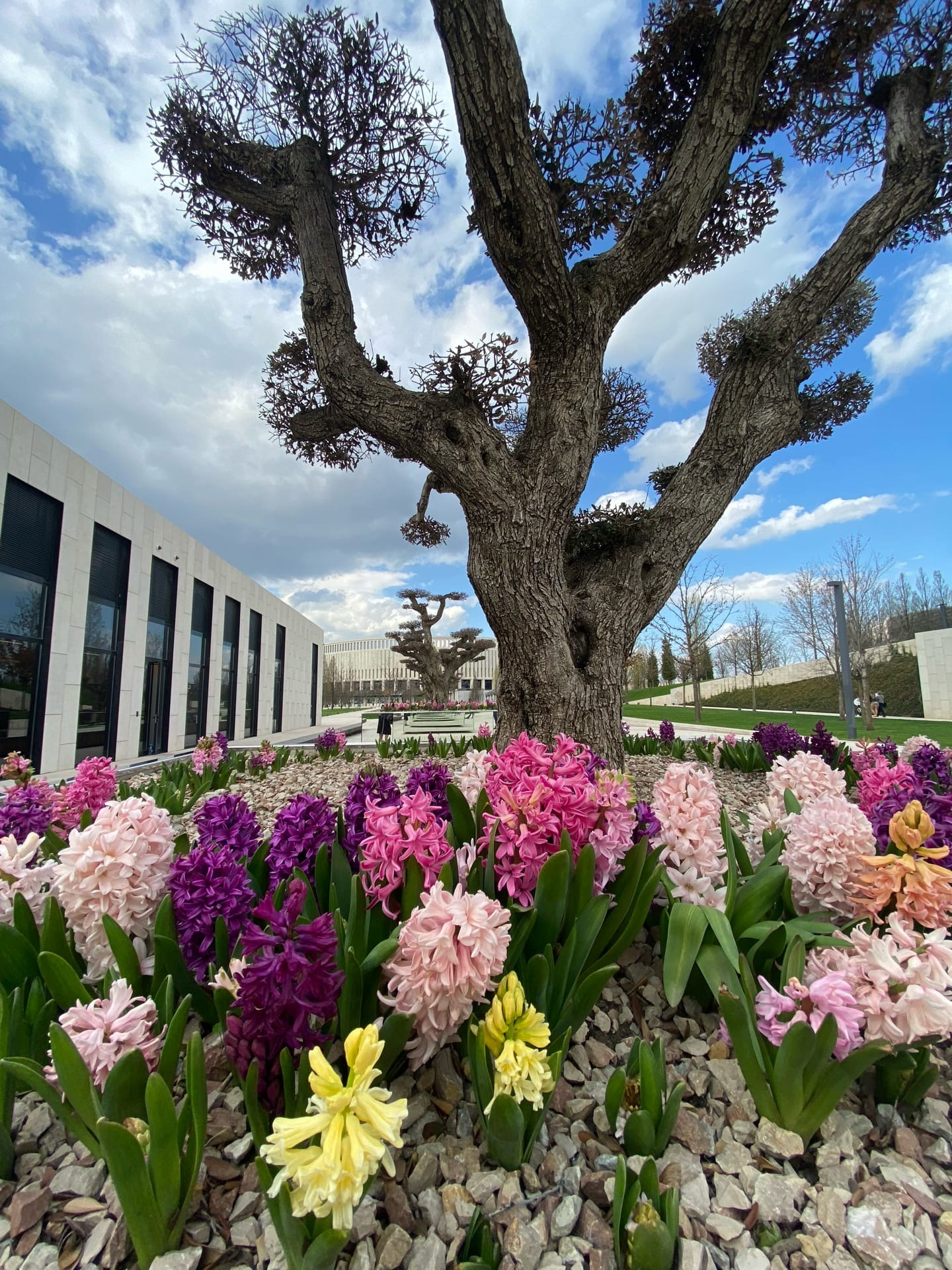
Клумбы гиацинтов в Парке Галицкого
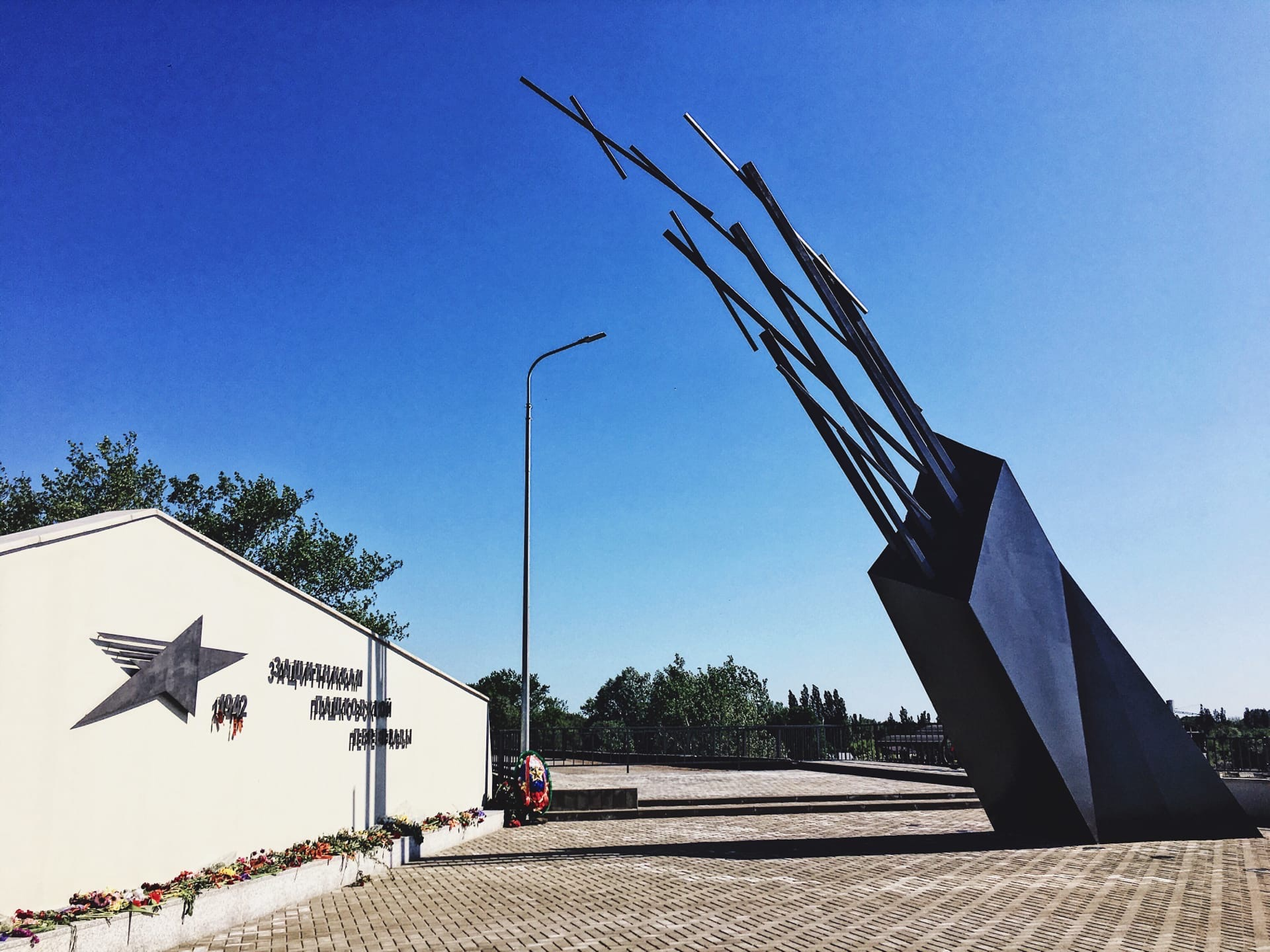
Памятник защитникам Пашковской переправы
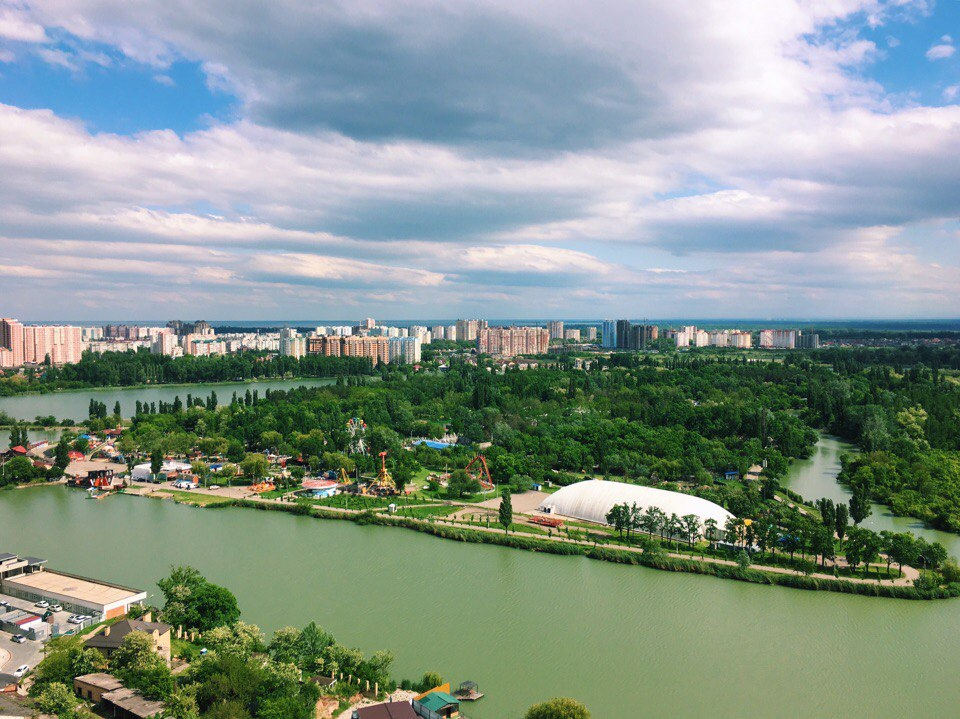
Парк «Солнечный остров». Вид сверху